# Cambodgia
Cambodgia (pronunție în română [kamˈbod͡ʒi.a], „Cambógi-a”; în khmeră កម្ពុជា, Kampuchea), oficial Regatul Cambodgia(în khmeră ព្រះរាជាណាចក្រកម្ពុជា, Preăh Réachéanachâk Kâmpŭchéa) este un regat din sud-estul Asiei, cu o populație de peste 13 milioane de locuitori, având capitala la Phnom Penh. Cambodgia este statul succesor al odată puternicului Imperiu Khmer hinduist și budist, care stăpânea cea mai mare parte a Peninsulei Indochinei între secolul al XI-lea și al XIV-lea.
Țara se învecinează cu Thailanda la vest și nord-vest, Laos la nord-est, și Vietnam la est și sud-est. La sud are ieșire la Golful Thailandei. Geografia Cambodgiei este dominată de râul Mekong (în khmeră, colocvial: Tonle Thom sau "râul cel mare") și lacul Tonle Sap ("lacul cu apă proaspătă"), o sursă importantă de pește. O mare parte a Cambodgiei se situează la nivelul mării, și ca o consecință, râul Tonle Thom își inversează direcția vărsării în anotimpul umed, aducând apă înapoi în lacul Tonle Sap și provocând astfel inundații. Aceasta se întinde pe o suprafață de 181.035 kilometri pătrați (69.898 mile pătrate) și are o populație de aproximativ 17 milioane de locuitori. Capitala și cel mai populat oraș este Phnom Penh.
În anul 802 d.Hr., Jayavarman al II-lea s-a autoproclamat rege, unind prinții Khmer aflați în război din Chenla sub numele de "Kambuja". Aceasta a marcat începutul Imperiului Khmer. Regatul indianizat a facilitat răspândirea mai întâi a hinduismului și apoi a budismului în Asia de Sud-Est și a inițiat proiecte religioase de infrastructură în întreaga regiune. În secolul al XV-lea, a început un declin al puterii (Perioada Post-Angkor), până când, în 1863, a devenit Protectoratul Francez al Cambodgiei.
După ocupația japoneză a Cambodgiei din timpul celui de-al Doilea Război Mondial, aceasta și-a câștigat independența în 1953. Războiul din Vietnam s-a extins în țară în 1965 prin traseele Ho Chi Minh și Sihanouk. O lovitură de stat în 1970 a instalat Republica Khmer, aliniată cu SUA, care a fost răsturnată de Khmerii Roșii în 1975. Khmerii Roșii au condus țara și au comis genocidul cambodgian între 1975 și 1979, când au fost înlăturați în războiul cambodgiano-vietnamez. Republica Populară Kampuchea, ocupată de vietnamezi, a devenit guvernul de facto.
După Acordurile de Pace de la Paris din 1991, care au încheiat oficial războiul cu Vietnamul, Cambodgia a fost guvernată de o misiune a Națiunilor Unite (1992–93). ONU s-a retras după alegerile generale din 1993 din Cambodgia, la care au participat aproximativ 90% dintre alegătorii înregistrați. Lovitura de stat din 1997 a consolidat puterea sub prim-ministrul Hun Sen și Partidul Popular Cambodgian (CPP). Deși constituțional este un stat multipartit, CPP domină sistemul politic și a dizolvat principalul său partid de opoziție în 2017, transformând Cambodgia într-un stat de facto cu un singur partid. ONU o desemnează acum ca țară cel mai puțin dezvoltată.
Cambodgia este membră a Națiunilor Unite, ASEAN, RCEP, Summit-ul Asia de Est, OMC, Mișcarea de Nealiniere și La Francophonie, și este un partener de dialog al Organizației de Cooperare de la Shanghai. Agricultura rămâne sectorul economic dominant, cu creșteri în domeniile textilelor, construcțiilor, confecțiilor și turismului, care au dus la creșterea investițiilor străine și a comerțului internațional. Este una dintre cele mai vulnerabile țări la schimbările climatice.

## Etimologie
Articol principal: Numele Cambodgiei
„Regatul Cambodgiei” este denumirea oficială în limba engleză a țării. Termenul „Cambodia” este o anglicizare a cuvântului francez „Cambodge”, care la rândul său este o transliterație franceză a cuvântului khmer កម្ពុជា (Kâmpŭchéa, pronunțat [kampuciə]). Kâmpŭchéa este o versiune prescurtată a denumirii oficiale a țării în limba khmer ព្រះរាជាណាចក្រកម្ពុជា (Preăh Réachéanachâkr Kâmpŭchéa, pronunțat [preah riəciənaːcak kampuciə]). Endonimul khmer កម្ពុជា Kâmpŭchéa derivă din numele sanscrit कम्बोजदेश Kambojadeśa, compus din देश Deśa („țara” sau „teritoriul”) și कम्बोज (Kamboja), referindu-se la descendenții lui Kambu (un legendar înțelept indian din vechiul regat indian Kamboja). Termenul „Cambodia” era deja folosit în Europa încă din 1524, deoarece Antonio Pigafetta îl menționează în lucrarea sa „Relazione del primo viaggio intorno al mondo” (1524–1525) sub forma „Camogia”.
Cercetătorul George Coedes se referă la o inscripție din secolul al X-lea care povestește o legendă dinastică cambodgiană în care pustnicul Kambu Swayambhuva și nimfa cerească Mera se unesc și stabilesc dinastia regală Solară cambodgiană (Kambu-Mera), care începe cu conducătorul Chenla, Srutavarman, și fiul său Sreshthavarman. Coedes sugerează că legenda Kambu Swayambhuva își are originile în sudul Indiei, ca o versiune a mitului de creare a dinastiei Kanchi Pallava.
În mod colocvial, cambodgienii își numesc țara fie „Srok Khmer” (ស្រុកខ្មែរ Srŏk Khmêr, pronunțat [srok kʰmae]; însemnând „Țara Khmerilor”), fie într-o formă ușor mai formală „ប្រទេសកម្ពុជា” (Prâtés Kâmpŭchéa, pronunțat [prɑteh kampuciə]; „Țara Kampuchea”). Numele „Cambodia” este cel mai frecvent utilizat în lumea occidentală, în timp ce „Kampuchea” este mai des folosit în lumea orientală.

## Istoria

### Preistorie
Articol principal: Istoria timpurie a Cambodgiei

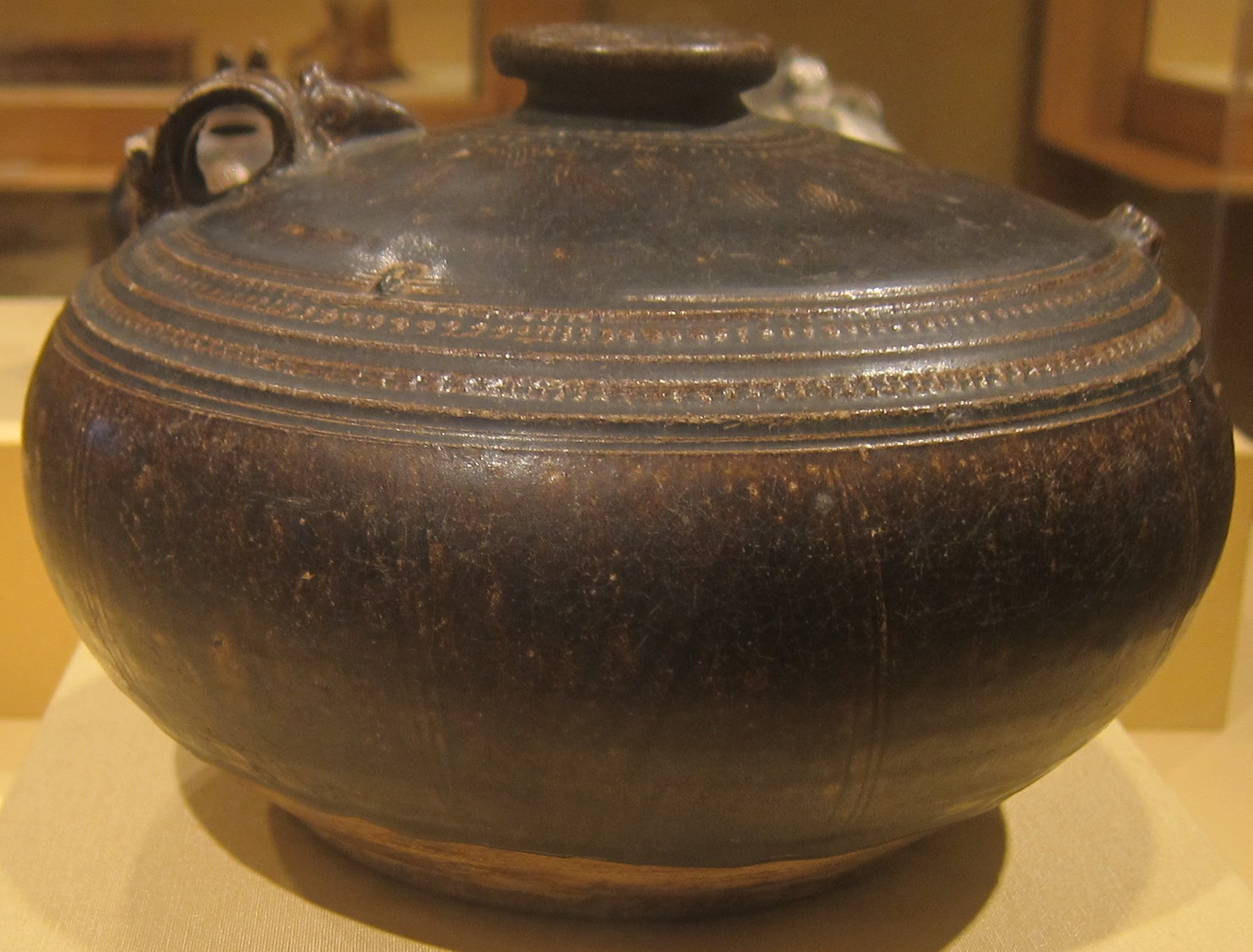
Ceramică smălțuită din piatră datând din secolul al XII-lea

Există dovezi ale unei ocupații umane în Pleistocen pe teritoriul care mai târziu va deveni Cambodgia, inclusiv unelte din cuarț și cuarțit găsite în terasele de-a lungul râului Mekong, în provinciile Stung Treng și Kratié, și în provincia Kampot. Unele dovezi arheologice arată că comunități de vânători-culegători au locuit în regiune în timpul Holocenului: cel mai vechi sit arheologic descoperit în Cambodgia este considerat a fi peștera Laang Spean, care aparține perioadei Hoabinhian. Săpăturile în straturile inferioare au produs o serie de date de radiocarbon în jurul anului 6000 î.Hr. Straturile superioare ale aceluiași sit au oferit dovezi ale tranziției către Neolitic, conținând cele mai vechi ceramici de pământ datate din Cambodgia.

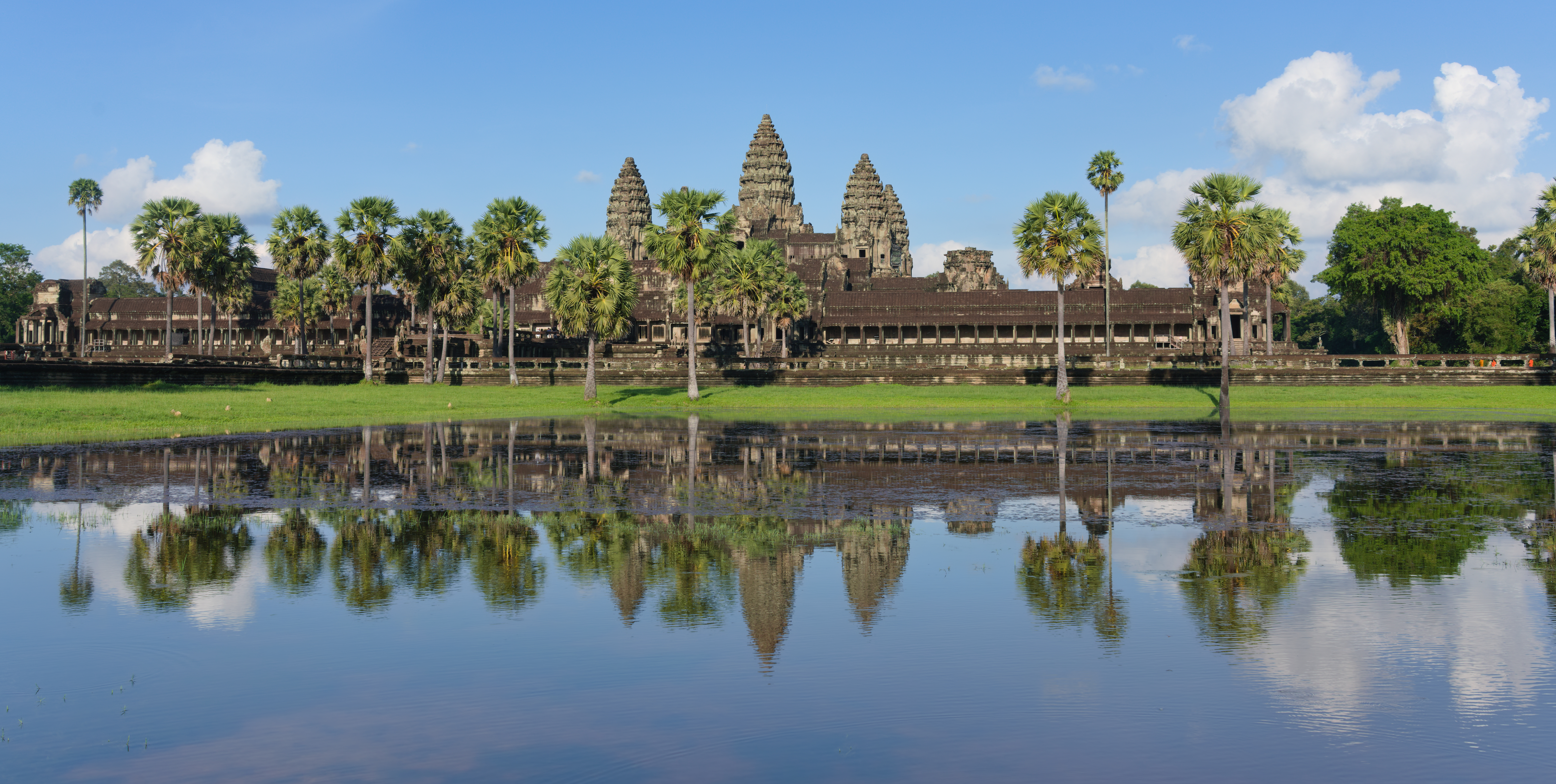
Angkor Wat

Înregistrările arheologice pentru perioada dintre Holocen și Epoca Fierului rămân la fel de limitate. Un eveniment preistoric a fost pătrunderea primilor agricultori de orez din nord, care a început în al treilea mileniu î.Hr. Dovezile preistorice sunt „lucrările de pământ circulare” descoperite în solurile roșii din apropierea Memot și în regiunea învecinată a Vietnamului, la sfârșitul anilor 1950. Funcția și vârsta lor sunt încă dezbătute, iar unele dintre ele datează posibil din al doilea mileniu î.Hr. Alte situri preistorice de dată oarecum incertă sunt Samrong Sen (nu departe de vechea capitală Oudong), unde primele investigații au început în 1875, și Phum Snay, în provincia nordică Banteay Meanchey.
Fierul a fost prelucrat în jurul anului 500 î.Hr., cu dovezi suplimentare venind de pe Platoul Khorat, în ceea ce va deveni mai târziu Thailanda. În Cambodgia, unele așezări din Epoca Fierului au fost găsite sub Baksei Chamkrong și alte temple angkoriene, în timp ce lucrări de pământ circulare au fost descoperite la situl Lovea, la câțiva kilometri nord-vest de Angkor. Înmormântările atestă îmbunătățirea disponibilității alimentelor și comerțul, și existența unei structuri sociale și organizații a muncii. Tipurile de mărgele de sticlă recuperate de pe situri, cum ar fi situl Phum Snay din nord-vest și situl Prohear din sud-est, sugerează că existau două rețele comerciale principale în acea vreme. Cele două rețele erau separate de timp și spațiu, ceea ce indică că a existat o schimbare de la una la cealaltă în jurul secolelor 2–4 d.Hr., probabil din cauza schimbărilor în puterile socio-politice.

### Pre-Angkorian, Angkorian și Post-Angkorian
Articole principale: Regatul Funan, Chenla, Imperiul Khmer și Perioada Post-Angkor
În secolele al III-lea, al IV-lea și al V-lea, statele indianizate Funan și succesorul său, Chenla, s-au consolidat în ceea ce este acum Cambodgia și sud-vestul Vietnamului. Timp de mai bine de 2.000 de ani, ceea ce avea să devină Cambodgia a absorbit influențe din India, pe care le-a transmis altor civilizații din Asia de Sud-Est, care mai târziu au devenit Thailanda și Laos.
Imperiul Khmer s-a format din resturile lui Chenla, devenind ferm stabilit în anul 802, când Jayavarman al II-lea (care a domnit aproximativ între 790 și 835) a declarat independența față de Java și s-a proclamat Devaraja. El și urmașii săi au instituit cultul Zeului-rege și au început o serie de cuceriri care au format un imperiu ce a prosperat în regiune din secolul al IX-lea până în secolul al XV-lea. În timpul domniei lui Jayavarman al VIII-lea, imperiul Angkor a fost atacat de armata mongolă a lui Kublai Khan; regele a reușit să cumpere pacea. În jurul secolului al XIII-lea, misionarii Theravada din Sri Lanka au reintrodus budismul Theravada în Asia de Sud-Est, trimițând anterior misionari în anii 1190. Religia s-a răspândit și, în cele din urmă, a înlocuit hinduismul și budismul Mahayana ca religie populară a Angkorului; nu a devenit religia de stat oficială până în 1295, când Indravarman al III-lea a preluat puterea.
Imperiul Khmer a fost cel mai mare imperiu din Asia de Sud-Est în secolul al XII-lea. Centrul de putere al imperiului era Angkor, unde au fost construite o serie de capitale în timpul apogeului imperiului. În 2007, o echipă internațională de cercetători, folosind fotografii prin satelit și alte tehnici moderne, a concluzionat că Angkor a fost cel mai mare oraș preindustrial din lume, cu o extindere urbană de 2.980 kilometri pătrați. Orașul ar fi putut susține o populație de până la 1 milion de oameni.
După o serie de războaie cu regate vecine, Angkor a fost jefuit de Regatul Ayutthaya și abandonat în 1432 din cauza eșecului ecologic și a prăbușirii infrastructurii.
Oamenii din triburile montane erau „vânați neîncetat și luați ca sclavi de siamezi (thailandezi), anamiți (vietnamezi) și cambodgieni”.

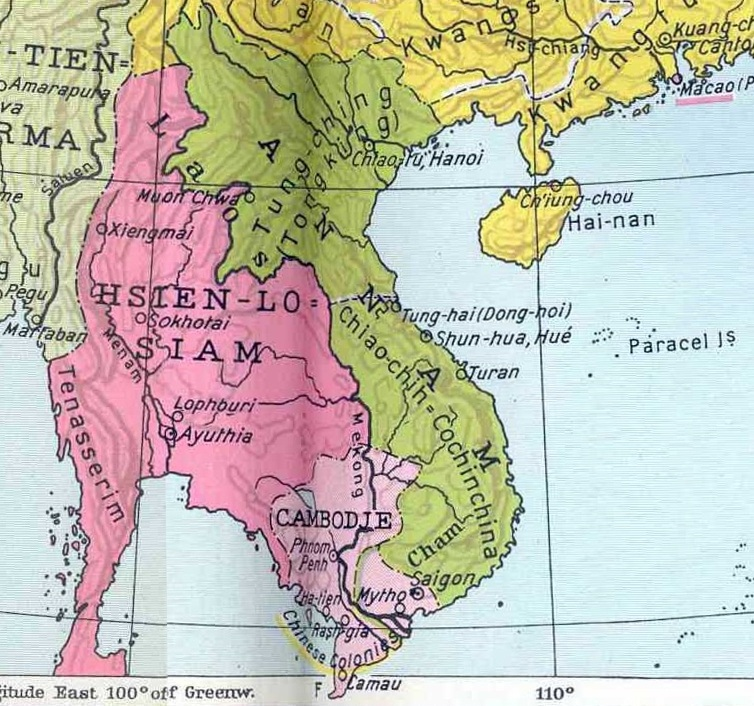
Harta Indochinei in anul 1760

Anterior parte a Imperiului Khmer, Delta Mekongului fusese controlată de vietnamezi încă din 1698, regele Chey Chettha al II-lea acordând vietnamezilor permisiunea de a se stabili în zonă cu decenii înainte.

### Colonizarea franceză
În 1863, regele Norodom a semnat un tratat de protecție cu Franța. Cambodgia a continuat să fie un protectorat al Franței din 1867 până în 1953, fiind administrată ca parte a coloniei Indochina Franceză, în timp ce a fost ocupată de Imperiul Japonez între 1941 și 1945 și, simultan, a existat ca stat-marionetă al Regatului Kampuchea în 1945. Între 1874 și 1962, populația totală a crescut de la aproximativ 946.000 la 5,7 milioane. După moartea regelui Norodom în 1904, Franța a manipulat alegerea regelui, iar Sisowath, fratele lui Norodom, a fost înscăunat pe tron. Tronul a devenit vacant în 1941, odată cu moartea lui Monivong, fiul lui Sisowath, iar Franța a trecut peste fiul lui Monivong, Monireth, considerându-l prea independent. În schimb, Norodom Sihanouk, nepot matern al regelui Sisowath, a fost întronat. Franța credea că tânărul Sihanouk va fi ușor de controlat. Sub domnia regelui Norodom Sihanouk, Cambodgia a câștigat independența față de Franța pe 9 noiembrie 1953.

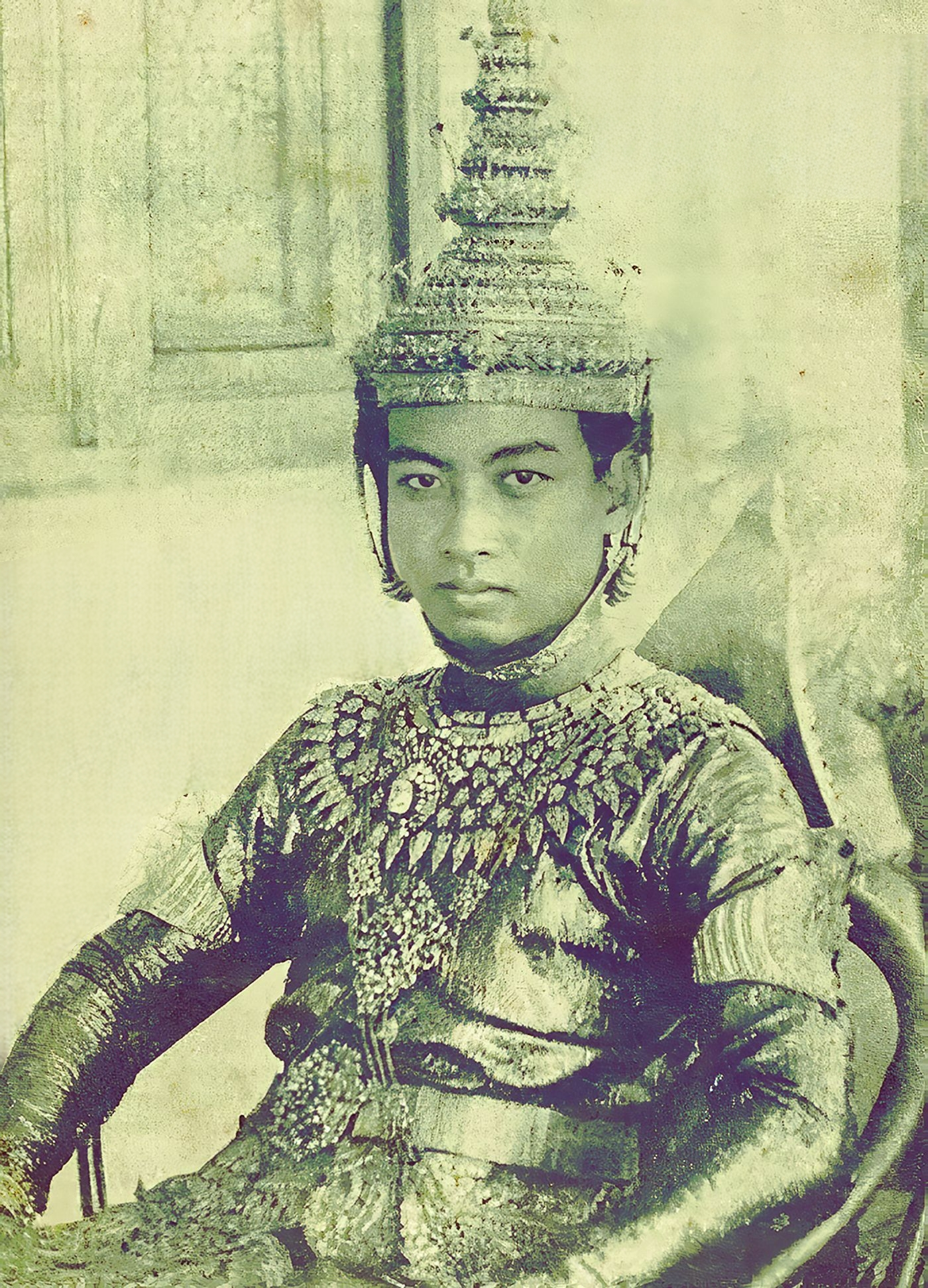
Încoronarea lui Norodom Sihanouk (1941)

### Regatul (1953–1970)
Articol principal: Regatul Cambodgiei (1953–1970)
În 1955, Sihanouk a abdicat în favoarea tatălui său pentru a se implica în politică și a fost ales prim-ministru. După moartea tatălui său în 1960, Sihanouk a devenit din nou șef de stat, preluând titlul de prinț. Pe măsură ce Războiul din Vietnam avansa, Sihanouk a adoptat o politică oficială de neutralitate în Războiul Rece. Sihanouk a permis comunistilor vietnamezi să folosească Cambodgia ca refugiu și rută de aprovizionare pentru armele și alte ajutoare destinate forțelor lor armate care luptau în Vietnamul de Sud. În decembrie 1967, jurnalistul Washington Post, Stanley Karnow, a fost informat de Sihanouk că, dacă SUA doreau să bombardeze sanctuarele comuniste vietnameze, el nu ar obiecta, cu condiția ca cambodgienii să nu fie uciși.

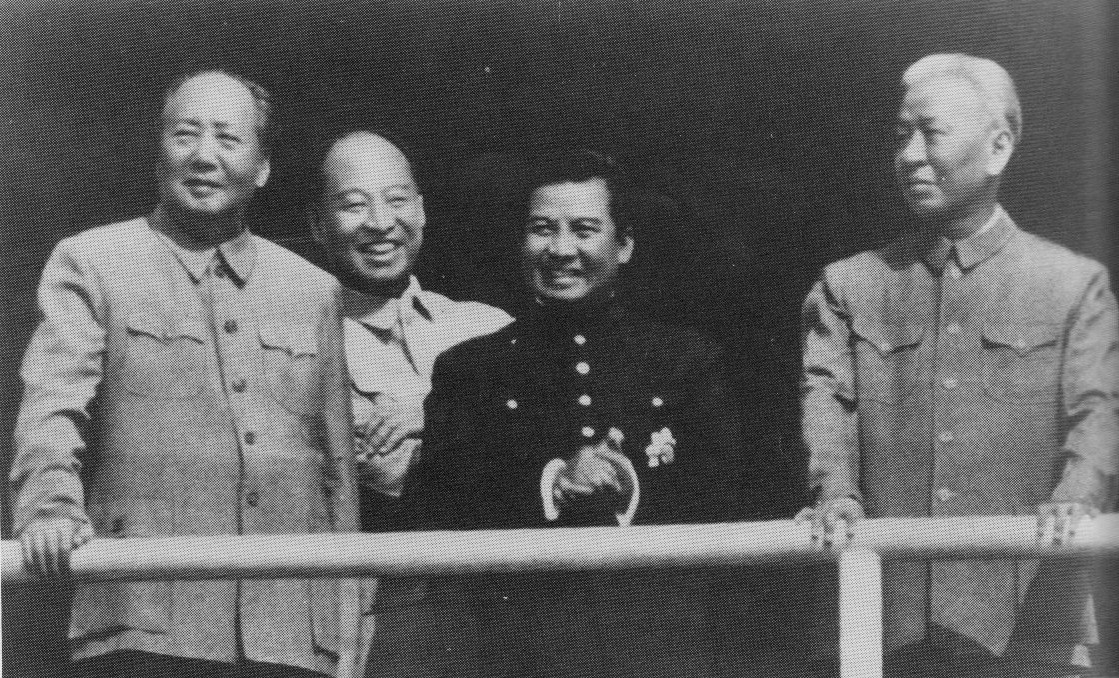
Mao și Sihanouk în 1956

Mesajul a fost transmis și emisarului președintelui american Johnson, Chester Bowles, în ianuarie 1968. În public, Sihanouk a contestat dreptul SUA de a folosi atacuri aeriene în Cambodgia și pe 26 martie a declarat: „Aceste atacuri criminale trebuie să înceteze imediat și definitiv”. Pe 28 martie a avut loc o conferință de presă, iar Sihanouk a făcut apel la mass-media internațională: „Fac apel la voi să publicați în străinătate această poziție foarte clară a Cambodgiei — adică, voi, în orice caz, mă voi opune tuturor bombardamentelor pe teritoriul cambodgian, sub orice pretext.” Cu toate acestea, apelurile publice ale lui Sihanouk au fost ignorate, iar bombardamentele au continuat.

### Republica Khmer (1970–1975)
Articol principal: Războiul Civil Cambodgian

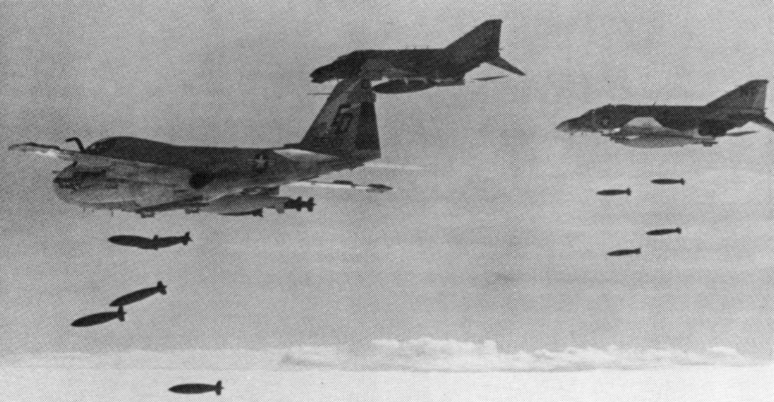
Zeci de mii de oameni au fost uciși în timpul bombardamentelor americane asupra Cambodgiei între 1970 și 1973.

În timp ce se afla în vizită la Beijing în 1970, Sihanouk a fost detronat printr-un puci militar condus de prim-ministrul general Lon Nol și prințul Sisowath Sirik Matak. După finalizarea puciului, noul regim, care cerea ca comuniștii vietnamezi să părăsească Cambodgia, a obținut sprijinul politic al Statelor Unite. Forțele vietnameze nordice și Viet Cong, disperate să-și păstreze sanctuarele și liniile de aprovizionare din Vietnamul de Nord, au lansat atacuri armate împotriva noului guvern. Regele a îndemnat susținătorii săi să ajute la răsturnarea acestui guvern, accelerând începutul războiului civil.
Rebeli khmeri roșii au început să-l folosească pentru a câștiga susținători. Între 1970 și 1972, conflictul cambodgian a fost în mare parte între guvernul și armata Cambodgiei și forțele armate ale Vietnamului de Nord. Pe măsură ce își extindeau controlul asupra teritoriului cambodgian, comuniștii vietnamezi au impus o nouă infrastructură politică, care a fost în cele din urmă dominată de comuniștii cambodgieni acum cunoscuți sub numele de Khmerii Roșii.

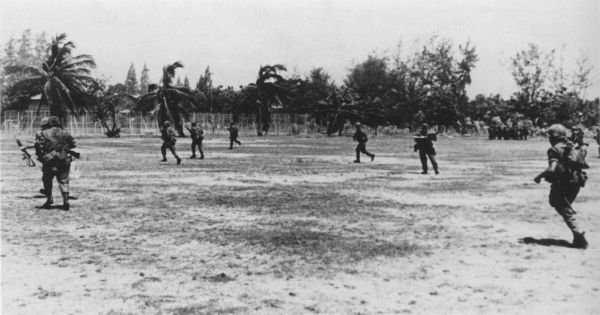
Operațiunea Eagle Pull

Documentele descoperite din arhivele sovietice după 1991 dezvăluie că încercarea vietnamezilor de Nord de a cuceri Cambodgia în 1970 a fost lansată la cererea explicită a Khmerilor Roșii și negociată de Pol Pot, atunci în poziția de secund în comandă, Nuon Chea. Unități ale NVA au cucerit pozițiile armatei cambodgiene, în timp ce Partidul Comunist al Kampuchea (CPK) își extindea atacurile asupra liniilor de comunicație. Ca răspuns la invazia vietnameză de Nord, președintele american Richard Nixon a anunțat că forțele terestre ale SUA și ale Vietnamului de Sud au intrat în Cambodgia într-o campanie destinată distrugerii bazelor NVA din Cambodgia.
În prima zi a anului 1975, trupele comuniste au lansat o ofensive care, în 117 zile, a dus la prăbușirea Republicii Khmer. Atacuri simultane în jurul perimetrului Phnom Penh-ului au ținut forțele republicane imobilizate, în timp ce alte unități CPK au cucerit baze de foc care controlau ruta vitală de reaprovizionare a Mekongului inferior. Un transport aerian finanțat de SUA cu muniție și orez s-a încheiat atunci când Congresul a refuzat ajutoare suplimentare pentru Cambodgia. Guvernul lui Lon Nol din Phnom Penh a capitulat pe 17 aprilie 1975, la 5 zile după ce misiunea SUA a evacuat Cambodgia.

### Regimul Khmerii Roșii (1975–1978)

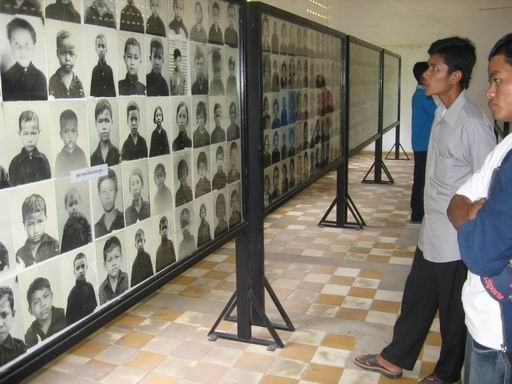
Camerele Muzeului Genocidului Tuol Sleng conțin mii de fotografii făcute de Khmerii Roșii ale victimelor lor.

Articole principale: Kampuchea Democratică și Khmerii Roșii
Estimările privind numărul de persoane ucise de regimul Khmer variază între aproximativ 1 și 3 milioane; o cifră adesea citată este de 2 milioane (aproximativ un sfert din populație). Această perioadă a dat naștere termenului „Câmpuri de ucidere”, iar închisoarea Tuol Sleng a devenit cunoscută pentru istoria sa de masacre. Sute de mii de oameni au fugit peste graniță în Thailanda vecină. Regimul a vizat în mod disproporționat grupurile etnice minoritare. Musulmanii Cham au suferit epurări, cu până la jumătate din populația lor exterminată. Pol Pot a fost hotărât să își păstreze puterea și să dezvăluie orice dușmani sau amenințări potențiale, și astfel a intensificat acțiunile sale violente și agresive împotriva propriului popor.

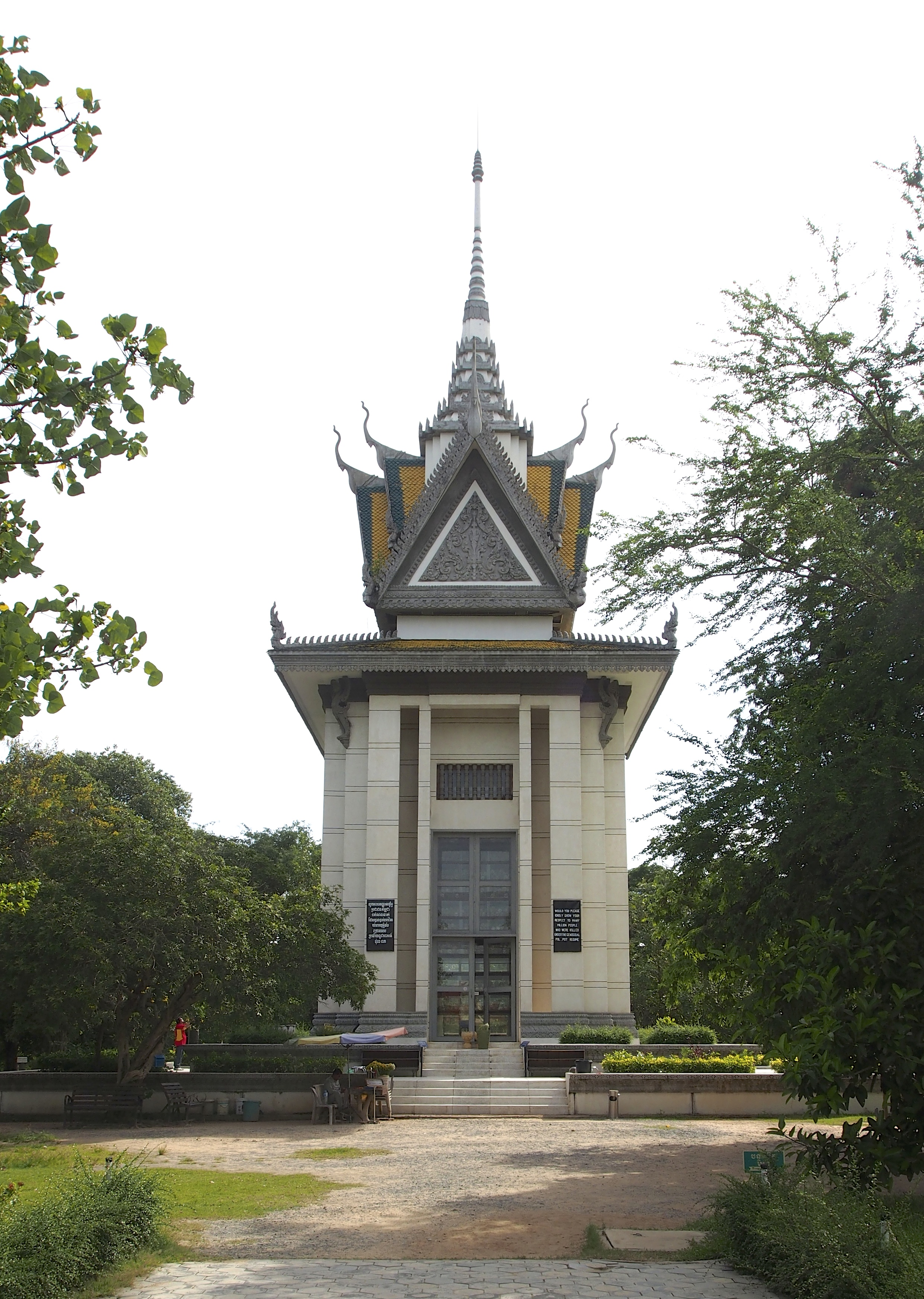
„Choeung Ek, un loc cunoscut pentru gropile comune ale victimelor genocidului din perioada Khmerilor Roșii”

Repatrierea forțată din 1970 și decesele din perioada Khmer au redus populația vietnameză din Cambodgia de la între 250.000 și 300.000 în 1969 la aproximativ 56.000 în 1984. Majoritatea victimelor regimului Khmer nu erau minorități etnice, ci etnici khmer. Profesioniștii, cum ar fi medicii, avocații și profesorii, au fost vizați. Potrivit lui Robert D. Kaplan, „ochelarii erau la fel de letali ca steaua galbenă”, fiind considerați un semn al intelectualismului.
Instituțiile religioase au fost vizate de Khmeri. Majoritatea arhitecturii khmere, 95% din templele budiste ale Cambodgiei, au fost distruse.

### Ocupația vietnameză și tranziția (1978–1992)
Articole principale: Republica Populară Kampuchea și Războiul Cambodiano-Vietnamez
În noiembrie 1978, trupele vietnameze au invadat Cambodgia ca răspuns la raidurile de frontieră efectuate de Khmerii Roșii și au cucerit țara. Republica Populară Kampuchea (PRK) a fost înființată ca un stat pro-sovietic condus de Partidul Revoluționar al Poporului Kampuchean, un partid creat de vietnamezi în 1951, și condus de un grup de Khmeri Roșii care fugiseră din Cambodgia pentru a evita să fie eliminați de Pol Pot și Ta Mok. PRK era complet dependentă de armata vietnameză de ocupație și era sub direcția ambasadorului vietnamez la Phnom Penh. Armele sale proveneau din Vietnam și Uniunea Sovietică.
În opoziție cu noul stat creat, un guvern în exil, numit Coaliția Guvernamentală a Cambodgiei Democratice (CGDK), a fost format în 1981 din 3 facțiuni. Acesta era compus din Khmerii Roșii, o facțiune royalistă condusă de Sihanouk și Frontul Național de Eliberare al Poporului Khmer. Legitimitatea sa a fost recunoscută de Națiunile Unite. Reprezentantul Khmerii Roșii la ONU, Thiounn Prasith, a fost păstrat și a trebuit să colaboreze cu reprezentanții partidelor cambodgiene necomuniste. Refuzul Vietnamului de a se retrage din Cambodgia a dus la impunerea de sancțiuni economice.
Eforturile de pace au început la Paris în 1989 sub Statul Cambodgian, culminând 2 ani mai târziu, în octombrie 1991, cu Acordul de Pace Cuprinzător de la Paris. ONU a primit mandatul de a impune un armistițiu și de a se ocupa cu refugiații și dezarmarea, sub denumirea de Autoritatea Națiunilor Unite pentru Tranșie în Cambodgia (UNTAC).

### Regatul (1993–)
În 1993, monarhia a fost restabilită, cu Norodom Sihanouk reinstalat ca rege, iar prima alegere postbelică a fost coordonată de UNTAC. Alegerile au fost câștigate de FUNCINPEC, condus de fiul lui Sihanouk, Ranariddh, într-un parlament blocat. A fost convenit un acord de partajare a puterii, cu Ranariddh și Hun Sen de la Partidul Poporului Cambodgian (CPP) fiind simultan co-prim-miniștri, după ce CPP a amenințat cu separarea unei părți a țării dacă puterea era transferată complet către FUNCINPEC. Stabilitatea stabilită după conflict a fost zguduită în 1997 de un puci condus de co-prim-ministrul Hun Sen, care l-a detronat pe Ranariddh și alte partide reprezentate în guvern și a consolidat puterea pentru CPP. După ce guvernul său a reușit să stabilizeze situația sub Sen, Cambodgia a fost acceptată în Asociația Națiunilor din Asia de Sud-Est (ASEAN) pe 30 aprilie 1999. Norodom Sihamoni a fost încoronat regele Cambodgiei în 2004, după abdicarea tatălui său, Sihanouk.

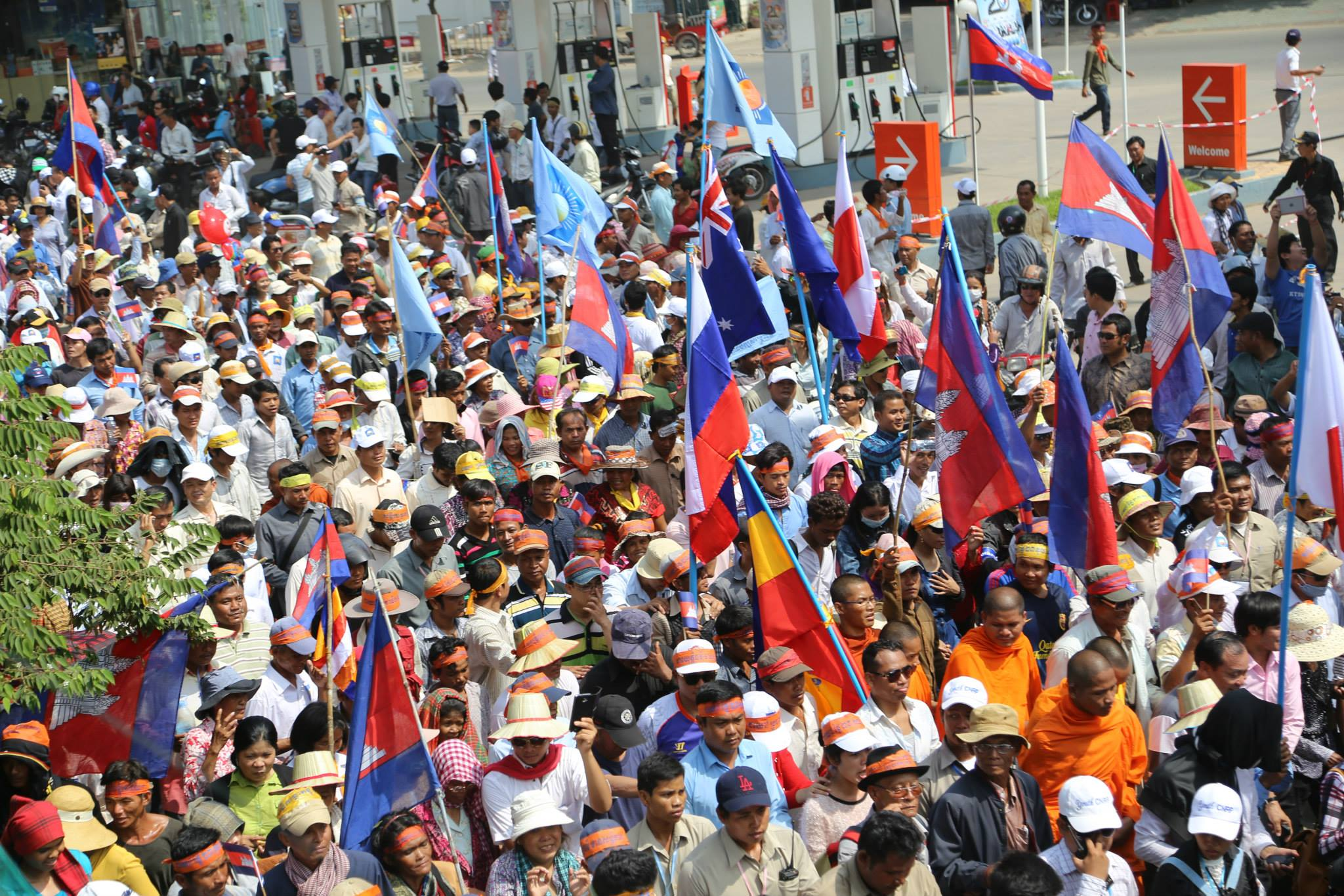
Protestele anti-guvernamentale care susțineau partidul de opoziție CNRP au avut loc după alegerile generale din 2013.

În timpul sfârșitului anilor 1990 și începutului anilor 2000, eforturile de reconstrucție au progresat, ducând la o anumită stabilitate politică printr-o democrație multipartidă sub o monarhie constituțională, deși conducerea lui Sen a fost marcată de abuzuri ale drepturilor omului și corupție. Economia Cambodgiei a crescut rapid în anii 2000 și 2010, și a primit investiții considerabile și suport pentru dezvoltarea infrastructurii din partea Chinei ca parte a Inițiativei „Belt and Road” (Centura și Drumul).
Un tribunal internațional susținut de ONU, Tribunalul Khmerilor roșii, a avut scopul de a investiga crimele comise în perioada Kampuchea Democratică și de a-i urmări pe liderii săi. Hun Sen s-a opus proceselor extinse sau investigațiilor foștilor oficiali Roșii. În iulie 2010, Kang Kek Iew a fost prim-membru al Khmerilor Roșii a fost găsit vinovat de crime de război și crime împotriva umanității în calitatea sa de fost comandant al lagărului de exterminare S21, fiind condamnat la închisoare pe viață. În august 2014, tribunalul l-a condamnat pe Khieu Samphan, fostul șef de stat în vârstă de 83 de ani al regimului, și pe Nuon Chea, ideologul său șef în vârstă de 88 de ani, la închisoare pe viață pentru crime de război, pentru rolul lor în perioada de terorism din anii 1970,
După alegerile generale din Cambodgia din 2013, acuzațiile de fraudă electorală din partea partidului de opoziție Cambodia National Rescue Party au dus la proteste anti-guvernamentale pe scară largă care au continuat în anul următor. Protestele s-au încheiat după o represiune de către forțele guvernamentale. Cambodia National Rescue Party a fost dizolvat înainte de alegerile generale din 2018, iar partidul de guvernământ, Partidul Poporului Cambodgian (CPP), a impus, de asemenea, restricții mai stricte asupra mass-media. CPP a câștigat toate locurile în Adunarea Națională fără o opoziție majoră, consolidând efectiv regimul de un singur partid în țară.
Pandemia globală de COVID-19 s-a răspândit în Cambodgia la începutul anului 2020. În ciuda minimizării răspândirii bolii pentru o mare parte din 2020, sistemul de sănătate al țării a fost pus sub presiune de o mare izbucnire la începutul anului 2021, ceea ce a determinat mai multe lockdown-uri. De asemenea, a avut un impact economic sever, industria turismului fiind deosebit de afectată din cauza restricțiilor internaționale de călătorie.
Prim-ministrul Hun Sen ocupă funcția de 39 de ani și este unul dintre liderii cei mai longevivi din lume. A fost acuzat de represalii asupra opozanților și criticilor. În decembrie 2021, Hun Sen și-a anunțat sprijinul pentru fiul său, Hun Manet, pentru a-l succeda după următoarele alegeri generale din 2023. În octombrie 2022, Hun Sen a avertizat membrii CPP că noul și cel mai mare partid de opoziție din Cambodgia, Partidul Candlelight, ar putea fi dizolvat înainte de alegerile generale din 2023. Avertismentul vine după un proces intentat în iunie 2022 de Comitetul Național pentru Alegeri împotriva vicepreședintelui partidului, Son Chhay, acuzându-l de defăimare prin critici aduse fraudei electorale comise de CPP.
Un raport Human Rights Watch din iulie 2023 a arătat numeroase și semnificative fraude electorale și manipulări ale voturilor în alegerile comunale din iunie 2022.
În alegerile din iulie 2023, Partidul Poporului Cambodgian (CPP) a câștigat cu ușurință printr-o victorie covârșitoare într-o alegere viciată, după descalificarea celui mai important partid de opoziție din Cambodgia, Partidul Candlelight. Pe 22 august 2023, Hun Manet a depus jurământul ca noul prim-ministru al Cambodgiei.

## Geografia

Hartă geografică a Cambodgiei

Articol principal: Geografia Cambodgiei
Cambodgia are o suprafață de 181.035 de kilometri pătrați (69.898 de mile pătrate) și se află complet în zona tropicală, între latitudinile 10° și 15°N și longitudinile 102° și 108°E. Se învecinează la nord și vest cu Thailanda, la nord-est cu Laos și la est și sud-est cu Vietnam. Are o coastă de 443 de kilometri (275 de mile) de-a lungul Golfului Thailandei.
Peisajul Cambodgiei este caracterizat de o câmpie centrală joasă, înconjurată de terenuri înalte și munți mici, și include Tonle Sap (Lacul Mare) și cursul superior al delta Mekongului. Extinzându-se din această regiune centrală sunt câmpii tranzitorii, puțin împădurite și ridicându-se la altitudini de aproximativ 200 de metri deasupra nivelului mării.

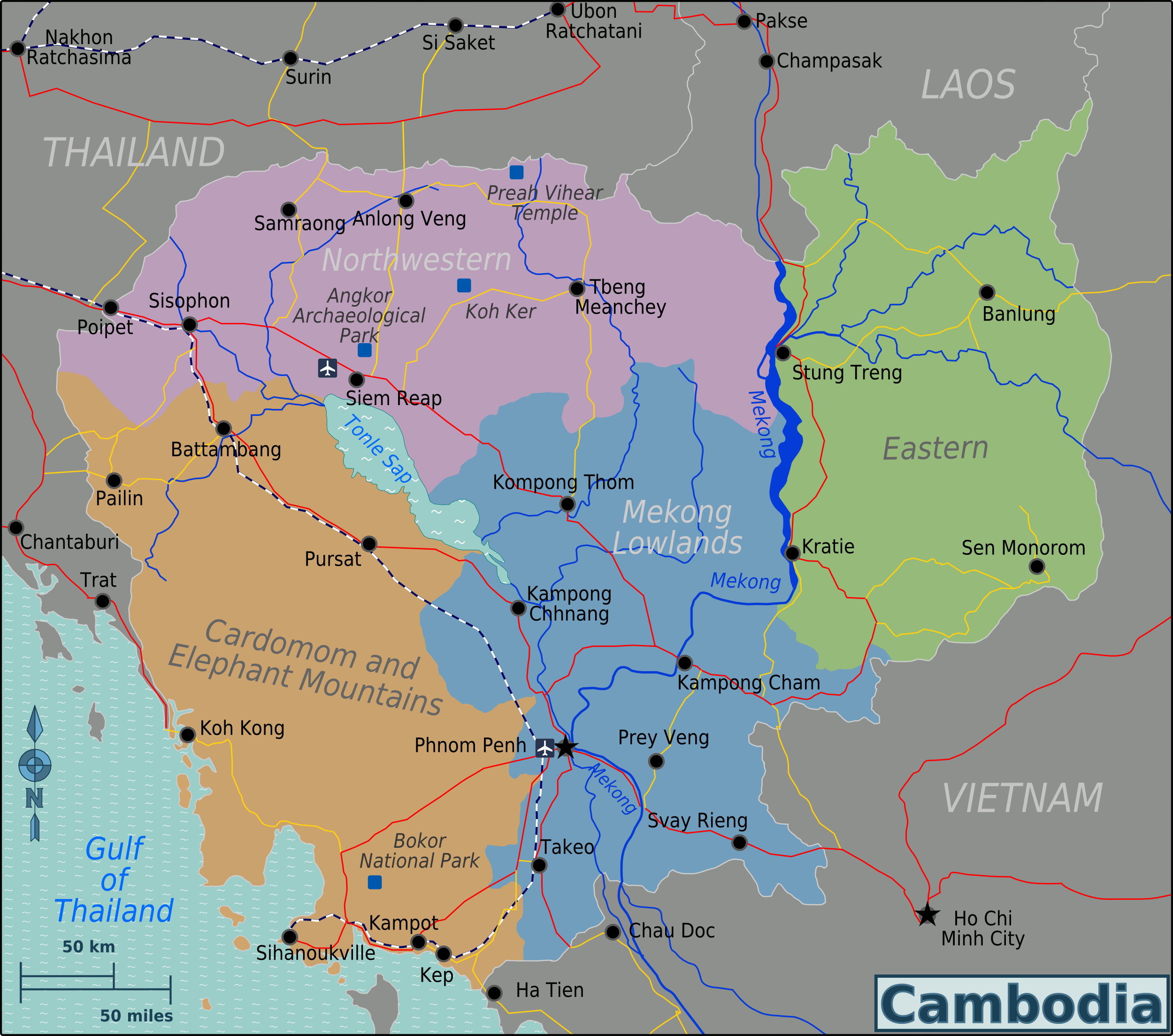
Hartă a regiunilor Cambodgiei

La nord, câmpia cambodgiană se întâlnește cu o abruptă stâncă de gresie, care formează un perete de sud, întinzându-se pe mai mult de 320 de kilometri de la vest la est și ridicându-se brusc deasupra câmpiei până la înălțimi de 180–550 de metri. Această stâncă marchează limita sudică a Munților Dângrêk.
Râul Mekong curge spre sud prin regiunile estice ale Cambodgiei. La est de Mekong, câmpiile tranzitorii se îmbină treptat cu înălțimile estice, o regiune de munți împăduriți și platouri înalte care se întind în Laos și Vietnam. În sud-vestul Cambodgiei, două blocuri de teren înalte distincte, Munții Krâvanh și Munții Dâmrei, formează o altă regiune de teren înalt care acoperă mare parte din suprafața de teren între Tonle Sap și Golful Thailandei.
În această zonă îndepărtată și în mare parte nepopulată, Phnom Aural, cel mai înalt vârf al Cambodgiei, se ridică la o altitudine de 1.813 metri. Regiunea de coastă sudică, adiacente Golfului Thailandei, este o bandă îngustă de câmpie joasă, dens împădurită și puțin populată, care este izolată de câmpia centrală de înălțimile sud-vestice.
Cea mai distinctă caracteristică geografică sunt inundările Tonle Sap, care măsoară aproximativ 2.590 de kilometri pătrați în sezonul secetos și se extind la aproximativ 24.605 kilometri pătrați în sezonul ploios. Această câmpie dens populată, dedicată cultivării orezului, este inima Cambodgiei. Mare parte din această zonă a fost desemnată ca rezervație a biosferei.

Hartă a clasificării climatice Köppen a Cambodgiei

### Climat
Clima Cambodgiei, asemănătoare cu cea a majorității țărilor din Asia de Sud-Est, este dominată de musoni, care sunt cunoscuți ca fiind musoni tropicali umezi și uscați datorită diferențelor sezoniere distincte.
Cambodia are o gamă de temperaturi de la 21 la 35 °C (70 la 95 °F) și experimentează musoni tropicali. Musonii din sud-vest suflă spre interior, aducând vânturi încărcate cu umezeală din Golful Thailandei și Oceanul Indian din mai până în octombrie. Musonul din nord-est aduce sezonul uscat, care durează din noiembrie până în aprilie. Țara experimentează precipitații maxime din septembrie până în octombrie, cu perioada cea mai uscată având loc din ianuarie până în februarie.
Conform Centrului Internațional de Cercetare pentru Dezvoltare și Națiunilor Unite, Cambodia este considerată cea mai vulnerabilă țară din Asia de Sud-Est la efectele schimbărilor climatice, alături de Filipine. Aproape toate provincii din Cambodia sunt afectate de schimbările climatice. Populațiile rurale de coastă sunt în mod special expuse riscurilor. Lipsa apei potabile, inundațiile extreme, alunecările de teren, creșterea nivelului mării și furtunile potențial distructive sunt deosebit de îngrijorătoare, conform Alianței Cambodgiene pentru Schimbările Climatice. Schimbările climatice au avut de asemenea un impact major asupra nivelurilor apei, ecologiei și productivității Tonle Sap în ultimii ani, afectând securitatea alimentară și agricultura unei mari proporții a populației Cambodgiei.
Cambodia are două sezoane distincte. Sezonul ploios, care se desfășoară din mai până în octombrie, poate vedea temperaturi scăzând până la 22 °C (72 °F) și este în general însoțit de umiditate ridicată. Sezonul uscat durează din noiembrie până în aprilie, când temperaturile pot crește până la 40 °C (104 °F) în jurul lunii aprilie. Inundațiile devastatoare au avut loc în 2001 și din nou în 2002, cu un anumit grad de inundații aproape în fiecare an. Inundații severe au afectat de asemenea 17 provincii din Cambodia în timpul sezonului taifunurilor din Pacific din 2020.

### Biodiversitate și conservare
Articol principal: Fauna Cambodgiei

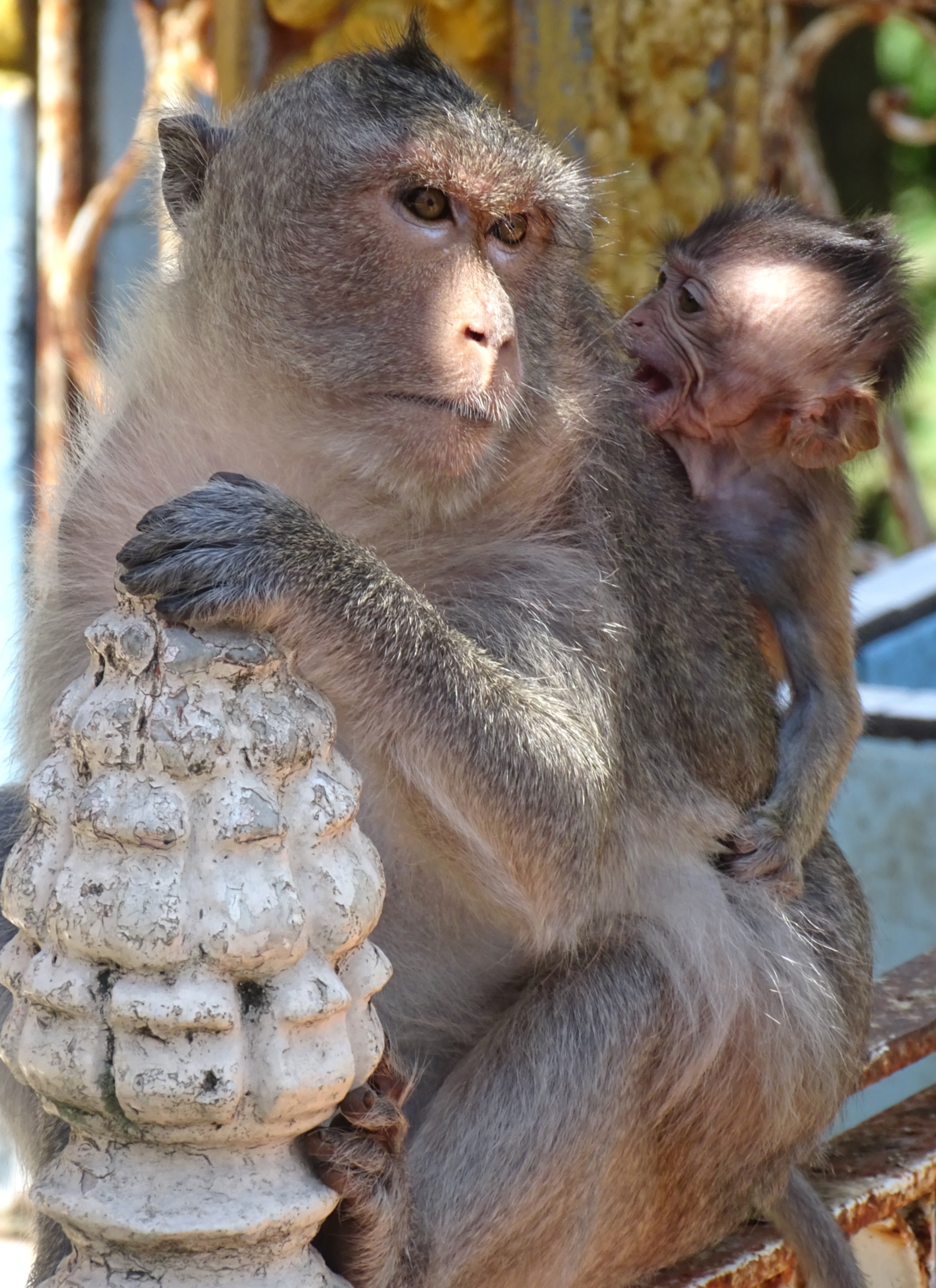
Macaci la Phnom Pros, provincia Kampong Cham

Vezi și: Lista zonelor protejate din Cambodgia
Biodiversitatea Cambodgiei se bazează în mare parte pe pădurile tropicale sezoniere, care conțin aproximativ 180 de specii de arbori înregistrate, și pe ecosistemele ripariene. Sunt înregistrate 212 specii de mamifere, 536 de specii de păsări, 240 de specii de reptile, 850 de specii de pești de apă dulce (în zona lacului Tonle Sap) și 435 de specii de pești marini. O mare parte din această biodiversitate se regăsește în jurul lacului Tonle Sap și în biosfera înconjurătoare.

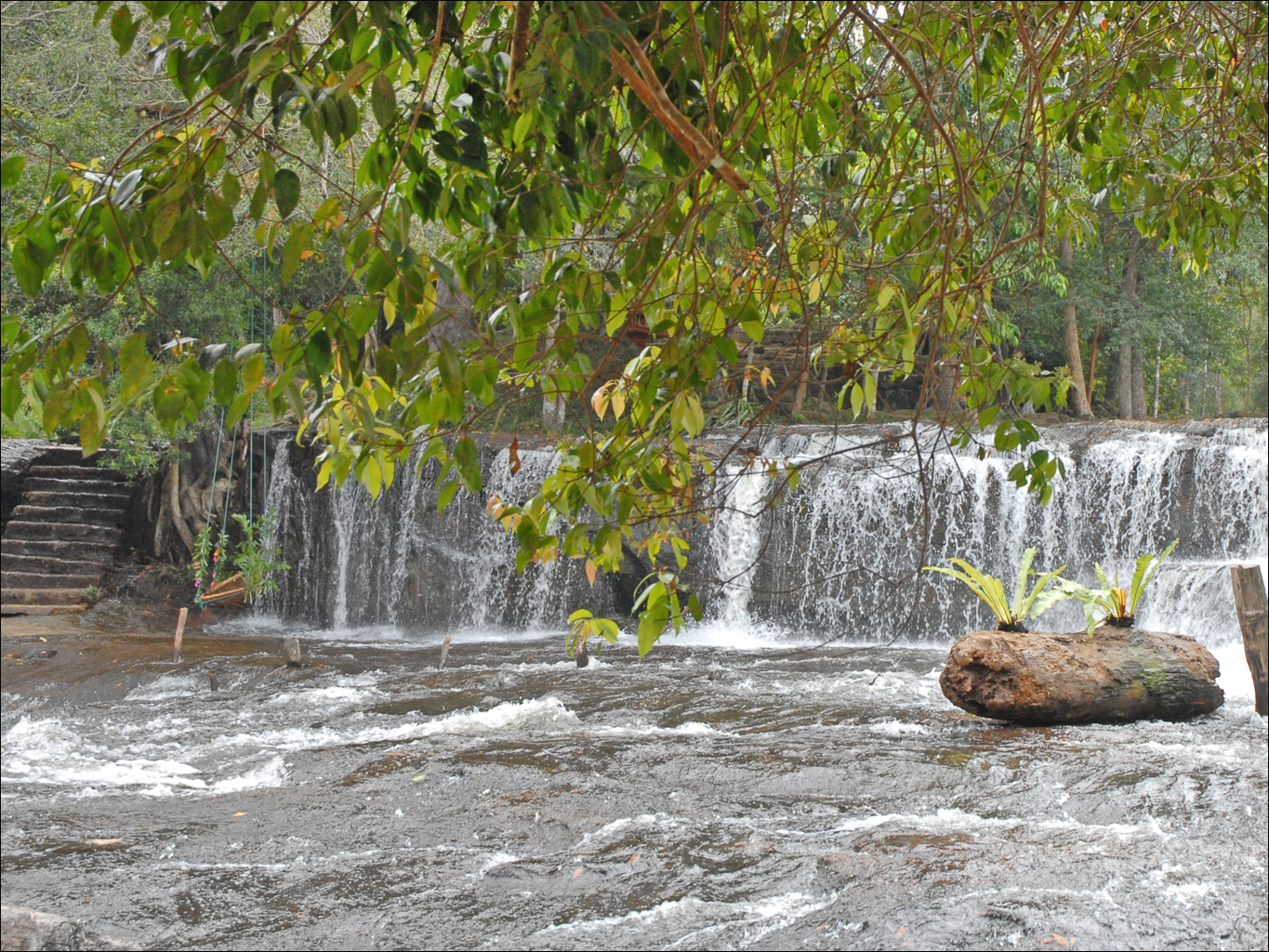
„Cascadă la Phnom Kulen”

Rezervația Biosferei Tonle Sap este o rezervație care înconjoară lacul Tonle Sap. Aceasta include lacul și nouă provincii: Kampong Thom, Siem Reap, Battambang, Pursat, Kampong Chhnang, Banteay Meanchey, Pailin, Oddar Meanchey și Preah Vihear. În 1997, a fost nominalizată cu succes ca Rezervație a Biosferei UNESCO. Alte habitate importante includ pădurile de Dipterocarp evergreen și uscate din provincia Mondolkiri, protejate de Sanctuarul de Faună sălbatică Keo Seima, Sanctuarul de Faună sălbatică Phnom Prich și Sanctuarul de Faună sălbatică Srepok, precum și provincia Ratanakiri, și ecosistemul Munților Cardamom, inclusiv Parcul Național Preah Monivong, Parcul Național Botum-Sakor și Sanctuarul de Faună sălbatică Phnom Aural și Sanctuarul de Faună sălbatică Phnom Samkos.
Fondul Mondial pentru Natură recunoaște șase ecoregioni terestre distincte în Cambodgia – pădurile tropicale din Munții Cardamom, pădurea uscată din centrul Indochinei, pădurea evergreen uscată din sud-estul Indochinei, pădurea tropicală din Lanțul Annamit din sud, pădurea de mlaștină de apă dulce Tonle Sap și pădurea de turbărie Tonle Sap-Mekong.
Rata defrișărilor în Cambodgia este una dintre cele mai ridicate din lume și este adesea percepută ca fiind cea mai dăunătoare problemă de mediu singulară din țară. Acoperirea forestieră primară a Cambodgiei a scăzut de la peste 70% în 1969 la doar 3,1% în 2007. De atunci, au rămas mai puțin de 3.220 km² de pădure primară, ceea ce pune în pericol grav sustenabilitatea viitoare a rezervațiilor forestiere din Cambodgia. Între 2010 și 2015, rata anuală a defrișărilor a fost de 1,3%. Degradarea mediului afectează și parcurile naționale și sanctuarele de faună sălbatică pe o scară largă, iar multe specii amenințate și endemice sunt acum în pericol de extincție din cauza pierderii habitatelor. Cauzele defrișărilor în Cambodgia variază de la tăieri ilegale oportuniste la defrișări pe scară largă din cauza proiectelor de construcție mari și activităților agricole. Defrișările implică atât populația locală, afacerile cambodgiene și autoritățile, cât și corporațiile transnaționale din întreaga lume.

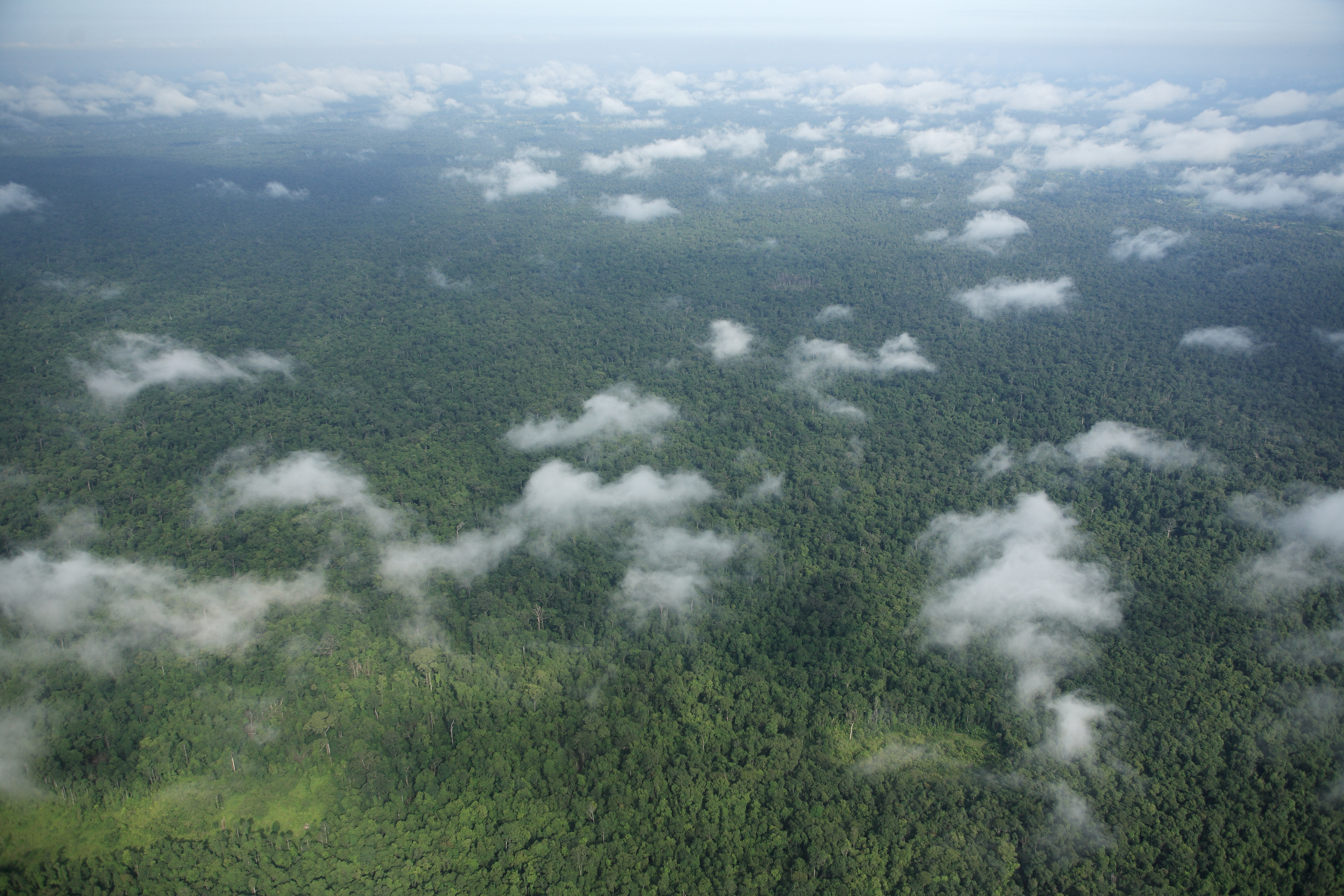
Pădurea Prey Lang

Planurile pentru dezvoltarea hidroenergetică în Subregiunea Mekong, în special în Laos, reprezintă un "pericol real pentru aprovizionarea cu alimente a Vietnamului și Cambodgiei. Barajele din amonte vor pune în pericol stocurile de pește care furnizează majoritatea proteinelor Cambodgiei și ar putea, de asemenea, să dezvăluie râul Mekong de nămolul de care Vietnamul are nevoie pentru câmpul său de orez." Pescuitul bogat din Tonle Sap, cel mai mare lac de apă dulce din sud-estul Asiei, furnizează în mare parte proteinele pentru țara sărăcită. Lacul este neobișnuit: aproape că dispare în sezonul uscat și apoi se extinde masiv pe măsură ce apa din Mekong se acumulează atunci când vin ploile. "Acești pești sunt atât de importanți pentru mijloacele lor de trai, atât economic cât și nutrițional", spune Gordon Holtgrieve, profesor la Universitatea din Washington; el subliniază că niciunul dintre barajele care sunt fie construite, fie în construcție pe râul Mekong "nu indică rezultate favorabile pentru pescuit".
În anii 2010, guvernul cambodgian și sistemul educațional au crescut implicarea și cooperarea cu grupuri de mediu naționale și internaționale. Un nou Plan Național de Strategie și Acțiune pentru Mediu (NESAP) pentru Cambodgia urmează să fie implementat din a doua jumătate a anului 2016 până în 2023 și conține idei noi pentru a stimula o creștere ecologică și sustenabilă pentru țară.

## Politică
Articole principale: Politica Cambodgiei și Lista partidelor politice din Cambodgia

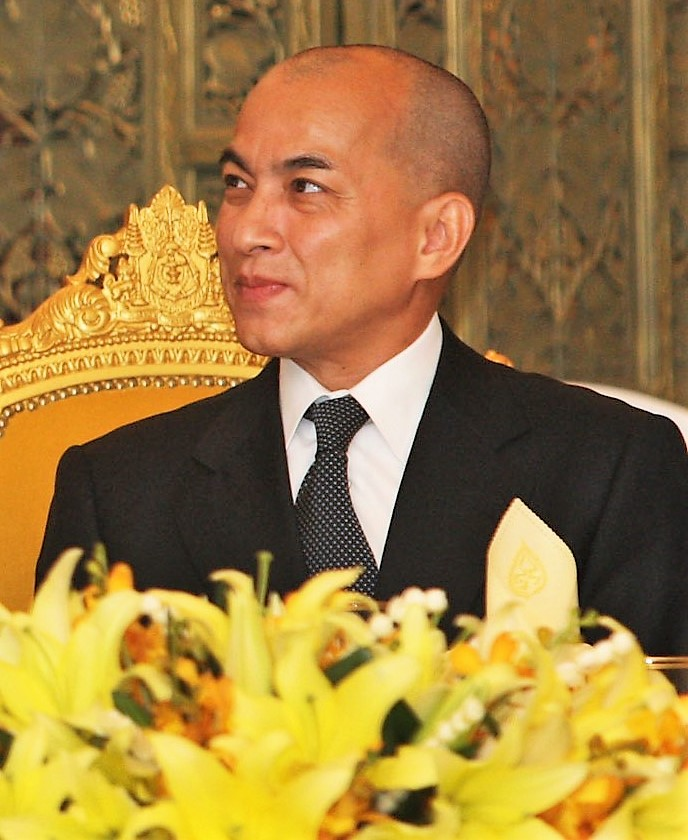
Norodom Sihamoni, Regele Cambodgiei

### Guvern
Politica națională în Cambodgia se desfășoară în cadrul constituției din 1993. Guvernul este o monarhie constituțională operată ca o democrație reprezentativă parlamentară. Prim-ministrul Cambodgiei, în prezent Hun Manet, este șeful guvernului, în timp ce regele Cambodgiei (în prezent Norodom Sihamoni) este șeful statului. Prim-ministrul este numit de rege, la sfatul și cu aprobarea Adunării Naționale. Prim-ministrul și numiții săi în funcții exercită puterea executivă.
Puterea legislativă este împărțită între executiv și Parlamentul bicameral al Cambodgiei (សភាតំណាងរាស្ត្រ, sâphéa tâmnang réastrâ), care constă dintr-o cameră inferioară, Adunarea Națională (រដ្ឋសភា, rôdthâsâphéa) și o cameră superioară, Senatul (ព្រឹទ្ធសភា, prœ̆tthôsâphéa). Membrii Adunării Naționale, care are 123 de locuri, sunt aleși printr-un sistem de reprezentare proporțională și își desfășoară mandatul timp de maximum cinci ani. Senatul are 61 de locuri, două dintre ele fiind numite de rege și două de Adunarea Națională, iar restul sunt alese de consilierii comunali din cele 24 de provincii ale Cambodgiei. Senatorii își desfășoară mandatul timp de șase ani.
La 14 octombrie 2004, regele Norodom Sihamoni a fost selectat de un consiliu regal special format din nouă membri, parte a unui proces de selecție care a fost rapid pus în aplicare după abdicarea regelui Norodom Sihanouk cu o săptămână înainte. Selecția lui Sihamoni a fost aprobată de prim-ministrul Hun Sen și de președintele Adunării Naționale, prințul Norodom Ranariddh (fratele vitreg al regelui și actualul său consilier principal), amândoi membri ai consiliului tronului. El a fost înscăunat la Phnom Penh pe 29 octombrie 2004.
Deși oficial este o democrație multipartită, în realitate, „țara rămâne un stat unipartit dominat de Partidul Popular Cambodgian și prim-ministrul Hun Sen, un fost oficial al Khmerilor Roșii aflat la putere din 1985. Ușile deschise pentru noi investiții în timpul domniei sale au adus cel mai mare acces unui cerc restrâns de favoriți ai săi și ai soției sale, Bun Rany”, conform Megha Bahree, un scriitor de la Forbes. Guvernul Cambodgiei a fost descris de directorul pentru Asia de Sud-Est de la Human Rights Watch, David Roberts, ca fiind o „coaliție relativ autoritară printr-o democrație superficială”.
Prim-ministrul Hun Sen a jurat că va conduce până va împlini 74 de ani. Guvernul său a fost în mod regulat acuzat că ignoră drepturile omului și suprimă disidența politică. Rezultatele alegerilor din 2013 au fost contestate de opoziție, ceea ce a dus la demonstrații în capitală. Manifestanții au fost răniți și uciși la Phnom Penh, unde s-au adunat aproximativ 20.000 de protestatari, unii intrând în conflict cu poliția antidisturbii. Provenind dintr-un mediu agricol umil, Hun Sen avea doar 33 de ani când a preluat puterea în 1985 și a fost considerat de unii un dictator de lungă durată. Hun Sen a fost succedat de fiul său Hun Manet ca prim-ministru în august 2023, în urma unei alegeri care a fost considerată de media și politicienii independenți și străini ca fiind nici liberă, nici corectă. Hun Sen rămâne liderul de facto al Cambodgiei prin continuarea conducerii Partidului Popular Cambodgian. După alegerile pentru Senat din 2024, Hun Sen a devenit președinte al Senatului, un rol care îi oferă puterea de a semna legi în absența regelui.
De la reprimările din 2017 împotriva disidenței politice și a presei libere, Cambodgia a fost descrisă ca fiind un stat de facto unipartit.

### Relații externe

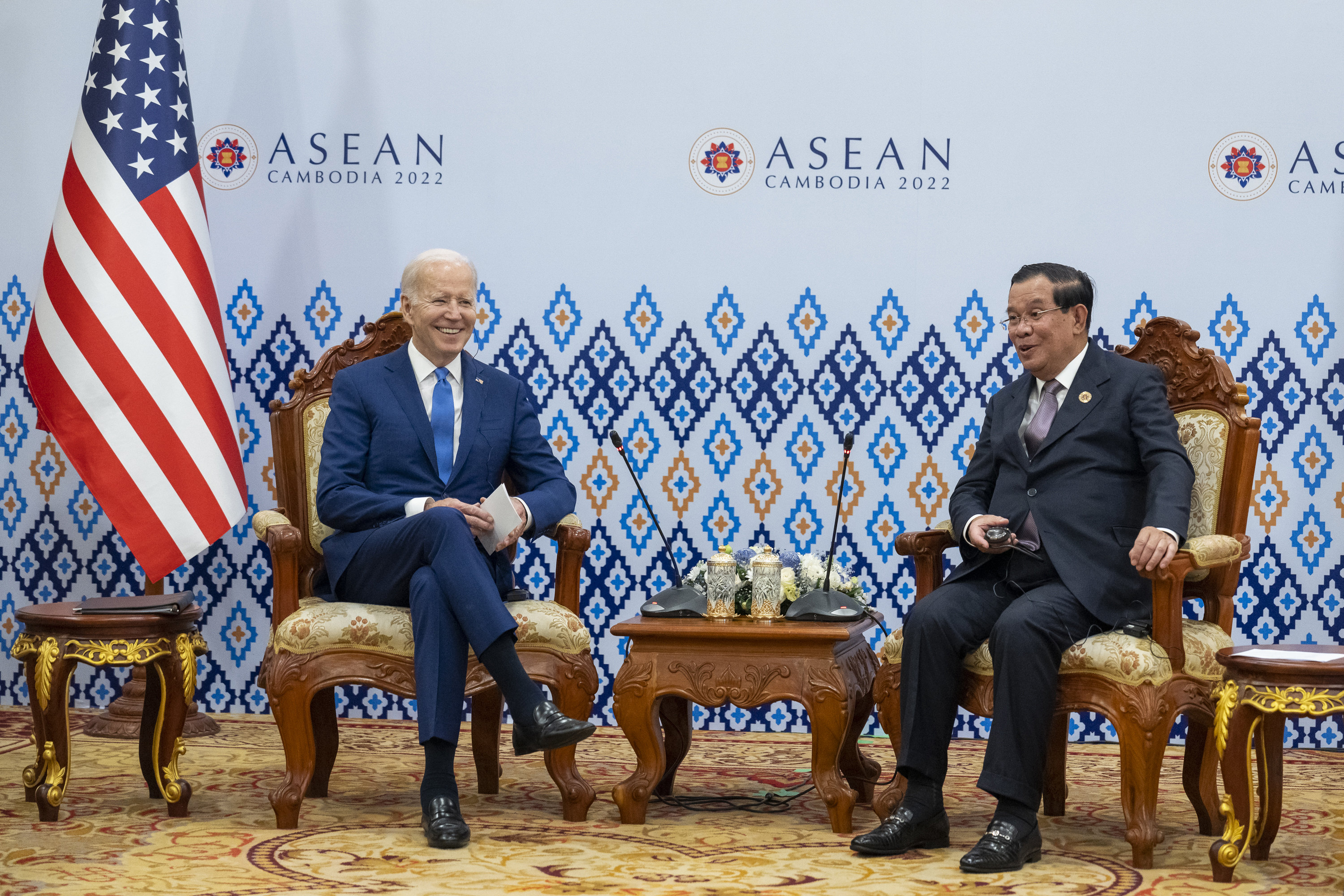
Fostul prim-ministrul Hun Sen se întâlnește cu președintele american Joe Biden în cadrul Summitului ASEAN desfășurat la Phnom Penh, pe 12 noiembrie 2022.

Articol principal: Relațiile externe ale Cambodgiei
Relațiile externe ale Cambodgiei sunt gestionate de Ministerul Afacerilor Externe sub conducerea lui Prak Sokhon. Cambodgia este membră a Națiunilor Unite, a Băncii Mondiale și a Fondului Monetar Internațional. Este membră a Băncii Asiatice de Dezvoltare (ADB), a ASEAN și a aderat la OMC în 2004. În 2005, Cambodgia a participat la summitul inaugural al Estului Asiatic din Malaezia.
Cambodgia a stabilit relații diplomatice cu numeroase țări; guvernul raportează douăzeci de ambasade în țară, inclusiv multe dintre vecinii săi asiatici și cei ai principalilor actori din timpul negocierilor de pace de la Paris, inclusiv SUA, Australia, Canada, China, Uniunea Europeană (UE), Japonia și Rusia. Ca urmare a relațiilor sale internaționale, diverse organizații caritabile au oferit asistență în ceea ce privește nevoile sociale, economice și de infrastructură civilă.
În timp ce rupturile violente din anii 1970 și 1980 au trecut, mai persistă câteva dispute de frontieră între Cambodgia și vecinii săi. Există neînțelegeri privind unele insule offshore și sectoare ale frontierei cu Vietnamul, precum și limite maritime nedefinite. Cambodgia și Thailanda au și ele dispute de frontieră, cu ciocniri între trupe pe terenul adiacent templului Preah Vihear, ceea ce a condus la o deteriorare a relațiilor. Cea mai mare parte a teritoriului aparține Cambodgiei, dar o combinație de lipsă de respect față de legea internațională din partea Thailandei, prezența trupelor thailandeze în zonă și lipsa de resurse pentru armata cambodgiană au lăsat situația nerezolvată încă din 1962.

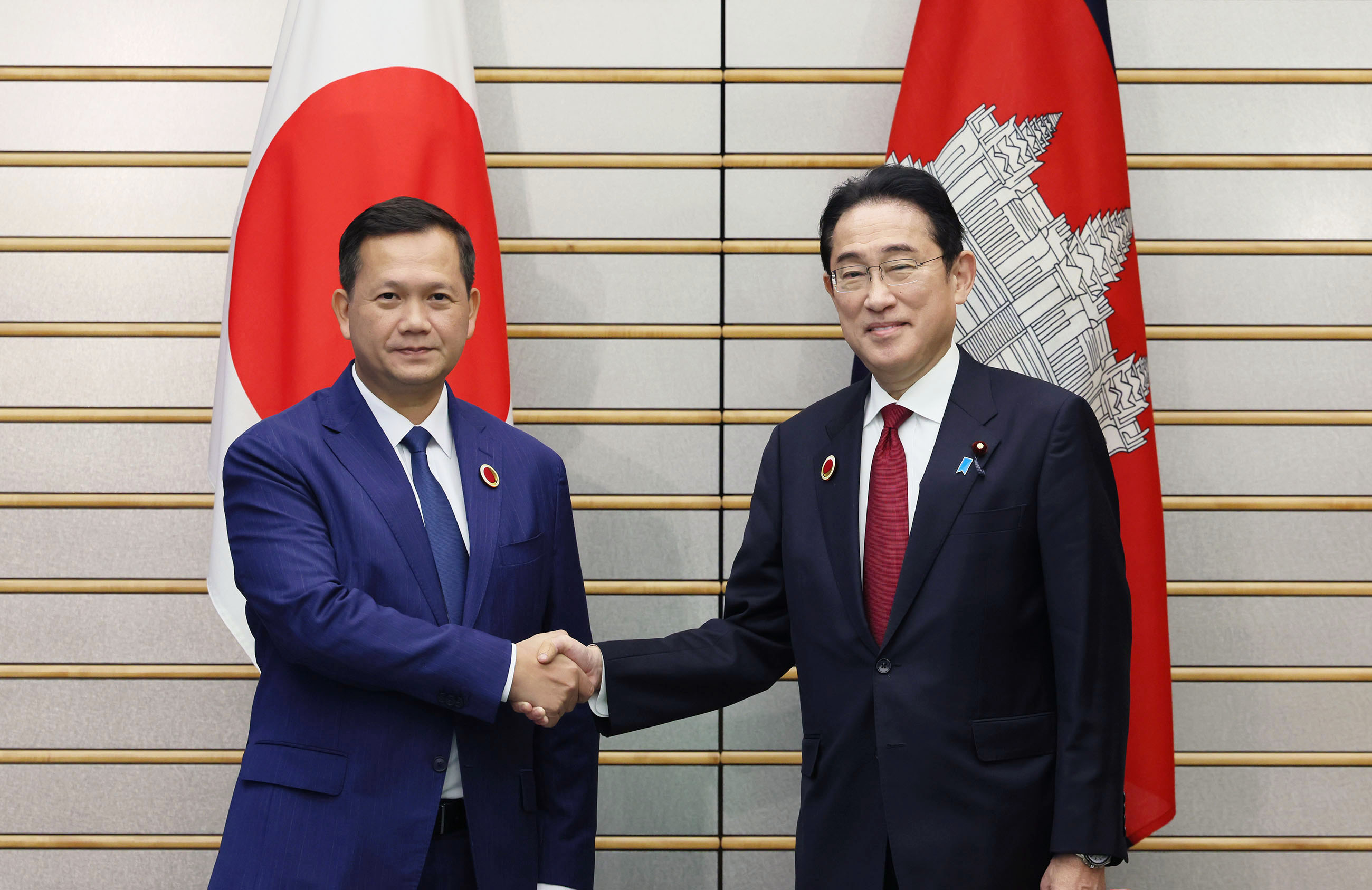
Prim-ministrul Hun Manet cu prim-ministrul japonez Fumio Kishida, 18 decembrie 2023

Cambodgia și China au cultivat legături în anii 2010. O companie chineză, cu sprijinul Armatei Populare de Eliberare, a construit un port în apă adâncă pe o întindere de 90 km a coastei cambodgiene a Golfului Thailandei în provincia Koh Kong; portul este suficient de adânc pentru a fi folosit de nave de croazieră, transportoare de marfă sau nave de război. Suportul diplomatic al Cambodgiei a fost neprețuit pentru eforturile Beijingului de a revendica zonele disputate din Marea Chinei de Sud. Deoarece Cambodgia este membră a ASEAN și, conform regulilor ASEAN, "obiecțiile unui membru pot împiedica orice inițiativă de grup", Cambodgia este utilă din punct de vedere diplomatic pentru China ca un contrabalans față de națiunile din sud-estul Asiei care au legături mai strânse cu Statele Unite.
Cambodgia este a 70-a cea mai pașnică țară din lume, conform Indexului Global al Păcii din 2024.

### Armată
Articol principal: Forțele Armate Regale ale Cambodgiei
Armata Regală a Cambodgiei, incluzând Armata Regală a Cambodgiei, Marina Regală a Cambodgiei, Forțele Aeriene Regale ale Cambodgiei și Jandarmeria Regală, formează împreună Forțele Armate Regale ale Cambodgiei, aflate sub comanda Ministerului Apărării Naționale, prezidat de Prim-ministrul Cambodgiei. Majestatea Sa Regele Norodom Sihamoni este Comandantul Suprem al Forțelor Armate Regale ale Cambodgiei (RCAF), iar Prim-ministrul Hun Sen deține efectiv funcția de comandant-șef.

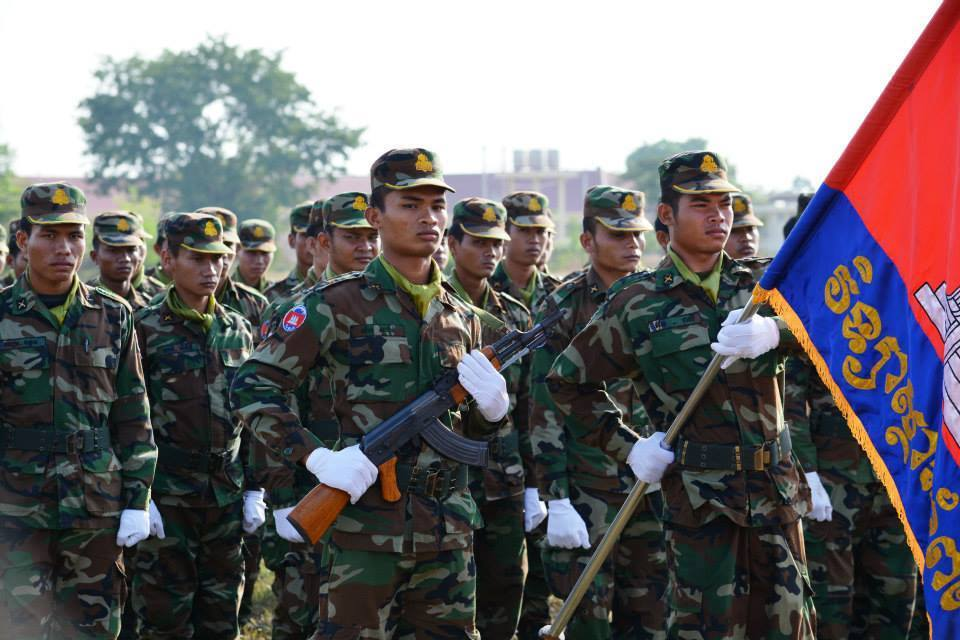
Ofițeri ai Armatei Regale Cambodgiene în marș

Introducerea unei structuri de comandă revizuite la începutul anului 2000 a fost un preludiu esențial pentru reorganizarea armatei cambodgiene. Aceasta a dus la formarea, de către ministerul apărării, a trei departamente generale subordonate responsabile pentru logistică și finanțe, materiale și servicii tehnice și servicii de apărare sub Comandamentul Înalt (HCHQ). Ministrul Apărării Naționale este generalul Tea Banh. Secretarii de Stat pentru Apărare sunt Chay Saing Yun și Por Bun Sreu.
În 2010, Forțele Armate Regale ale Cambodgiei erau compuse din aproximativ 102.000 de personal activ (200.000 de rezerviști). Cheltuielile totale ale Cambodgiei pentru apărare reprezintă 3% din PIB-ul național. Jandarmeria Regală a Cambodgiei numără mai mult de 7.000 de personal. Printre atribuțiile sale civile se numără asigurarea securității și păcii publice, investigarea și prevenirea crimei organizate, terorismului și altor grupuri violente; protejarea proprietății de stat și private; ajutarea și asistența civililor și altor forțe de urgență în caz de urgență, dezastre naturale, tulburări civile și conflicte armate.
Hun Sen a acumulat o putere extrem de centralizată în Cambodgia, inclusiv o gardă pretoriană care „pare să rivalizeze cu capacitățile unităților militare obișnuite ale țării” și este presupus că este folosită de Hun Sen pentru a reprima opoziția politică. Cambodgia a semnat tratatul ONU privind Interzicerea Armelor Nucleare.

### Cultură politică
Partidul Poporului Cambodgian (CPP) este singurul partid dominant în Cambodgia. CPP deține în prezent 120 din cele 125 de locuri în Adunarea Națională și 55 din 62 de locuri în Senat.
Hun Sen și guvernul său au fost subiecte de mare controversă. Hun Sen a fost un fost comandant al Khmerilor Roșii, care a fost inițial instalat de către vietnamezi și, după plecarea acestora din țară, și-a menținut poziția de lider prin violență și opresiune atunci când era necesar. În 1997, temându-se de puterea crescândă a co-prime-ministrului său, Prințul Norodom Ranariddh, Hun Sen a lansat un lovitură de stat, folosind armata pentru a înlătura pe Ranariddh și susținătorii săi. Ranariddh a fost destituit și a fugit la Paris, în timp ce alți opozanți ai lui Hun Sen au fost arestați, torturați și unii executați sumar.

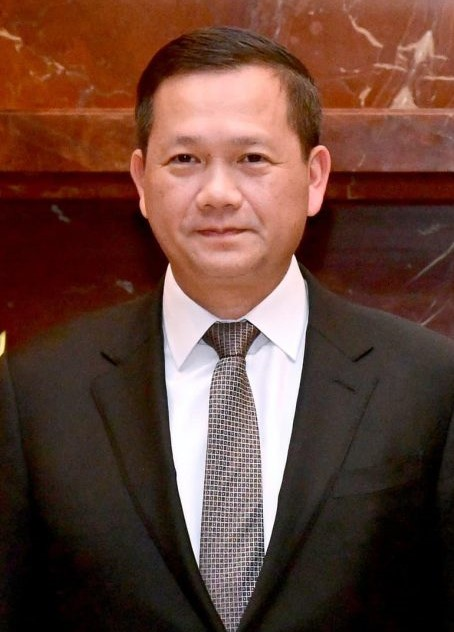
Generalul Hun Manet l-a succedat pe tatăl său, Hun Sen, în funcția de prim-ministru în august 2023.

Pe lângă opresiunea politică, guvernul cambodgian a fost acuzat de corupție în vânzarea unor vaste suprafețe de teren către investitori străini, ceea ce a dus la evacuarea a mii de săteni, precum și de luare de mită în schimbul granturilor pentru exploatarea resurselor de petrol și minerale ale Cambodgiei. Cambodgia este constant listată printre cele mai corupte guverne din lume. Amnesty International recunoaște în prezent un prizonier de conștiință în țară: activistul pentru drepturile terenurilor Yorm Bopha, în vârstă de 33 de ani.
Jurnaliștii care au acoperit un protest privind rezultatele controversate ale alegerilor în Phnom Penh pe 22 septembrie 2013 au declarat că au fost atacați intenționat de poliție și de bărbați în civil, cu praștie și arme cu electroșocuri. Atacul împotriva președintelui Clubului de Presă din Cambodgia, Rick Valenzuela, a fost surprins pe video. Violența a avut loc pe fondul tensiunilor politice, întrucât opoziția a boicotat deschiderea Parlamentului din cauza preocupărilor legate de fraudă electorală. Șapte reporteri au suferit răni minore, iar cel puțin doi protestatari cambodgieni au fost loviți de proiectile de praștie și au fost spitalizați.
În 2017, Curtea Supremă a Cambodgiei a dizolvat principalul partid de opoziție, Partidul Național de Salvare al Cambodgiei (CNRP), deschizând calea pentru întoarcerea la un sistem politic și mai autoritar.

### Corupție
Nivelul corupției în Cambodgia depășește majoritatea țărilor din lume. În ciuda adoptării unei „Legi Anti-Corupție” în 2010, corupția persistă în întreaga țară. Corupția afectează sistemul judiciar, poliția și alte instituții de stat. Favoritismul din partea oficialilor guvernamentali și impunitatea sunt frecvente. Lipsa unei distincții clare între instanțe și ramura executivă a guvernului contribuie de asemenea la o profundă politizare a sistemului judiciar.
Exemple de domenii în care cambodgienii se confruntă cu practici corupte în viața de zi cu zi includ obținerea de servicii medicale, gestionarea încălcărilor de trafic presupuse și obținerea verdictelor judiciare corecte. Companiile se confruntă cu birocrație extinsă atunci când obțin licențe și permise, în special permise pentru construcții, și cererea și oferta de mită sunt frecvente în acest proces. Legea Anti-Corupție din 2010 nu oferă protecție avertizorilor de integritate, iar aceștia pot fi încarcerați timp de până la 6 luni dacă raportează corupția care nu poate fi dovedită.

### Profesie juridică
Profesie juridică cambodgiană a fost înființată în 1932. Până în 1978, din cauza regimului Khmerilor Roșii, întregul sistem juridic a fost eradicat. Judecătorii și avocații au fost executați după ce au fost considerați „dușmani de clasă” și doar 6–12 profesioniști juridici au supraviețuit și au rămas în țară. Avocații nu au reapărut până în 1995, când a fost creată Asociația Avocaților Regatului Cambodgia.

### Drepturile omului
Articol principal: Drepturile omului în Cambodgia
Drepturile omului în Cambodgia sunt o preocupare majoră, reflectând provocările și complexitățile unui sistem politic și social adesea contestat. În ciuda angajamentelor internaționale față de drepturile fundamentale, Cambodgia se confruntă cu numeroase probleme în acest domeniu. Libertatea de exprimare este adesea restricționată, cu incidente frecvente de intimidare și hărțuire a jurnaliștilor și activiștilor pentru drepturile omului care își exprimă critici față de guvern sau denunță corupția. Drepturile politice sunt de asemenea compromise, sistemul fiind dominat de Partidul Poporului Cambodgian (CPP), iar opoziția se confruntă cu dificultăți considerabile. Partidul Național de Salvare al Cambodgiei (CNRP), principalul partid de opoziție, a fost dizolvat în 2017, consolidând controlul autoritar al CPP.

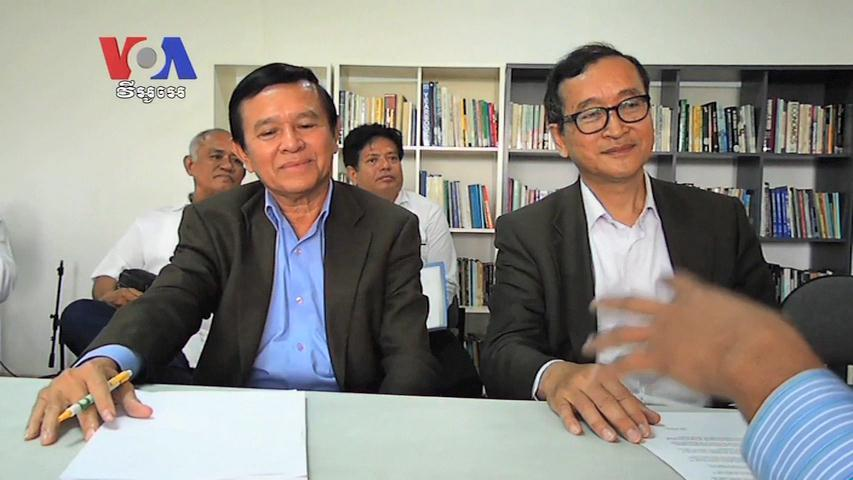
„Kem Sokha, vice-leaderul opoziției din Cambodgia (stânga), a fost arestat în septembrie 2017, în timp ce liderul opoziției, Sam Rainsy (dreapta), trăiește în exil din noiembrie 2015.”

Alegerile sunt adesea contestate și marcate de acuzații de fraudă electorală. Drepturile economice și sociale sunt afectate de corupție și favoritism, ceea ce limitează accesul la servicii esențiale, cum ar fi educația și sănătatea. Vânzarea terenurilor către investitori străini a dus la evacuarea forțată a multor comunități locale. În ceea ce privește drepturile femeilor și ale minorităților, discriminarea și violența sunt probleme semnificative, cu protecție legală insuficientă. Condițiile de muncă sunt precare, iar lucrătorii se confruntă adesea cu abuzuri și lipsa unor protecții adecvate. Deși organizațiile internaționale și locale continuă să facă presiuni pentru îmbunătățirea situației drepturilor omului, atenția globală și eforturile interne sunt esențiale pentru promovarea schimbărilor pozitive în Cambodgia.
Un raport al Departamentului de Stat al SUA afirmă că „forțele sub comanda lui Hun Sen și Partidul Poporului Cambodgian au comis abuzuri frecvente și de amploare, inclusiv execuții extrajudiciare și tortură, cu impunitate”. Conform Indexului Global al Sclaviei din 2016, se estimează că 256.800 de persoane sunt sclavizate în Cambodgia contemporană, adică 1,65% din populație.
Evacuările forțate de terenuri de către oficiali de rang înalt, forțe de securitate și lideri de afaceri conectați la guvern sunt frecvente în Cambodgia. Terenurile au fost confiscate de la sute de mii de cambodgieni pe parcursul a mai bine de un deceniu, în scopul îmbogățirii personale și menținerii puterii de către diferite grupuri de interese speciale. Organizațiile non-guvernamentale credibile estimează că „770.000 de persoane au fost afectate negativ de confiscarea terenurilor, acoperind cel puțin patru milioane de hectare (aproape 10 milioane de acri) de terenuri confiscate”, spune Federația Internațională pentru Drepturile Omului (FIDH), cu sediul la Paris.
Pe 14 martie 2018, expertul ONU privind situația drepturilor omului în Cambodgia „a exprimat îngrijorări serioase cu privire la restricțiile impuse mass-mediei, libertății de exprimare și participării politice înainte de alegerile naționale din iulie”. Anumiți critici ai guvernului au fost arestați pentru că au răspândit, presupus, informații false despre pandemia COVID-19 în Cambodgia.

### Diviziuni administrative
Articol principal: Diviziuni administrative ale Cambodgiei
Municipalitatea autonomă (reach thani) și provinciile (khaet) din Cambodgia sunt diviziuni administrative de primul nivel. Cambodgia este împărțită în 25 de provincii, inclusiv municipalitatea autonomă.
Municipalitățile și districtele sunt diviziuni administrative de al doilea nivel ale Cambodgiei. Provinciile sunt subdivizate în 159 de districte și 26 de municipalități. Districtele și municipalitățile sunt, la rândul lor, împărțite în comune (khum) și cartiere (sangkat).

| Număr | Provincie        | Capitala Provincială | Arie (km²) | Populație (2019) |
| ----- | ---------------- | -------------------- | ---------- | ---------------- |
| 1     | Banteay Meanchey | Serei Saophoan       | 6,679      | 861,883          |
| 2     | Battambang       | Battambang           | 11,702     | 997,169          |
| 3     | Kampong Cham     | Kampong Cham         | 4,549      | 899,791          |
| 4     | Kampong Chhnang  | Kampong Chhnang      | 5,521      | 527,027          |
| 5     | Kampong Speu     | Chbar Mon            | 7,017      | 877,523          |
| 6     | Kampong Thom     | Steung Saen          | 13,814     | 681,549          |
| 7     | Kampot           | Kampot               | 4,873      | 593,829          |
| 8     | Kandal           | Ta Khmau             | 3,179      | 1,201,581        |
| 9     | Kep              | Kep                  | 336        | 42,665           |
| 10    | Koh Kong         | Khemarak Phoumin     | 10,090     | 125,902          |
| 11    | Kratié           | Kratié               | 11,094     | 374,755          |
| 12    | Mondulkiri       | Senmonorom           | 14,288     | 92,213           |
| 13    | Oddar Meanchey   | Samraong             | 6,158      | 276,038          |
| 14    | Pailin           | Pailin               | 803        | 75,112           |
| 15    | Phnom Penh       | Phnom Penh           | 679        | 2,281,951        |
| 16    | Sihanoukville    | Preah Sihanouk       | 1,938      | 310,072          |
| 17    | Preah Vihear     | Preah Vihear         | 13,788     | 254,827          |
| 18    | Pursat           | Pursat               | 12,692     | 419,952          |
| 19    | Prey Veng        | Prey Veng            | 4,883      | 1,057,720        |
| 20    | Ratanakiri       | Banlung              | 10,782     | 217,453          |
| 21    | Siem Reap        | Siem Reap            | 10,299     | 1,014,234        |
| 22    | Stung Treng      | Stung Treng          | 11,092     | 165,713          |
| 23    | Svay Rieng       | Svay Rieng           | 2,966      | 525,497          |
| 24    | Takéo            | Doun Kaev            | 3,563      | 900,914          |
| 25    | Tboung Khmum     | Suong                | 5,250      | 776,841          |

## Economie

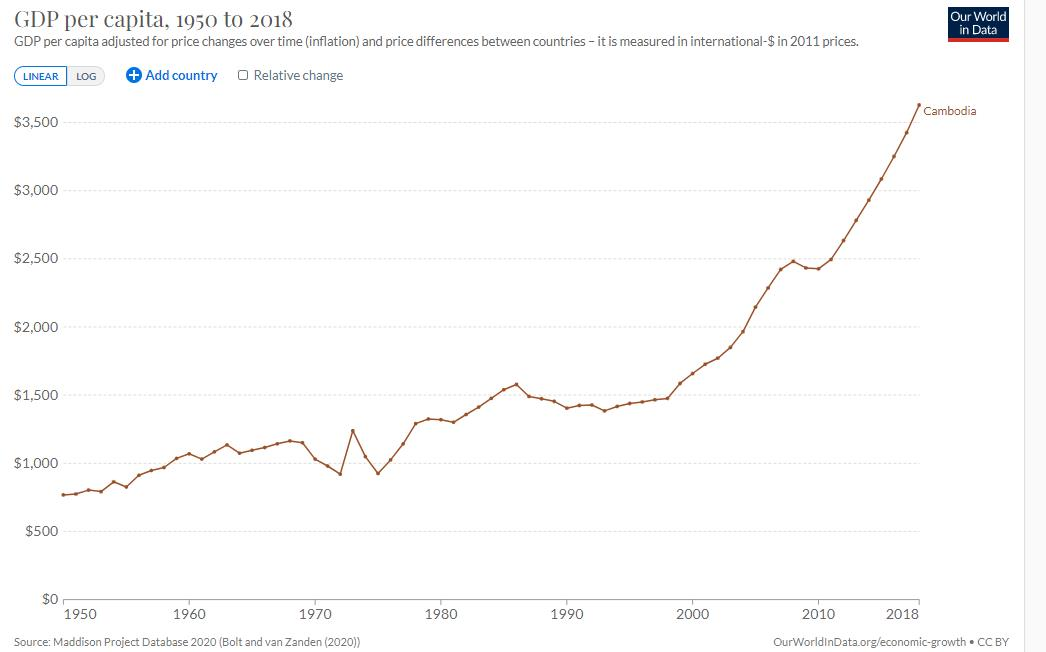
Evoluția PIB-ului real pe cap de locuitor al Cambodgiei

Articol principal: Economia Cambodgiei
În 2017, venitul pe cap de locuitor în Cambodgia era de 4.022 USD în paritatea puterii de cumpărare (PPP) și 1.309 USD în termeni nominali. Organizația Națiunilor Unite clasifică Cambodgia drept o țară cu cel mai mic grad de dezvoltare. Majoritatea gospodăriilor rurale depind de agricultură și sub-sectoarele sale aferente. Orezul, peștele, lemnul, îmbrăcămintea și cauciucul sunt principalele exporturi ale Cambodgiei. Institutul Internațional de Cercetare a Orezului (IRRI) a reintrodus în Cambodgia mai mult de 750 de soiuri tradiționale de orez din banca sa de semințe din Filipine. Aceste soiuri fuseseră colectate în anii 1960.
Potrivit Economist și FMI, rata medie anuală de creștere a PIB-ului pentru perioada 2001–2010 a fost de 7,7%, făcând din Cambodgia una dintre primele zece țări din lume cu cea mai mare rată medie anuală de creștere a PIB-ului. Turismul a fost cea mai rapidă industrie în creștere a Cambodgiei, cu sosiri crescând de la 219.000 în 1997 la peste 2 milioane în 2007. În 2004, inflația era de 1,7% și exporturile erau de 1,6 miliarde USD.

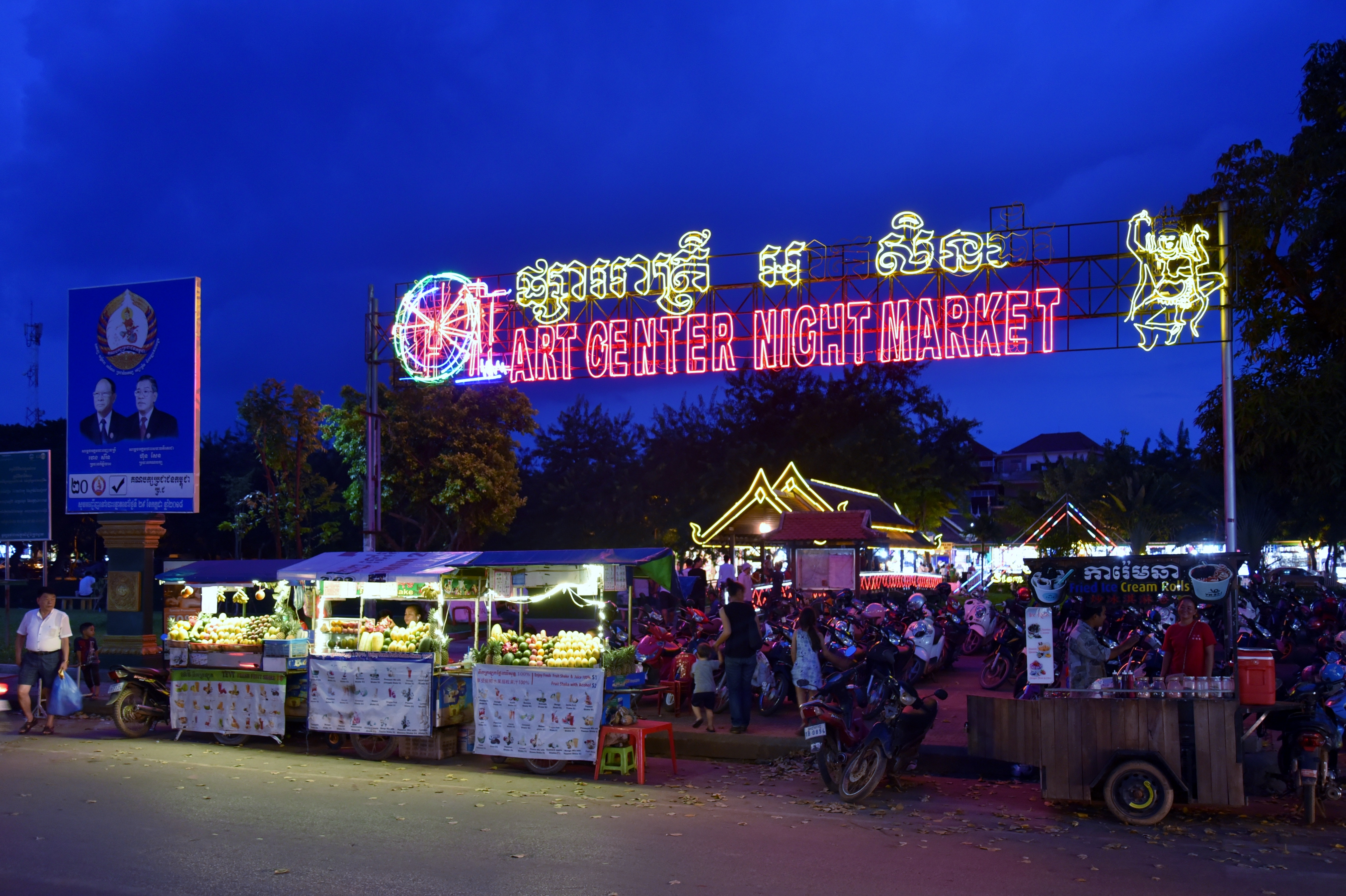
Tarabe cu mâncare în Siem Reap

Depozitele de petrol și gaze naturale descoperite sub apele teritoriale ale Cambodgiei în 2005 au un potențial mare, dar rămân în mare parte neexploatate, parțial din cauza disputelor teritoriale cu Thailanda.
Banca Națională a Cambodgiei este banca centrală a regatului și oferă supraveghere de reglementare asupra sectorului bancar al țării și este responsabilă, parțial, pentru creșterea investițiilor directe străine în țară. Între 2010 și 2012, numărul băncilor reglementate și al instituțiilor de microfinanțare a crescut de la 31 de entități acoperite la peste 70 de instituții individuale, subliniind creșterea în cadrul sectorului bancar și financiar cambodgian.
În 2012, a fost înființată Credit Bureau Cambodia, cu supraveghere directă din partea Băncii Naționale a Cambodgiei. Credit Bureau sporește transparența și stabilitatea în cadrul sectorului bancar cambodgian, deoarece toate băncile și companiile de microfinanțare sunt acum obligate prin lege să raporteze faptele și cifrele exacte referitoare la performanța împrumuturilor din țară.

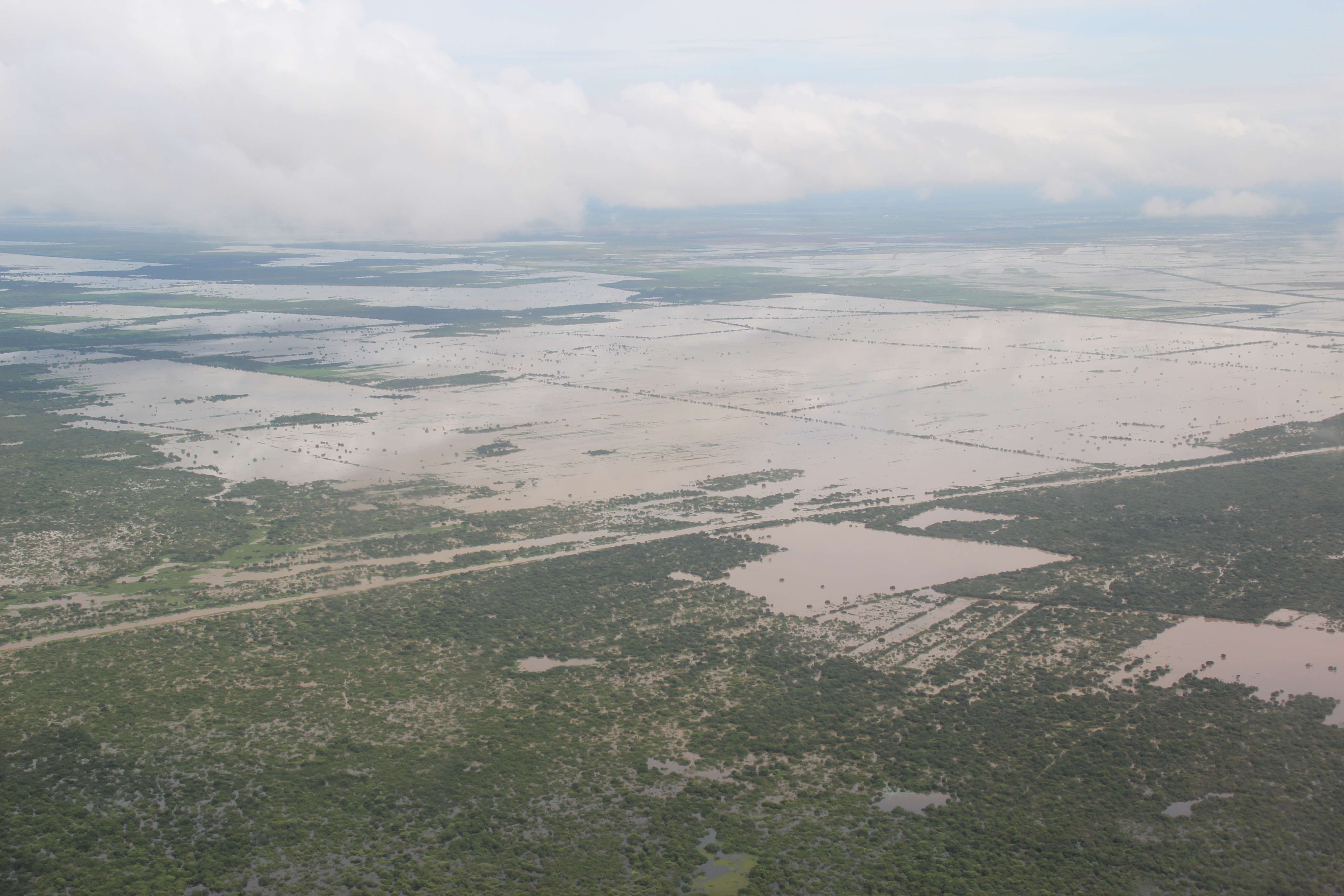
Câmp de orez în provincia Siem Reap

Una dintre cele mai mari provocări cu care se confruntă Cambodgia este încă faptul că populația mai în vârstă adesea nu are educație, în special în zonele rurale, care suferă din cauza lipsei infrastructurii de bază. Teama de instabilitate politică reînnoită și corupția din cadrul guvernului descurajează investițiile străine și întârzie ajutoarele internaționale, deși au existat ajutoare semnificative din partea donatorilor bilaterali și multilaterali. Donatorii au promis 504 milioane USD țării în 2004, în timp ce Banca Asiatică de Dezvoltare a furnizat singură 850 milioane USD în împrumuturi, granturi și asistență tehnică. Mită este adesea solicitată companiilor care operează în Cambodgia atunci când obțin licențe și permise, cum ar fi permisele pentru construcții.
Cambodgia s-a clasat printre cele mai rele locuri din lume pentru muncă organizată în Indexul Global al Drepturilor din 2015 al Confederației Internaționale a Sindicatelor (ITUC), figurând în categoria țărilor fără „nicio garanție a drepturilor”.

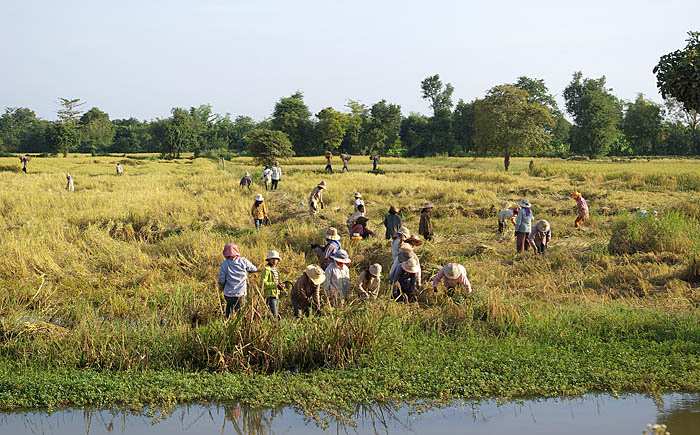
Fermieri care recoltează orez în provincia Battambang

În aprilie 2016, Adunarea Națională a Cambodgiei a adoptat o Lege privind Sindicatele. „Legea a fost propusă într-o perioadă în care muncitorii organizau proteste susținute în fabrici și pe străzi, cerând creșteri salariale și îmbunătățiri ale condițiilor lor de muncă”. Îngrijorările legate de noua lege din Cambodgia sunt împărtășite nu doar de grupurile de muncă și drepturi, ci și de organizațiile internaționale în general. Biroul Național al Organizației Internaționale a Muncii pentru Thailanda, Cambodgia și Laos a observat că legea prezintă „mai multe probleme și lacune esențiale”.

### Textile
Industria de îmbrăcăminte reprezintă cea mai mare parte a sectorului manufacturier al Cambodgiei, având o pondere de 80% din exporturile țării. În 2012, exporturile au crescut la 4,61 miliarde USD, cu 8% mai mult decât în 2011. În prima jumătate a anului 2013, industria de îmbrăcăminte a raportat exporturi în valoare de 1,56 miliarde USD. Sectorul angajează 335.400 de lucrători, dintre care 91% sunt femei.
Better Factories Cambodia a fost creat în 2001 ca un parteneriat unic între Organizația Internațională a Muncii (OIM) a ONU și Corporația Financiară Internațională (IFC), membră a Grupului Băncii Mondiale. Programul colaborează cu lucrătorii, angajatorii și guvernele pentru a îmbunătăți condițiile de muncă și a crește competitivitatea industriei de îmbrăcăminte. Pe 18 mai 2018, Comitetul Consultativ al Proiectului (PAC) al Programului Better Factories Cambodia al OIM s-a întâlnit la Phnom Penh pentru a oferi input în concluziile și recomandările preliminare ale evaluării independente la mijlocul termenului a BFC, precum și pentru a discuta opțiuni pentru consolidarea inițiativei de raportare transparentă a programului. Membrii PAC au fost de acord cu constatările evaluării referitoare la impactul programului asupra sectorului de îmbrăcăminte cambodgian și a lucrătorilor, inclusiv: a. contribuția la creșterea susținută generală a industriei de îmbrăcăminte b. îmbunătățirea vieților a cel puțin jumătate de milion de lucrători cambodgieni din fabricile din programul BFC și a multor altora din familiile lor; c. asigurarea că lucrătorii primesc salarii corecte și beneficii de protecție socială d. eliminarea aproape completă a muncii copiilor în sector e. crearea unui mediu de muncă mai sigur în fabricile de îmbrăcăminte din Cambodgia f. crearea unui „teren de joc egal” pentru muncă în sectorul de îmbrăcăminte g. influențarea practicilor de afaceri prin (1) utilizarea datelor fabricilor pentru a evidenția zonele care necesită îmbunătățiri și (2) fiind o parte esențială a strategiilor de gestionare a riscurilor ale brandurilor/investitorilor internaționali.

### Turism
Articol principal: Turismul în Cambodgia

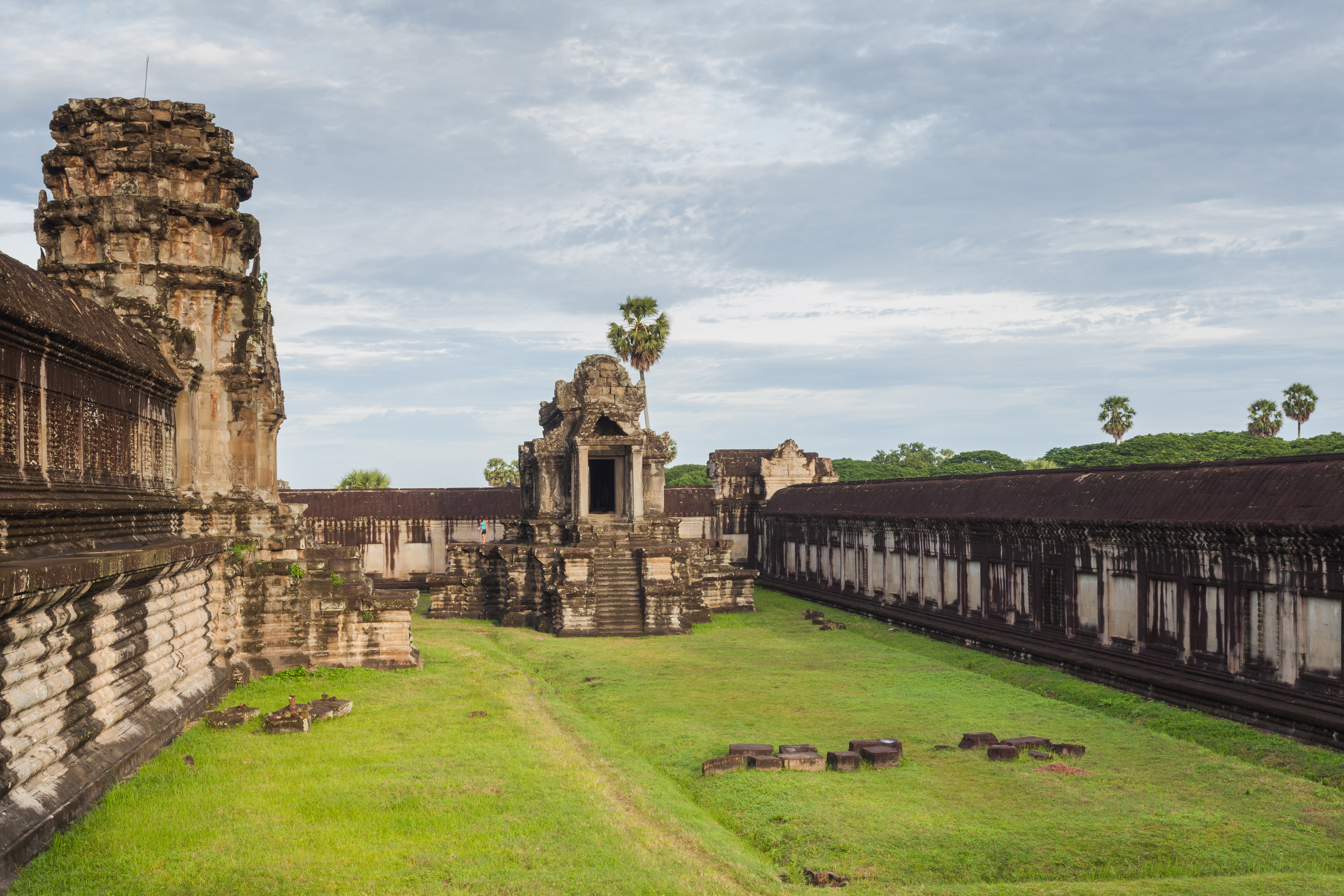
În fiecare an, aproape 2,6 milioane de turiști vizitează Angkor Wat în Siem Reap, Cambodgia.

Industria turismului este a doua cea mai importantă sursă de valută străină a țării, după industria textilă. Sosirile internaționale de vizitatori în 2018 au depășit șase milioane, o creștere de zece ori de la începutul secolului XXI. Turismul angajează 26% din forța de muncă a țării, ceea ce se traduce prin aproximativ 2,5 milioane de locuri de muncă pentru cambodgieni.
Pe lângă Phnom Penh și Angkor Wat, alte destinații turistice includ Sihanoukville în sud-vest, care are mai multe plaje populare, și Battambang în nord-vest, ambele fiind opriri populare pentru backpackeri care constituie o parte semnificativă a vizitatorilor din Cambodgia. Zona din jurul Kampot și Kep, inclusiv Bokor Hill Station, este de asemenea de interes pentru vizitatori. Turismul a crescut constant în fiecare an în perioada relativ stabilă de după alegerile UNTAC din 1993.
Cei mai mulți vizitatori internaționali în 2018 au fost chinezi. Veniturile din turism au depășit 4,4 miliarde USD în 2018, reprezentând aproape zece procente din produsul național brut al regatului. Parcul istoric Angkor Wat din provincia Siem Reap, plajele din Sihanoukville, capitala Phnom Penh și cele 150 de cazinouri din Cambodgia (în creștere de la doar 57 în 2014) sunt principalele atracții pentru turiștii străini.
Cambodgia oferă o varietate de atracții culturale și naturale. Pe lângă faimosul complex Angkor Wat, care atrage turiști din întreaga lume pentru arhitectura sa impresionantă și atmosfera mistică creată de copacii care cresc pe ruinele templelor, Cambodgia găzduiește și alte temple antice din perioada Imperiului Khmer, precum Bayon și Ta Prohm.

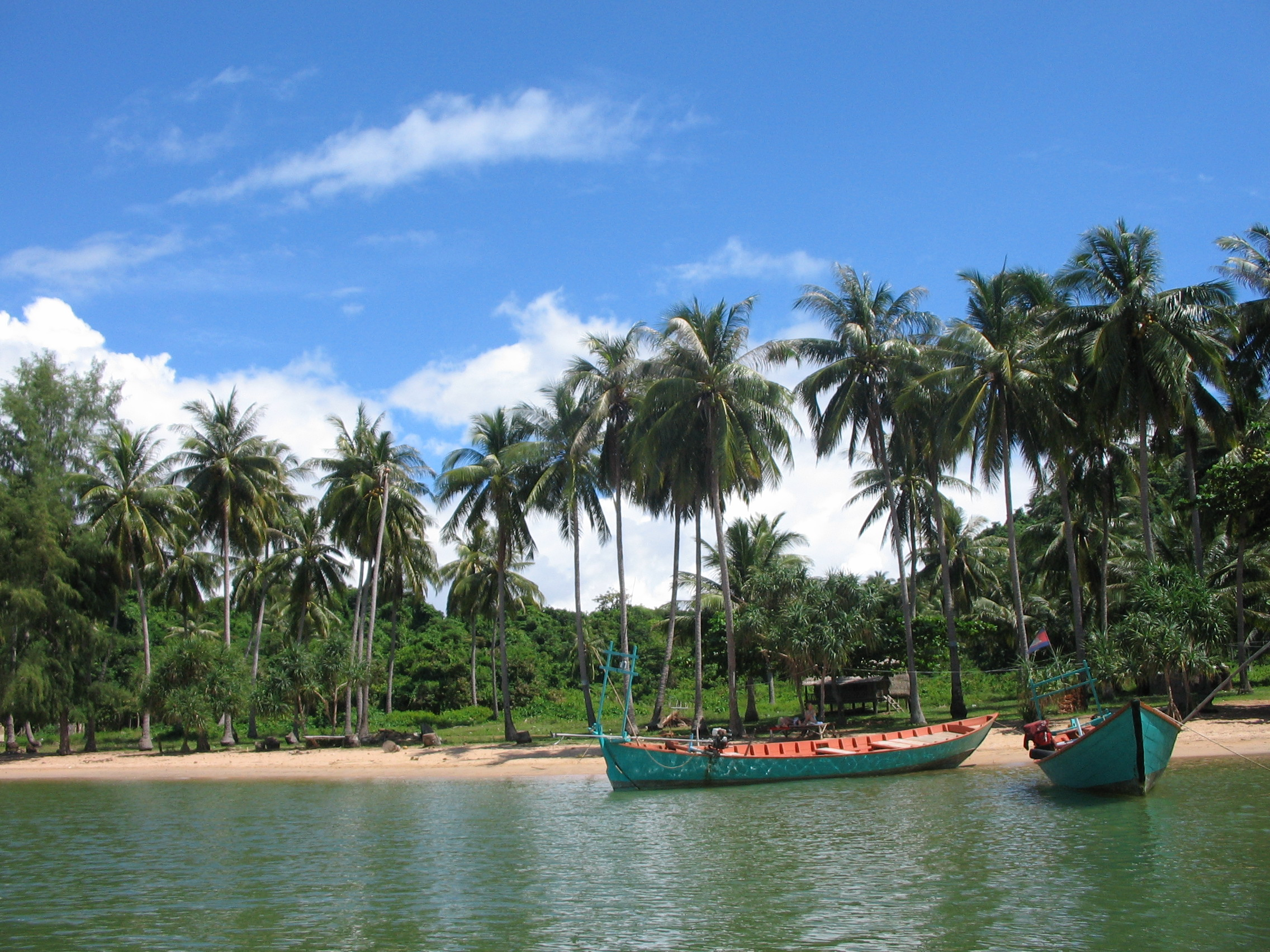
Insula Iepe Koh Tonsay în Cambodgia.

Printre destinațiile naturale se numără Parcul Național Bokor, cu păduri tropicale și priveliști spectaculoase asupra coastei Cambodgiei, și Lacul Tonle Sap, cel mai mare lac din sud-estul Asiei, crucial pentru ecosistemul local și viața sătească. Insulele Koh Rong și Koh Rong Samloem sunt destinații de plajă populare, cunoscute pentru nisipul alb și apele cristaline, oferind oportunități excelente pentru snorkeling și scuba diving.
Reputația Cambodgiei ca destinație sigură pentru turism a fost afectată de tulburări civile și politice și de mai multe exemple de crimă gravă comisă împotriva turiștilor care vizitează regatul.
Industria suvenirurilor turistice din Cambodgia angajează multe persoane în jurul locurilor de interes principale, dar se confruntă cu provocări, deoarece majoritatea suvenirurilor vândute turiștilor pe piețe sunt importate din China, Thailanda și Vietnam.

### Agricultură
Informații suplimentare: Agricultura în Cambodgia
Agricultura este pilonul principal al economiei cambodgiene. În 1985, agricultura reprezenta 90% din PIB și angaja aproximativ 80% din forța de muncă. Orezul este principalul produs. Printre culturile secundare majore se numără porumbul, maniocul, cartofii dulci, arahidele, soia, semințele de susan, fasolea uscată și cauciucul. Cultură comercială principală este cauciucul.

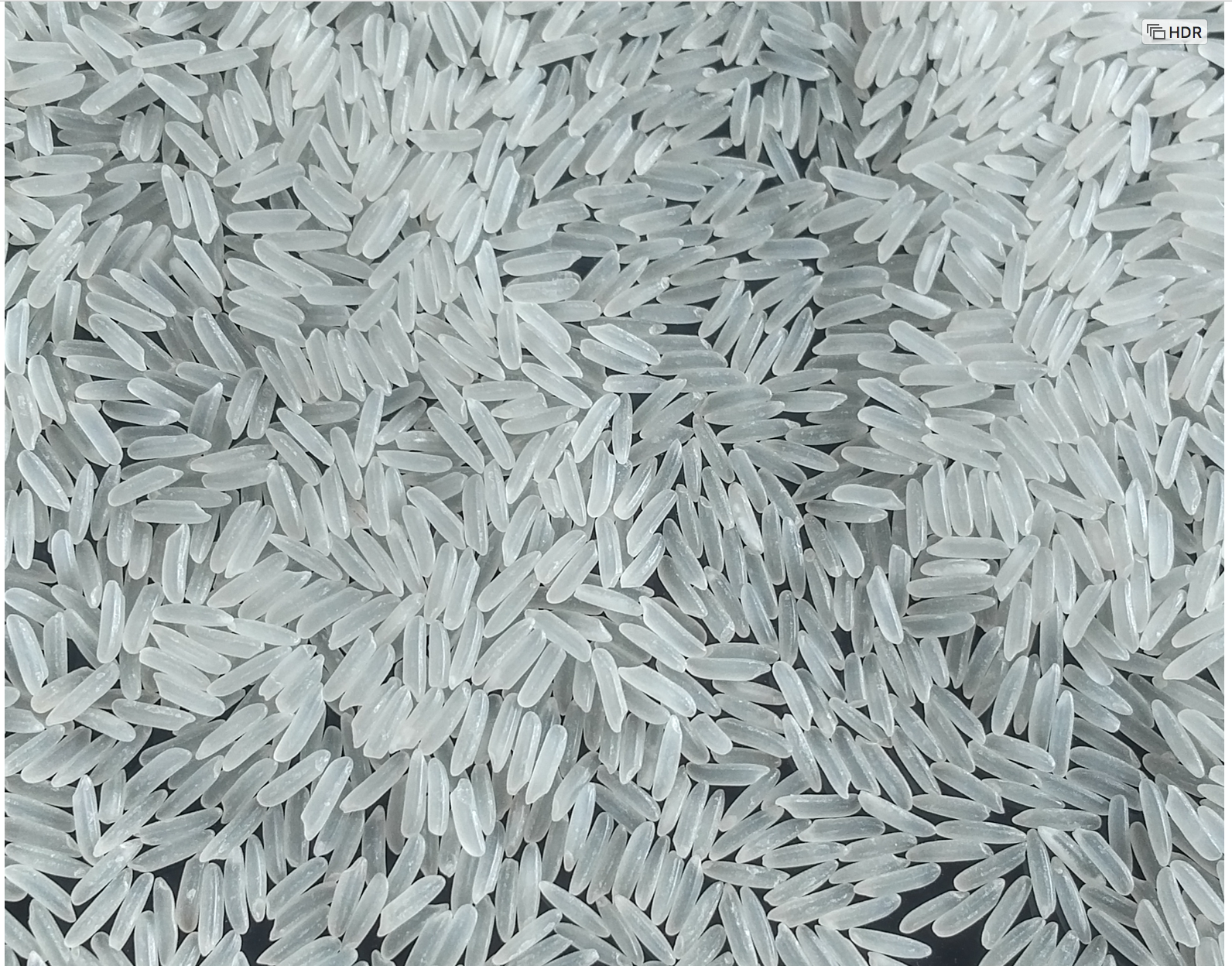
Orez Sen Kra-Ob (Orez fragrant cambodgian)

În anii 1980, acesta era un produs primar important, al doilea ca importanță după orez, și una dintre puținele surse de valută străină ale țării.
Pe lângă orez, care rămâne principalul produs agricol, alte culturi importante sunt porumbul, maniocul, cartofii dulci, arahidele, soia, semințele de susan, fasolea uscată și cauciucul. Cauciucul, în special, a devenit din nou o cultură comercială semnificativă, cu investiții străine în plantații de cauciuc și creșterea producției pentru piețele internaționale.
Agricultura din Cambodgia este în mare parte bazată pe agricultura de subzistență, cu mulți fermieri care cultivă pentru a-și susține gospodăriile. Cu toate acestea, eforturile de modernizare și dezvoltare a infrastructurii agricole, inclusiv îmbunătățirea sistemelor de irigare și accesul la tehnologie și semințe de calitate, sunt în curs de desfășurare pentru a sprijini creșterea producției și a eficienței în sectorul agricol.
De asemenea, sectorul agricol se confruntă cu provocări precum schimbările climatice, care pot afecta negativ recoltele și securitatea alimentară. Guvernul și organizațiile internaționale lucrează la proiecte pentru a aborda aceste probleme și pentru a susține dezvoltarea durabilă a agriculturii în Cambodgia.

### Transport

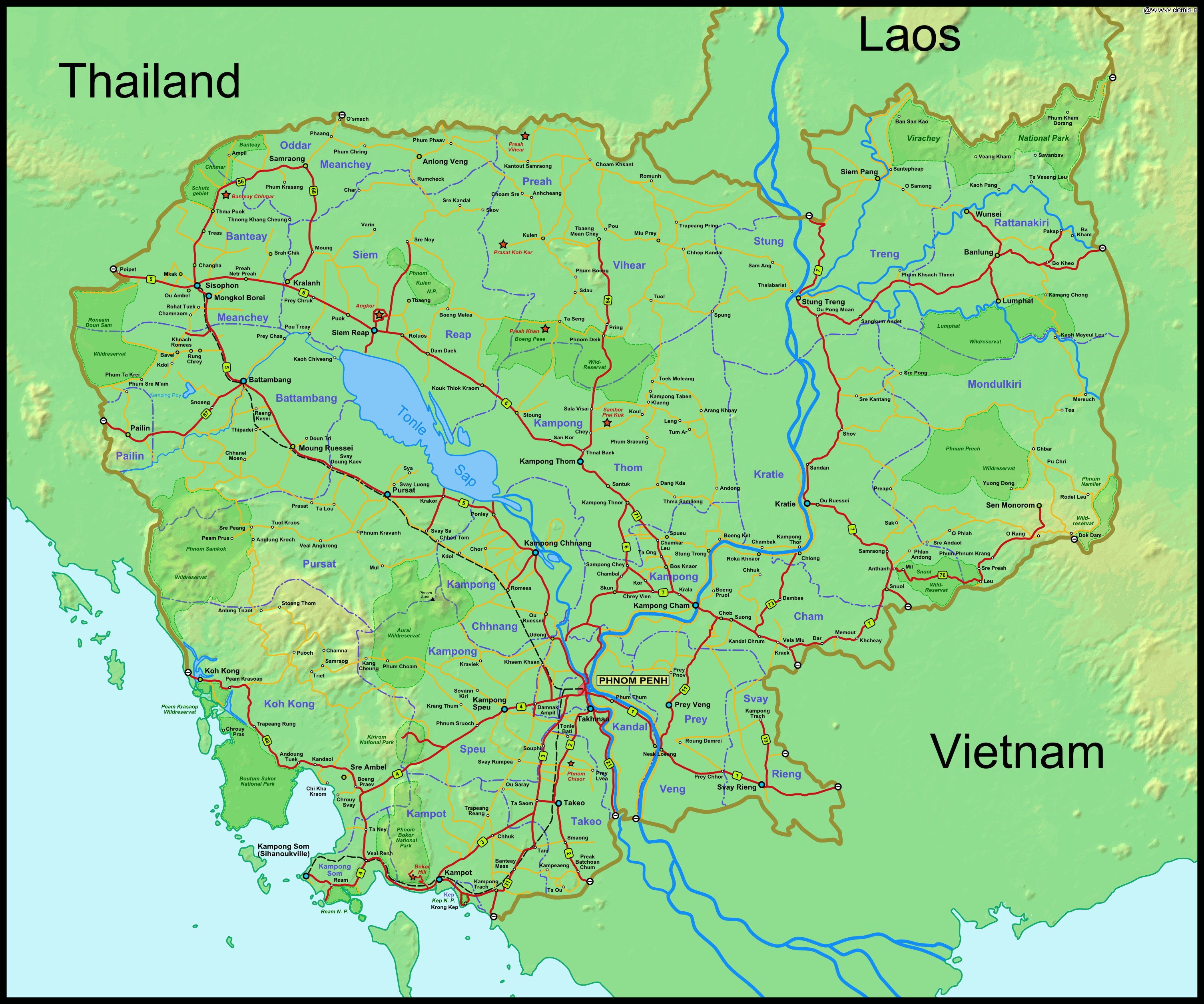
Harta națională a transportului în Cambodgia

Articol principal: Transportul în Cambodgia
Războiul civil și neglijarea severă au deteriorat grav sistemul de transport din Cambodgia. Cu ajutorul altor țări, Cambodgia a început să modernizeze drumurile principale la standarde internaționale, majoritatea fiind considerabil îmbunătățite față de 2006. Cele mai multe drumuri principale sunt acum pavate.

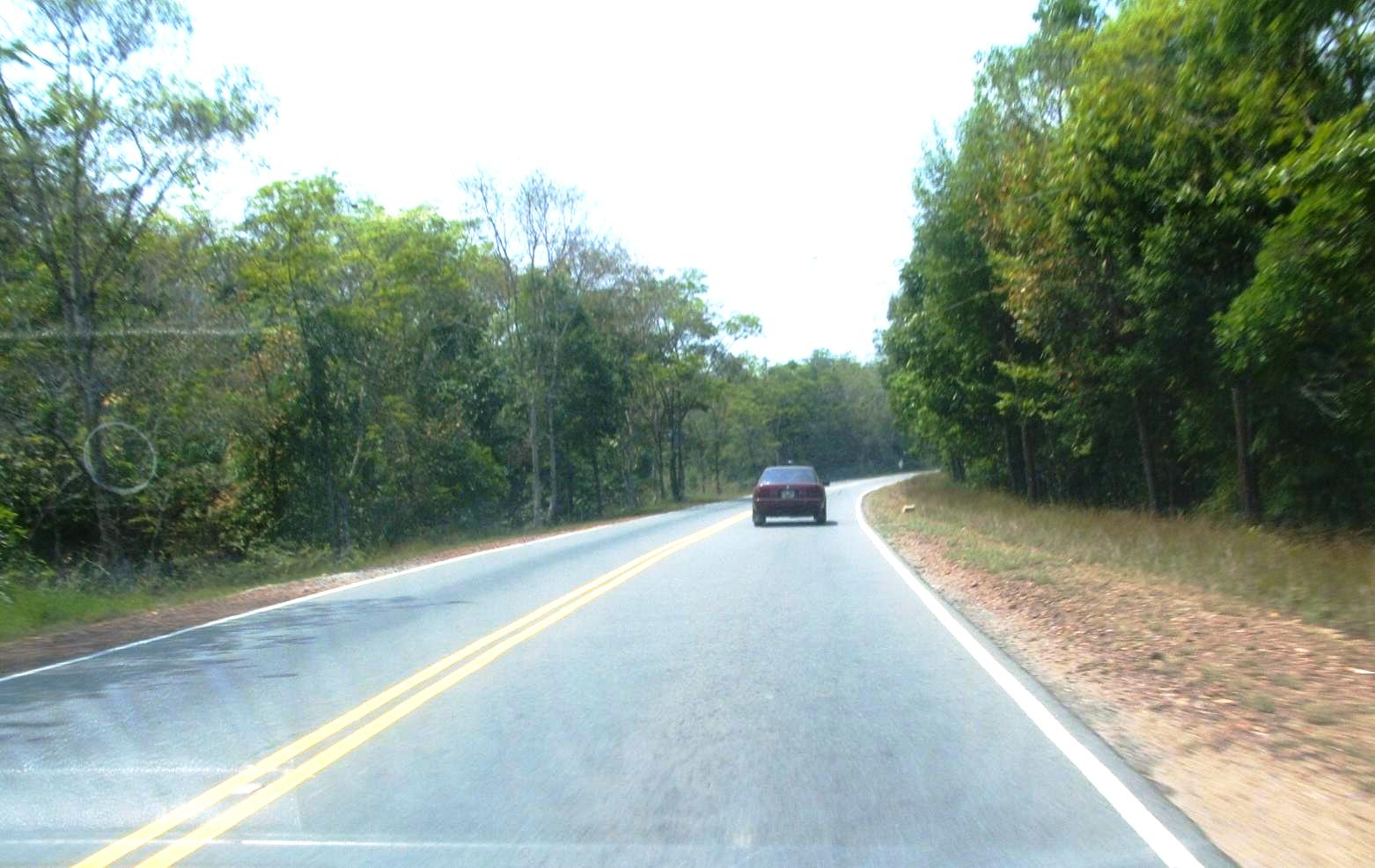
Autostrada 4

Cambodgia dispune de două linii feroviare, totalizând aproximativ 612 kilometri de cale ferată cu ecartament de un metru. Liniile se întind de la capitală până la Sihanoukville, pe coasta de sud. Trenurile circulă din nou între capitala cambodgiană și destinațiile populare din sud. După 14 ani, serviciile feroviare regulate între cele două orașe au fost reluate recent, oferind o opțiune mai sigură decât drumul pentru călători. Trenurile circulă de asemenea de la Phnom Penh la Sisophon (deși trenurile ajung adesea doar până la Battambang). Începând cu 1987, doar un tren de pasageri pe săptămână opera între Phnom Penh și Battambang, dar un proiect de 141 milioane USD, finanțat în mare parte de Banca Asiatică de Dezvoltare, a fost inițiat pentru revitalizarea sistemului feroviar, proiect care va „(interconecta) Cambodgia cu centrele industriale și logistice majore din Bangkok și Ho Chi Minh City”.
În plus față de principala arteră de trafic inter-provincial care leagă Phnom Penh de Sihanoukville, refacerea unui fost drum de pământ cu beton/asfalt și construirea a cinci poduri majore au conectat acum permanent Phnom Penh de Koh Kong, oferind astfel acces rutier neîntrerupt către Thailanda vecină și rețeaua sa rutieră.
Rata accidentelor de trafic rutier din Cambodgia este ridicată conform standardelor internaționale. În 2004, numărul de decese rutiere per 10.000 de vehicule era de zece ori mai mare în Cambodgia decât în țările dezvoltate, iar numărul de victime ale accidentelor rutiere s-a dublat în trei ani anteriori.
Rețelele extinse de ape interioare din Cambodgia au fost importante istoric în comerțul internațional. Mekongul și râul Tonle Sap, numeroasele lor afluenți și Tonle Sap în sine oferă căi navigabile de considerabilă lungime, incluzând 3.700 kilometri navigabili tot timpul anului pentru ambarcațiuni cu adâncimea de 0,6 metri și încă 282 kilometri navigabili pentru ambarcațiuni cu adâncimea de 1,8 metri.

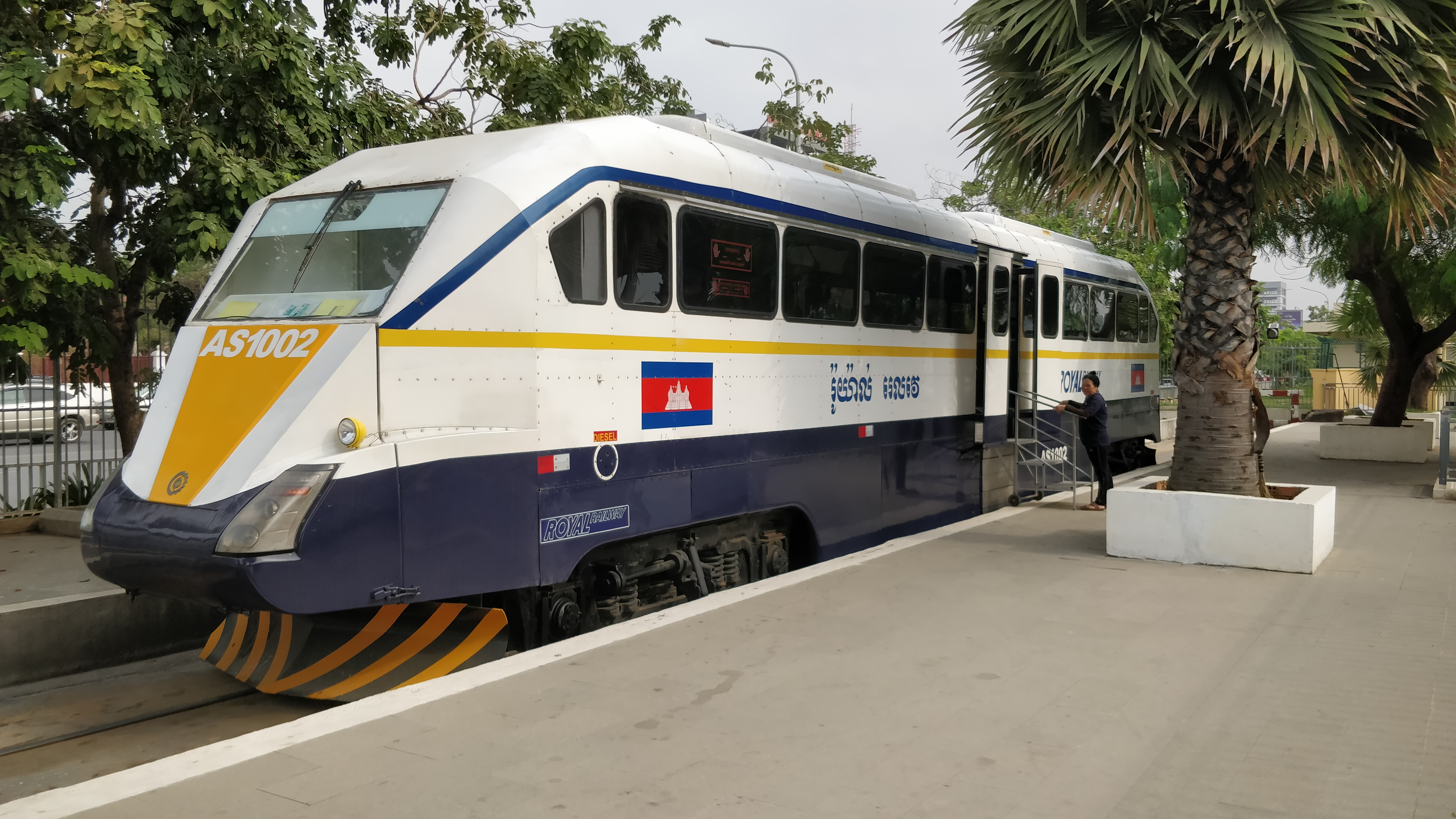
Trenul de transfer de la Aeroportul Phnom Penh

Cambodgia are două porturi majore, Phnom Penh și Sihanoukville, și cinci porturi minore. Phnom Penh, situat la intersecția râurilor Bassac, Mekong și Tonle Sap, este singurul port fluvial capabil să primească nave de 8.000 de tone în sezonul umed și de 5.000 de tone în sezonul uscat.
Odată cu creșterea activității economice, a crescut și utilizarea automobilelor, deși motocicletele rămân predominant utilizate. „Cyclo” (sau bicicletele rickshaw) au fost populare în anii 1990, dar sunt înlocuite din ce în ce mai mult de remorques (căruțe atașate motocicletelor) și rickshaw-uri importate din India. Cyclos sunt unici în Cambodgia prin faptul că ciclistul stă în spatele locului pentru pasageri.
Cambodgia are trei aeroporturi comerciale. În 2018, acestea au gestionat un număr record de 10 milioane de pasageri. Aeroportul Internațional Phnom Penh este cel mai aglomerat aeroport din Cambodgia. Aeroportul Internațional Siem Reap-Angkor este al doilea ca aglomerație și deservește cele mai multe zboruri internaționale către și din Cambodgia. Aeroportul Internațional Sihanouk se află în orașul de coastă Sihanoukville.

### Știință și tehnologie
Articol principal: Știință și tehnologie în Cambodgia
Un Comitet Național pentru Știință și Tehnologie, care reprezintă 11 ministere, a fost instituit încă din 1999. Deși șapte ministere sunt responsabile pentru cele 33 de universități publice din țară, majoritatea acestor instituții sunt sub coordonarea Ministerului Educației, Tineretului și Sportului.
În 2010, Ministerul Educației, Tineretului și Sportului a aprobat o Politică privind Dezvoltarea Cercetării în Sectorul Educațional. Această inițiativă a fost primul pas către o abordare națională în cercetare și dezvoltare în sectorul universitar și aplicarea cercetării în scopul dezvoltării naționale.
Această politică a fost urmată de primul Plan Național pentru Știință și Tehnologie 2014–2020 al țării. Planul a fost lansat oficial de Ministerul Planificării în decembrie 2014, ca urmare a unui proces de doi ani sprijinit de Agenția Coreeană pentru Cooperare Internațională. Planul prevede înființarea unei fundații pentru știință și tehnologie pentru a promova inovația industrială, cu un accent special pe agricultură, industria primară și TIC-uri. Cambodgia a fost clasată pe locul 101 în Indicele Global al Inovației în 2023.
De-a lungul ultimelor două decenii, guvernul a făcut eforturi semnificative pentru a moderniza și sprijini acest sector, inclusiv prin politici și inițiative menite să stimuleze inovația și cercetarea. În acest context, Comitetul Național pentru Știință și Tehnologie, creat în 1999, coordonează eforturile multiplelor ministere pentru a avansa în domeniu.
Cambodgia dispune de un număr tot mai mare de instituții academice și centre de cercetare, inclusiv universități publice și private, printre care se numără Universitatea Regală din Phnom Penh și Universitatea Tehnologică din Phnom Penh. În plus, țara dezvoltă centre de excelență în domenii precum tehnologia informației și ingineria, pentru a sprijini progresul în aceste domenii esențiale.
În 2015, Cambodgia a lansat un program național dedicat cercetării în tehnologiile agricole, numit „Cercetare pentru Dezvoltare Agricolă și Inovație”, care vizează utilizarea tehnologiilor avansate pentru a îmbunătăți producția agricolă și a sprijini fermierii locali. Acest program este doar unul dintre proiectele notabile care reflectă angajamentul țării față de dezvoltarea cercetării și inovației.
Colaborarea internațională joacă un rol important în sprijinirea sectorului. Cambodgia beneficiază de asistență din partea organizațiilor globale și a partenerilor internaționali, precum Korea International Cooperation Agency (KOICA), care a fost esențială în dezvoltarea Planului Național pentru Știință și Tehnologie. De asemenea, acordurile cu universități din Statele Unite și Europa facilitează schimbul de cunoștințe și tehnologie.
Cu toate acestea, sectorul se confruntă cu probleme legate de finanțare insuficientă, lipsa infrastructurii adecvate și deficitul de personal calificat. Este nevoie de mai multe investiții în educația STEM (știință, tehnologie, inginerie și matematică) pentru a dezvolta o forță de muncă pregătită pentru cerințele economiei moderne. Pe termen lung, Cambodgia vizează o creștere semnificativă în domeniul științei și tehnologiei, cu scopul de a îmbunătăți standardul de viață și de a stimula dezvoltarea economică, extinzând capacitățile de cercetare, atrăgând investiții străine și promovând inovația în sectorul tehnologic.

### Energie
Articol principal: Energia în Cambodgia
Cambodgia are un potențial ridicat pentru dezvoltarea resurselor de energie regenerabilă. Deși până în 2020 țara nu a atras multe investiții internaționale în energie regenerabilă, Cambodgia servește drept model pentru alte țări din ASEAN în ceea ce privește organizarea licitațiilor pentru energie solară. Pentru a atrage mai multe investiții în energia regenerabilă, guvernul ar putea îmbunătăți guvernanța în domeniu, adopta obiective clare, dezvolta un cadru de reglementare eficient, îmbunătăți bancabilitatea proiectelor și facilita accesul pe piață pentru investitorii internaționali. Cambodgia este extrem de vulnerabilă la efectele negative ale schimbărilor climatice și se recomandă ca țara să se concentreze mai mult pe dezvoltarea energiei regenerabile ca parte a măsurilor de atenuare a schimbărilor climatice.

## Populația

### Demografie
Articol principal: Demografia Cambodgiei
| An | Pop.       | ±% p.a. |
| --- | ---------- | ------- |
| 1962 | 5,728,771  | —       |
| 1980 | 6,600,000  | +0.79%  |
| 1994 | 9,900,000  | +2.94%  |
| 1996 | 10,700,000 | +3.96%  |
| 1998 | 11,437,656 | +3.39%  |
| 2004 | 12,800,000 | +1.89%  |
| 2008 | 13,395,682 | +1.14%  |
| 2013 | 14,700,000 | +1.88%  |
| 2019 | 15,552,211 | +0.94%  |
| National Institute of Statistics: General Population Census of the Kingdom of Cambodia 2019, Capitolul 2, p. 6 |            |         |

Protectoratul francez al Cambodgiei a efectuat primul recensământ oficial în 1921. Numai bărbații cu vârste între 20 și 60 de ani au fost numărați, deoarece scopul recensământului era colectarea impozitelor. După recensământul din 1962, conflictele civile și instabilitatea din Cambodgia au condus la o pauză de 36 de ani înainte ca țara să poată realiza un alt recensământ oficial în 1998.
În 2010, jumătate din populația cambodgiană avea sub 22 de ani. Cu un raport de 1,04 femei la bărbați, Cambodgia are cel mai dezechilibrat raport de sex favorabil femeilor din Subregiunea Marelui Mekong. Printre persoanele de peste 65 de ani, raportul femei-bărbați este de 1,6:1.
Rata totală a fertilității în Cambodgia era de 2,5 copii per femeie în 2018. Rata fertilității era de 4,0 copii în anul 2000. Femeile din zonele urbane au în medie 2,2 copii, comparativ cu 3,3 copii per femeie în zonele rurale. Fertilitatea este cea mai mare în provinciile Mondol Kiri și Rattanak Kiri, unde femeile au în medie 4,5 copii, și cea mai scăzută în Phnom Penh, unde femeile au în medie 2,0 copii.

### Grupuri etnice

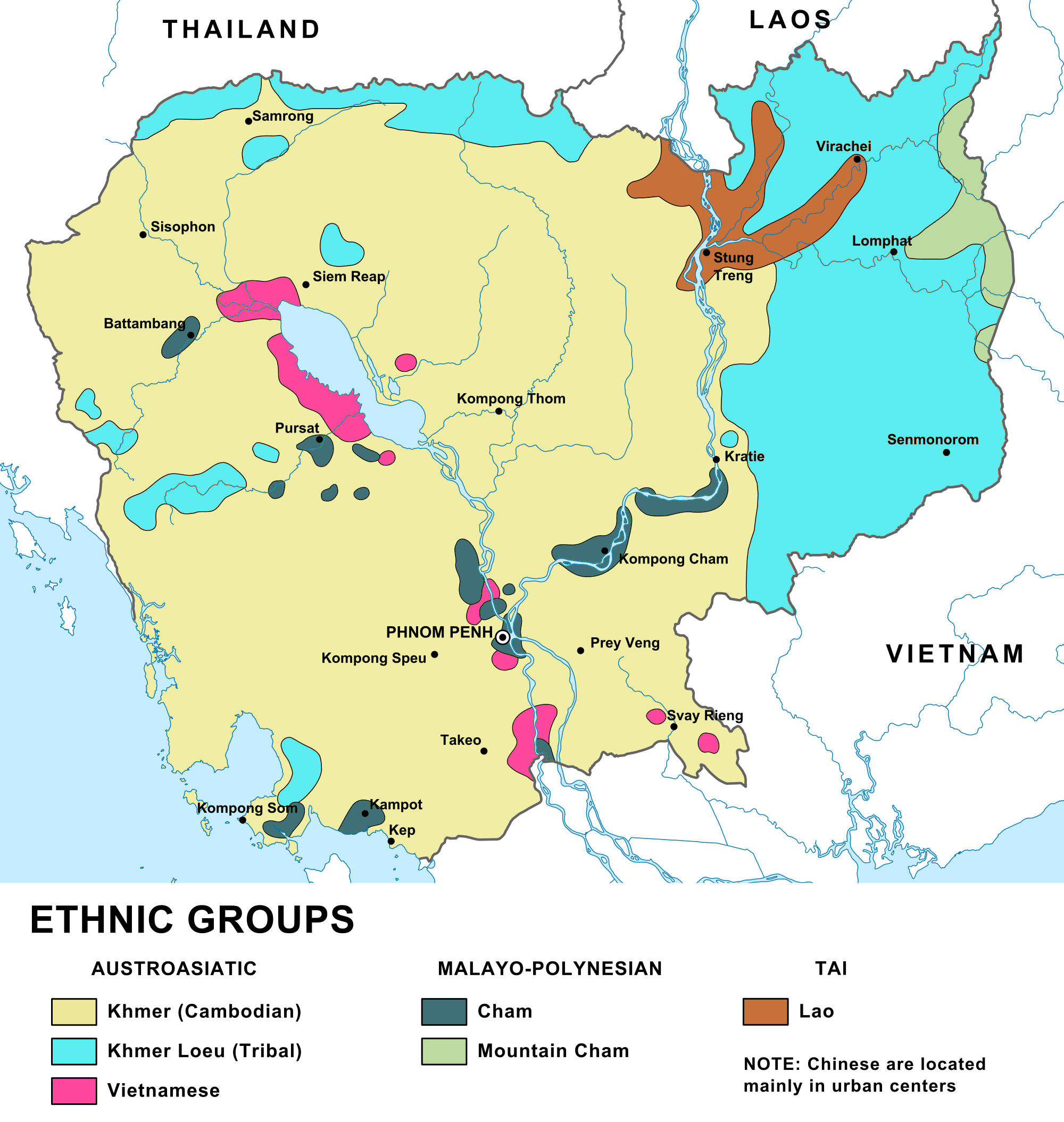
Harta etnică a Cambodgiei

Informații suplimentare: Grupuri etnice în Cambodgia
Majoritatea covârșitoare a populației Cambodgiei este de origine etnică Khmer (95,8%), vorbitori ai limbii Khmer, singura limbă oficială a țării. Populația Cambodgiei este în mare parte omogenă. Grupurile sale minoritare includ Cham (1,8%), vietnamezi (0,5%) și chinezi (0,6%).
Cel mai mare grup etnic, khmerii, sunt autohtoni în subregiunea de câmpie a Mekongului în care locuiesc. Khmerii au trăit istoric în apropierea râului Mekong inferior într-un arc diagonal continuu, din zona în care se întâlnesc Thailanda, Laos și Cambodgia în nord-vest, până la gura de vărsare a râului Mekong în sud-estul Vietnamului.
Vietnamezii sunt al doilea cel mai mare grup etnic minoritar din Cambodgia, cu o estimare de 16.000 de persoane trăind în provincii concentrate în sud-estul țării, adiacente Deltei Mekongului. Deși limba vietnameză a fost determinată ca fiind o limbă Mon–Khmer, există foarte puține conexiuni culturale între cele două popoare, deoarece khmerii timpurii au fost influențați de sfera culturală indiană, în timp ce vietnamezii fac parte din sfera culturală chineză. Tensiunile etnice între khmeri și vietnamezi pot fi trase până în perioada Post-Angkor (din secolele XVI–XIX), când un Vietnam emergent și Thailanda au încercat fiecare să subordoneze un Cambodgia post-Angkor slăbită și să domine efectiv întreaga Indochină.
Chinezii cambodgieni reprezintă aproximativ 0,6% din populație. Majoritatea chinezilor sunt urmașii coloniștilor din secolele XIX–XX care au venit în căutarea oportunităților comerciale în perioada protectoratului francez. Majoritatea sunt locuitori urbani, angajați în principal în comerț.
Grupurile etnice indigene din munți sunt cunoscute colectiv sub numele de Montagnards sau Khmer Loeu, un termen care înseamnă „Khmer din Highland”. Ei sunt urmașii migrațiilor neolitice ale vorbitorilor de Mon–Khmer din sudul Chinei și ale vorbitorilor de austronesieni din insulele din sud-estul Asiei. Fiind izolați în zonele montane, diversele grupuri Khmer Loeu nu au fost indianizate precum verișorii lor khmeri și, prin urmare, sunt cultural distanțate de khmerii moderni și adesea între ele, păstrând multe obiceiuri și credințe pre-indiene.
Cham sunt urmași ai popoarelor austro-nesiene din Champa, un fost regat de pe coasta centrala și sudică a actualului Vietnam și fost rival al Imperiului Khmer. Cham din Cambodgia numără sub un milion și mențin adesea sate separate în sud-estul țării. Aproape toți Cham din Cambodgia sunt musulmani.

### Marile Orașe
| 1  | Phnom Penh    | –                | 2,281,951 | 11 | Chbar Mon       | Kampong Speu    | 50,359 |
| 2  | Siem Reap     | Siem Reap        | 245,494   | 12 | Bavet           | Svay Rieng      | 43,783 |
| 3  | Battambang    | Battambang       | 119,251   | 13 | Doun Kaev       | Takéo           | 43,402 |
| 4  | Sisophon      | Banteay Meanchey | 99,019    | 14 | Svay Rieng      | Svay Rieng      | 41,424 |
| 5  | Poipet        | Banteay Meanchey | 98,934    | 15 | Kampong Chhnang | Kampong Chhnang | 41,080 |
| 6  | Ta Khmau      | Kandal           | 75,629    | 16 | Kampong Cham    | Kampong Cham    | 38,365 |
| 7  | Sihanoukville | Preah Sihanouk   | 73,036    | 17 | Pailin          | Pailin          | 37,393 |
| 8  | Samraong      | Oddar Meanchey   | 70,944    | 18 | Prey Veng       | Prey Veng       | 36,254 |
| 9  | Pursat        | Pursat           | 58,355    | 19 | Suong           | Tboung Khmum    | 35,054 |
| 10 | Stueng Saen   | Kampong Thom     | 53,118    | 20 | Kampot          | Kampot          | 32,053 |

### Limbi
În Cambodgia, limba oficială este khmerul, vorbită de majoritatea populației. Khmerul face parte din familia de limbi austro-asiatice și este limba maternă a aproape tuturor cambodgienilor. Este, de asemenea, limba de instruire în școli și administrație.
Pe lângă khmer, se vorbesc și alte limbi minoritare în Cambodgia. Acestea includ vietnameza, chineză, și diverse limbi ale grupurilor etnice montagnarde. De exemplu, vietnameza este vorbită de comunitatea vietnameză din sud-estul țării, iar limba chineză este utilizată de comunitatea chineză în zonele urbane.
În rândul grupurilor etnice montagnarde, există o varietate de limbi distincte. Aceste limbi sunt vorbite de comunități indigene în zonele montane și pot varia semnificativ între diferite grupuri. Exemple de limbi vorbite de aceste grupuri includ Bunong, Tampuan și Kreung.
Limba engleză și franceza sunt, de asemenea, cunoscute în Cambodgia, în special în mediile de afaceri și turism. Engleza este adesea folosită în sectoare precum turismul și educația, în timp ce franceza, fiind moștenire colonială, este utilizată mai puțin frecvent dar încă este vorbită de unii cambodgieni mai vârstnici și de către cei care au legături cu organizații internaționale.
În general, khmerul rămâne limba predominantă și esențială în viața de zi cu zi în Cambodgia, iar alte limbi servesc roluri complementare în diverse contexte sociale și economice.
Scrisul khmer derivă din scrisul Pallava din sudul Indiei.

### Religie
Articol principal: Religia în Cambodgia
Buddhismul Theravada este religia oficială a Cambodgiei, fiind practicată de peste 95% din populație, cu aproximativ 4.392 de temple mănăstirești răspândite în întreaga țară. Buddhismul cambodgian este profund influențat de hinduism și de animismul autohton.
Relația strânsă dintre spirite și comunitate, eficiența acțiunilor și amuleților apotropici și de atragere a norocului, precum și posibilitatea de a manipula viața cu ajutorul contactului cu entități spirituale, cum ar fi spiritele „baromey”, își au originea în religia populară autohtonă. Hinduismul a lăsat puține urme în afară de practicile magice ale tantrismului și o serie de zeități hinduse acum asimilate în lumea spiritelor (de exemplu, importanta spiriduță neak ta, Yeay Mao, este avatarul modern al zeiței hinduse Kali).
Buddhismul Mahayana este religia majorității chinezilor și vietnamezilor din Cambodgia. Elementele altor practici religioase, cum ar fi venerația eroilor populari și a strămoșilor, Confucianismul și Taoismul, se amestecă cu Buddhismul chinezesc și sunt de asemenea practicate.
Islamul este urmat de aproximativ 2% din populație și se prezintă în trei variante, două fiind practicate de către poporul Cham și a treia de descendenții malaysieni, rezidenți în țară de generații. Se raportează că 80% din populația musulmană a Cambodgiei este de etnie Cham.

### Sănătate
Articol principal: Sănătatea în Cambodgia
În 2021, speranța de viață în Cambodgia era de 75 de ani, o îmbunătățire semnificativă față de 1995, când speranța de viață era de 55 de ani. Sistemul de sănătate este oferit atât de practicanți publici, cât și privați, și cercetările au arătat că încrederea în furnizorii de servicii de sănătate este un factor cheie pentru îmbunătățirea accesului la servicii de sănătate în zonele rurale din Cambodgia. Guvernul plănuiește să îmbunătățească calitatea îngrijirii sănătății din țară prin creșterea conștientizării cu privire la HIV/SIDA, malaria și alte boli.

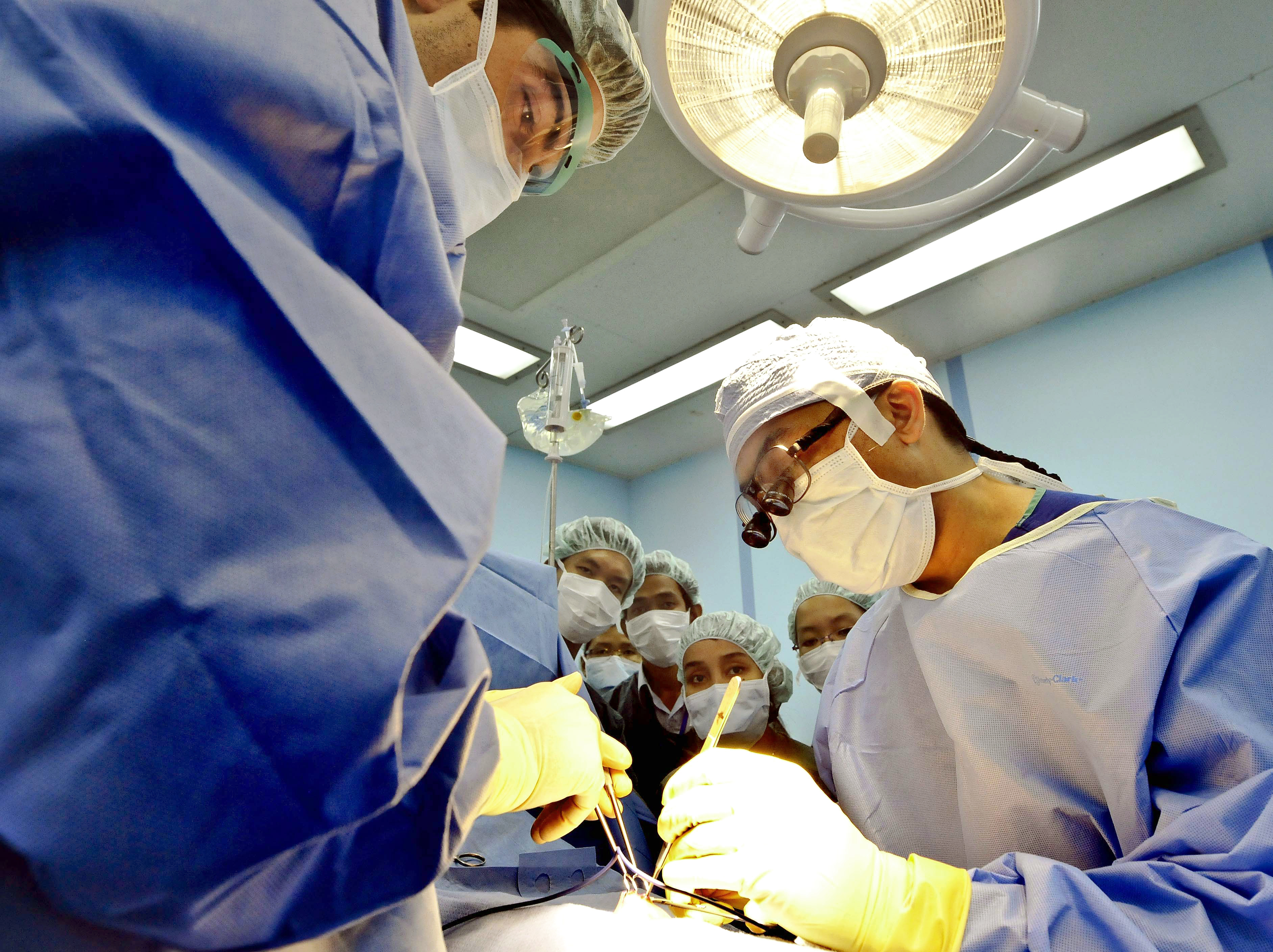
Studenți la medicină cambodgieni care urmăresc o operație chirurgicală

Rata mortalității infantile în Cambodgia a scăzut de la 86 la 1.000 de nașteri vii în 1998 la 24 în 2018. În provincia cu cele mai slabe indicatori de sănătate, Ratanakiri, 22,9% dintre copii mor înainte de vârsta de cinci ani.
Cambodgia a fost odată una dintre cele mai minate țări din lume. Potrivit unor estimări, minele neexplodate au fost responsabile pentru peste 60.000 de decese civile și alte mii de persoane rănite sau mutilate din 1970 până în prezent. Numărul accidentelor cu mine raportate a scăzut semnificativ, de la 800 în 2005 la 111 în 2013 (22 decese și 89 de răniți). Adulții care supraviețuiesc accidentelor cu mine necesită adesea amputația unui sau mai multor membre și sunt nevoiți să recurgă la cerșetorie pentru a supraviețui. Se estimează că Cambodgia va fi liberă de mine până în 2025, dar moștenirea socială și economică, inclusiv orfanii și una din 290 de persoane fiind amputată, se așteaptă să afecteze Cambodgia în anii următori.
În Cambodgia, minele și munițiile neexplodate au cauzat 44.630 de răni între 1979 și 2013, conform Sistemului de Informații despre Victimele Minei/UXO din Cambodgia.

### Educația
Articol principal: Educația în Cambodgia
Ministerul Educației, Tineretului și Sporturilor este responsabil pentru stabilirea politicilor naționale și a orientărilor pentru educație în Cambodgia. Sistemul educațional cambodgian este puternic descentralizat, cu trei niveluri de guvernare – central, provincial și districtual – responsabil pentru gestionarea acestuia. Constituția Cambodgiei prevede educația gratuită și obligatorie timp de nouă ani, garantând dreptul universal la o educație de bază de calitate. Recensământul din Cambodgia din 2019 a estimat că 88,5% din populație este alfabetizată (91,1% dintre bărbați și 86,2% dintre femei). Tineretul mascul din grupa de vârstă 15–24 ani are o rată a alfabetizării de 89% comparativ cu 86% pentru femei.

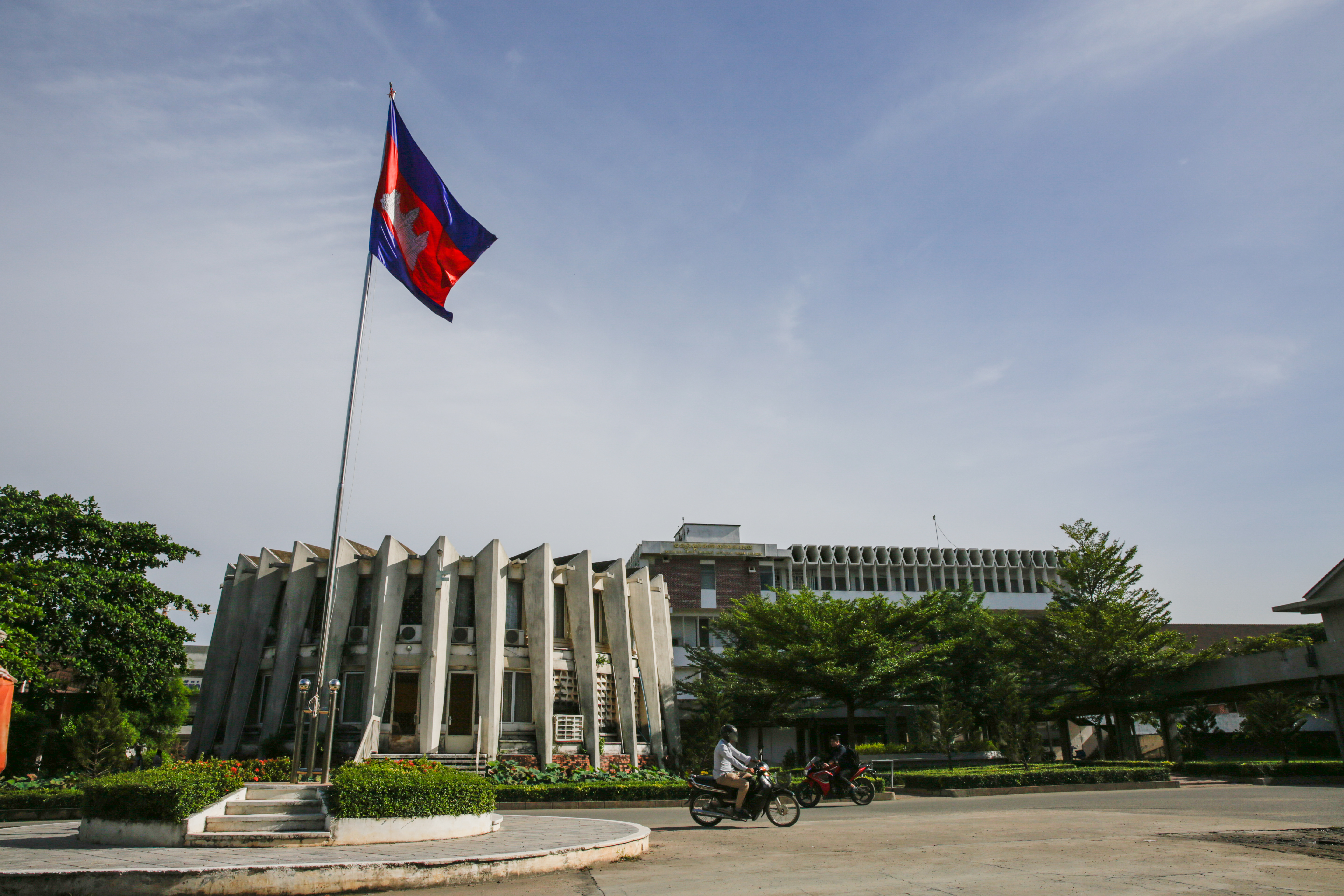
Institutul de Limbi Străine al Universității Regale din Phnom Penh

Sistemul educațional din Cambodgia continuă să se confrunte cu multe provocări, dar în ultimii ani au existat îmbunătățiri semnificative, în special în ceea ce privește creșterile în înscrierea netă la nivelul primar, introducerea bugetării bazate pe programe și dezvoltarea unui cadru de politici care ajută copiii defavorizați să aibă acces la educație. Țara a investit de asemenea semnificativ în educația vocațională, în special în zonele rurale, pentru a combate sărăcia și șomajul. Două dintre cele mai apreciate universități din Cambodgia sunt situate în Phnom Penh.
Tradițional, educația în Cambodgia era oferită de wats (templele budiste), oferind astfel educație exclusiv pentru populația masculină. În timpul regimului Khmer Rouge, educația a suferit retrageri semnificative. Educația a mai suferit și din cauza muncii copiilor. Un studiu realizat de Kim (2011) raportează că majoritatea copiilor angajați din Cambodgia sunt înscriși în școală, dar angajarea lor este asociată cu intrarea târzie în școală, impacturi negative asupra rezultatelor învățării și creșterea ratelor de abandon școlar. În ceea ce privește performanța academică a copiilor din școlile primare cambodgiene, cercetările au arătat că atitudinile și credințele părinților au jucat un rol semnificativ.

### Crimă
Pentru mai multe informații: Crima în Cambodgia
În 2017, Cambodgia avea o rată a omorurilor de 2,4 la 100.000 de locuitori.
Prostituția este ilegală în Cambodgia, dar pare să fie prevalentă. Într-o serie de interviuri din 1993 cu femei despre prostituție, trei sferturi dintre intervievați considerau că a fi prostituată este o normă și o profesie pe care o considerau fără rușine. În acel an, se estima că erau aproximativ 100.000 de lucrători sexuali în Cambodgia.
Pe 18 august 2019, prim-ministrul Hun Sen a semnat un directive prin care interzice Ministerului Finanțelor să emită noi licențe pentru jocurile de noroc online, în timp ce operatorii care dețin deja licențe online vor putea continua să opereze doar până la expirarea acestor licențe. Directivele au menționat că "anumite persoane străine au folosit această formă de jocuri de noroc pentru a înșela victime în interiorul și în afara țării" ca justificare pentru noua politică. Cambodgia emisese peste 150 de astfel de licențe înainte de anunțarea noii politici.

## Cultură
Articole principale: Cultura Cambodgiei și Preah Ko Preah Keo
Mai multe factori contribuie la cultura cambodgiană, inclusiv budismul Theravada, hinduismul, colonialismul francez, cultura angkoriană și globalizarea modernă. Ministerul Culturii și Artelor Frumoase din Cambodgia este responsabil pentru promovarea și dezvoltarea culturii cambodgiene. Cultura cambodgiană include nu doar cultura majorității etnice lowland, ci și cele aproximativ 20 de triburi montane cultural distincte, cunoscute sub numele de Khmer Loeu, un termen creat de Norodom Sihanouk pentru a încuraja unitatea între locuitorii din zonele montane și cei din zonele de câmpie.

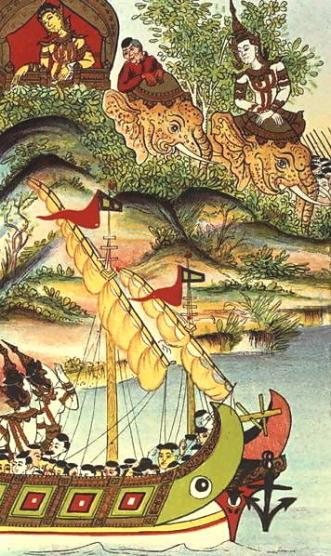
Povestea Vorvong și Sorvong în ilustrația din secolul al XIX-lea

Cambodgienii din zonele rurale poartă un fular krama, care este un aspect unic al îmbrăcămintei cambodgiene. Sampeah-ul este un salut tradițional cambodgian sau un mod de a arăta respect altora. Cultura Khmer, așa cum a fost dezvoltată și răspândită de imperiul Khmer, are stiluri distinctive de dans, arhitectură și sculptură, care au fost schimbate cu țările vecine Laos și Thailanda de-a lungul istoriei. Angkor Wat (Angkor înseamnă „oraș” și Wat înseamnă „templu”) este cel mai bine conservat exemplu de arhitectură Khmer din perioada angkoriană, alături de sute de alte temple descoperite în și în jurul regiunii.
Tradițional, poporul Khmer a înregistrat informații pe frunze de Tra. Cărțile din frunze de Tra înregistrează legende ale poporului Khmer, Ramayana, originile budismului și alte cărți de rugăciuni. Acestea sunt îngrijite prin învelirea lor în pânză pentru a le proteja de umiditate și climă. Bon Om Touk (Festivalul Apelor și Lunii din Cambodgia), concursul anual de înot cu bărci, este cel mai frecventat festival național cambodgian. Desfășurat la sfârșitul sezonului ploios, când râul Mekong începe să scadă la nivelurile sale normale, permițând râului Tonle Sap să inverseze fluxul, aproximativ 10% din populația Cambodgiei participă anual la acest eveniment pentru a juca jocuri, a mulțumi lunii, a urmări focuri de artificii, a lua masa și a asista la cursa cu bărci într-o atmosferă de carnaval.
Jocurile populare includ fotbalul, lovirea unui sey, asemănător cu un sac de picior, și șahul. Bazat pe calendarul solar indian clasic și budismul Theravada, Anul Nou Cambodgian este o sărbătoare majoră care are loc în aprilie. Figurile artistice recente includ cântăreții Sinn Sisamouth și Ros Serey Sothea (și mai târziu Preap Sovath și Sokun Nisa), care au introdus noi stiluri muzicale în țară.
În fiecare an, cambodgienii vizitează pagode din întreaga țară pentru a marca Pchum Ben (Ziua Strămoșilor). În timpul festivalului de 15 zile, oamenii oferă rugăciuni și mâncare spiritelor rudelor lor decedate. Pentru majoritatea cambodgienilor, aceasta este o perioadă de a-și aminti rudele care au murit în timpul regimului Khmerului roșu din 1975–1979.

### Gastronomia cambodgiană
Articol principal: Bucătăria Cambodgiană
Gastronomia cambodgiană este un aspect esențial al culturii țării, caracterizată printr-o diversitate de arome și ingrediente, influențată de tradițiile indigene, dar și de influențele din vecinătățile sale, inclusiv din China, India și Franța. Bucătăria cambodgiană este adesea apreciată pentru echilibrul său între dulce, sărat, acru și picant.
În perioada colonială franceză, Cambodgia a fost influențată de bucătăria franceză, ceea ce se reflectă în utilizarea ingredientelor precum baghetele și diverse tehnici de gătit. Astfel, câteva preparate cambodgiene au fost influențate de gastronomia franceză, dar au fost adaptate pentru a se potrivi gusturilor locale.
Gastronomia cambodgiană este o reflecție a diversității culturale și istorice a țării, combinând ingrediente și tehnici tradiționale cu influențe externe pentru a crea preparate unice și savuroase.
Orezul este ingredientul de bază, la fel ca în alte țări din sud-estul Asiei. Peștele provenit din râurile Mekong și Tonlé Sap este de asemenea o parte importantă a dietei. În anul 2000, aprovizionarea cu pește și produse din pește pentru alimentație și comerț era de 20 kilograme (44 de livre) pe persoană, adică aproximativ 2 uncii pe zi per persoană. O parte din pește poate fi transformată în prahok pentru a fi păstrată mai mult timp.
Bucătăria cambodgiană include fructe tropicale, supe și tăieței. Ingredientele de bază sunt limele kafir, lemongrass (lemon grass), usturoiul, sosul de pește, sosul de soia, tamarindul, ghimbirul, sosul de stridii, laptele de cocos și piperul negru. Printre delicatese se numără num banhchok (tăieței de orez cu curry verde), fish amok (pește gătit în lapte de cocos cu pastă de curry) și aping (un fel de desert din fructe sau lapte de cocos). De asemenea, țara se mândrește cu diverse mâncăruri de stradă distincte.
Influența franceză asupra bucătăriei cambodgiene include curryul roșu cambodgian, servit cu baghete prăjite. Baghetele prăjite sunt înmuiate în curry și consumate astfel. Curryul roșu cambodgian este de asemenea consumat cu orez și tăieței de orez. Probabil cel mai popular fel de mâncare consumat la restaurant este kuyteav, o supă de tăieței de orez cu bulion de porc, usturoi prăjit, ceapă verde și diverse toppinguri, precum bile de vită, creveți, ficat de porc sau salată. Piperul Kampot, considerat unul dintre cele mai bune din lume, este folosit frecvent alături de crabul de Kep și calmar în restaurantele de pe râul Ou Trojak Jet.
Cambodgienii consumă o cantitate semnificativă de ceai, cultivat în provincii precum Mondulkiri și în jurul Kirirom. Te krolap este un ceai puternic, preparat prin punerea de apă și o masă de frunze de ceai într-un pahar mic, acoperit cu o farfurie și întors pentru a infuza. După ce ceaiul devine destul de puternic, este decantat într-o altă cană și se adaugă mult zahăr, dar fără lapte. Ceaiul de lămâie, te kdau kroch chhma, preparat cu ceai chinezesc de praf roșu și suc de lămâie, este revigorant atât cald, cât și rece și este de obicei servit cu o dozare generoasă de zahăr. În ceea ce privește cafeaua, boabele sunt în general importate din Laos și Vietnam – deși cafeaua produsă local din provinciile Ratanakiri și Mondulkiri poate fi găsită în unele locuri. Boabele sunt prăjite tradițional cu unt și zahăr, plus diverse alte ingrediente care pot include de la rom la grăsime de porc, dând băuturii un miros ciudat, uneori vag de ciocolată.

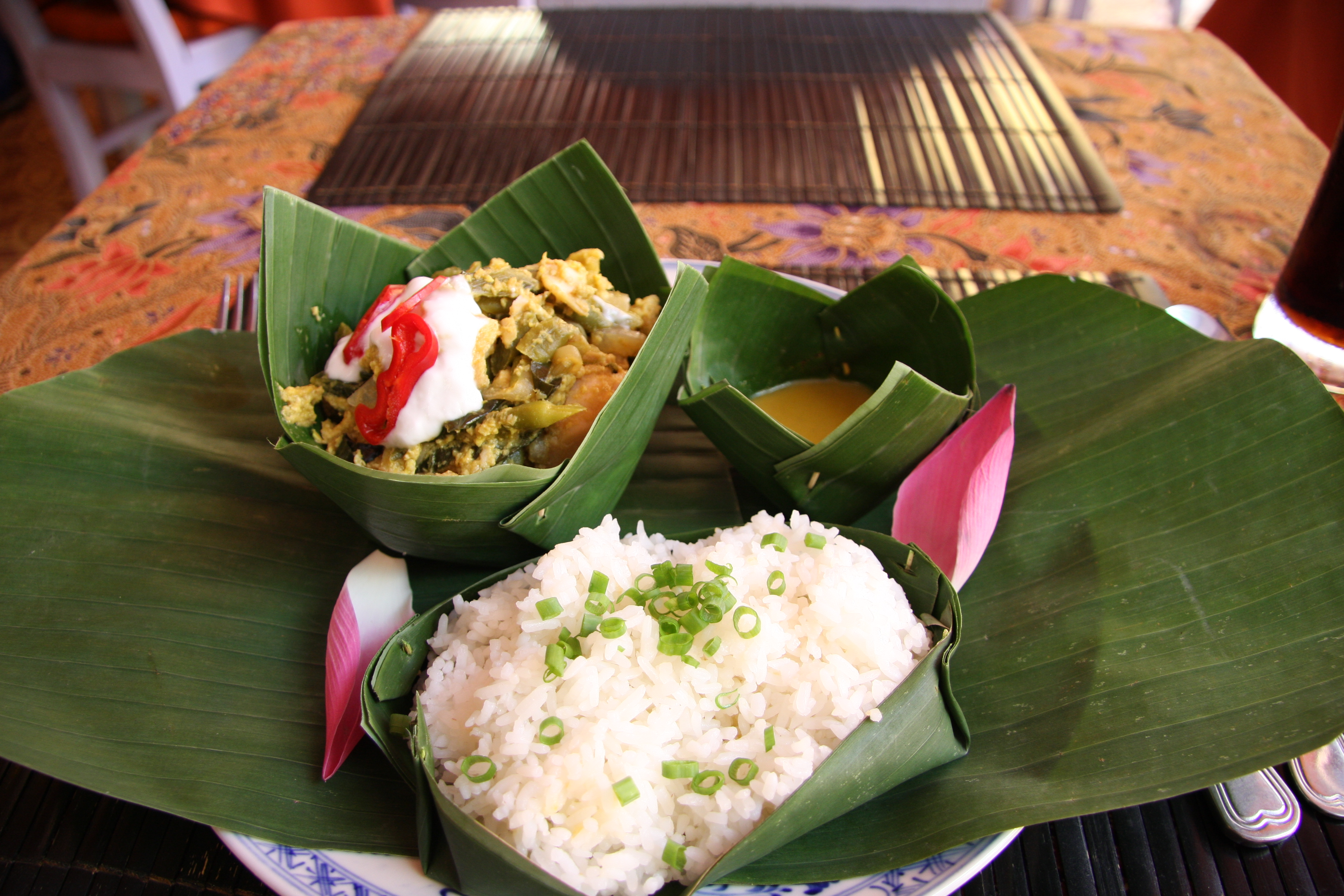
Amok

Cambodgia are mai multe fabrici de bere industrială, situate în principal în provincia Sihanoukville și în Phnom Penh. Există, de asemenea, un număr tot mai mare de microbrewerii în Phnom Penh și Siem Reap. În 2019, existau 12 brewpub-uri sau microbrewerii în Cambodgia. Vinul de orez este o băutură alcoolică populară. Calitatea acestuia variază considerabil și este adesea infuzată cu fructe sau plante medicinale. Când este preparat cu fructe macerate sau condimente, cum ar fi lichiorul Sombai, se numește sra tram (vin înmuiat).

#### Preparate tradiționale
- Amok – Este unul dintre cele mai cunoscute feluri de mâncare cambodgiene, constând dintr-un curry de pește, gătit cu lapte de cocos, pastă de curry și ierburi aromatice. Preparatul este adesea servit în frunze de bananier, care îi conferă un gust distinct.
- Kuy Teav – Este o supă de tăieței, de obicei servită pentru mic dejun, preparată cu tăieței de orez, bulion de porc sau de vită, și completată cu carne de porc sau vită, ierburi proaspete și mirodenii.
- Bai Sach Chrouk – Este un fel de mâncare popular de mic dejun, constând din carne de porc marinat și friptă, servită cu orez și adesea însoțită de castraveți și murături.
- Prahok – Este o pastă fermentată de pește, utilizată ca ingredient de bază în multe feluri de mâncare cambodgiene. Prahok este un condiment puternic și sărat, care adaugă un gust unic preparatelor.
- Nom Banh Chok – Este un preparat tradițional pentru mic dejun, care constă în tăieței de orez acoperiți cu o pastă de curry verde și serviți cu legume proaspete și ierburi.

#### Băuturi
- Cambodgienii consumă adesea băuturi pe bază de fructe, cum ar fi sucurile naturale de mango, papaya sau lychee. De asemenea, „Angkor Beer” este o bere locală populară.

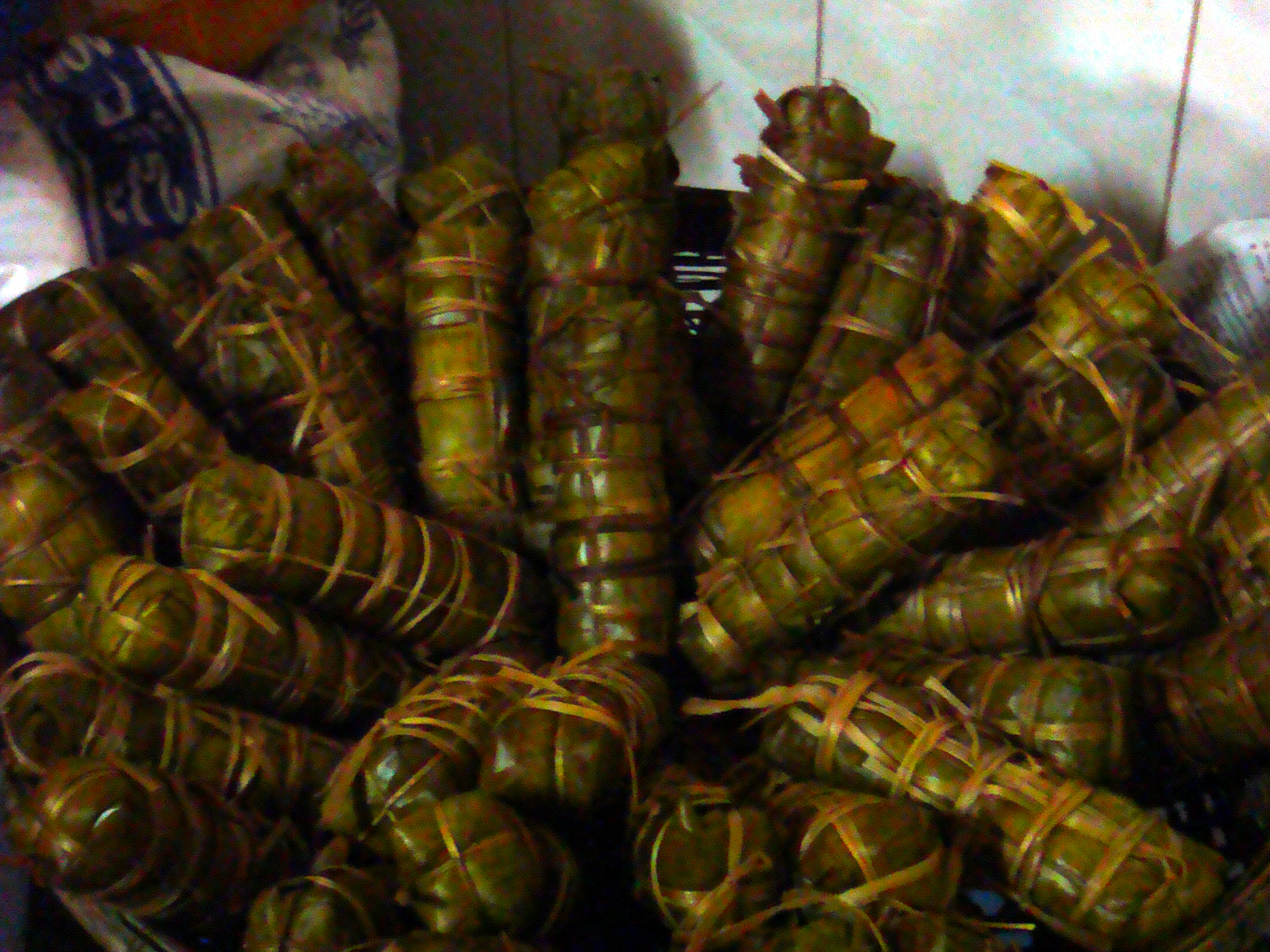
Num Ansom

#### Deserturi
- Printre deserturile tradiționale se numără „Num Ansom” (o prăjitură de orez și banane gătită în frunze de bananier) și „Sticky Rice with Mango” (orez lipicios cu mango), care sunt apreciate pentru dulceața lor simplă și naturală.

### Sporturi
Informații suplimentare: Sportul în Cambodgia
Fotbalul este unul dintre cele mai populare sporturi în Cambodgia, deși sporturile organizate profesional nu sunt la fel de răspândite ca în țările vestice din cauza condițiilor economice. Fotbalul a fost adus în Cambodgia de francezi și a devenit popular printre localnici. Echipa națională de fotbal a Cambodgiei a reușit să obțină locul patru în Cupa Asiei din 1972, dar dezvoltarea a încetinit după războiul civil.
Sporturile vestice, cum ar fi baschetul, voleiul, culturismul, hocheiul pe câmp, rugby-ul, golf și baseball, câștigă popularitate. Voleiul este cu mult cel mai popular sport din țară. Sporturile tradiționale includ cursele de bărci tradiționale, cursele de bivoli, Pradal Serey, luptele tradiționale khmer și Bokator. Cambodgia a participat prima dată la Jocurile Olimpice în timpul Jocurilor Olimpice de vară din 1956, trimițând călăreți. Cambodgia a găzduit, de asemenea, Jocurile GANEFO în 1966 și, recent, Jocurile SEA în 2023.

### Dansuri
Articol principal: Dansul în Cambodgia

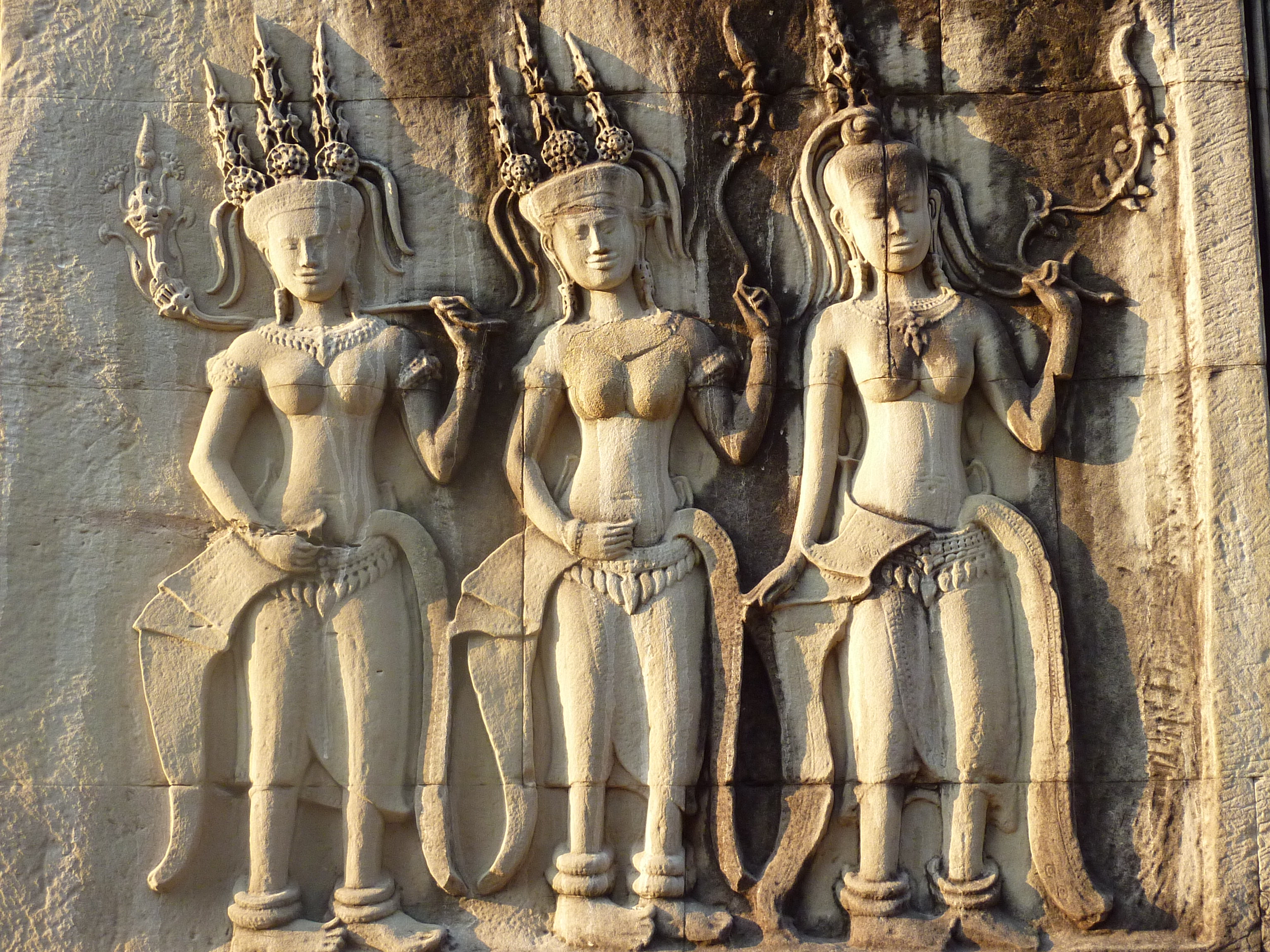
Dansatoare Apsara la Angkor Wat

Dansul cambodgian poate fi împărțit în trei categorii principale: dansul clasic khmer, dansul popular și dansurile sociale. Originile exacte ale dansului clasic khmer sunt disputate. Majoritatea savanților khmeri nativi își trasează formele moderne de dans până în perioada Angkor, observând asemănări în gravurile templelor din acea perioadă, în timp ce alții consideră că stilurile moderne de dans khmer au fost învățate (sau reînvățate) de la dansatorii curții siamese în anii 1800.
Dansul clasic khmer este forma de artă performativă stilizată stabilită în curțile regale ale Cambodgiei, prezentată atât pentru divertisment, cât și în scopuri ceremoniale. Dansurile sunt interpretate de bărbați și femei, costumați cu atenție, extrem de bine pregătiți, în ocazii publice, pentru tribut, invocare sau pentru a reprezenta povești și epopei tradiționale precum Reamker, versiunea khmer a Ramayanei. Cunoscute formal sub numele de Robam Preah Reach Troap ("teatrul bogăției regale"), acestea sunt acompaniate de muzica unei ansambluri pinpeat și de un cor vocal.

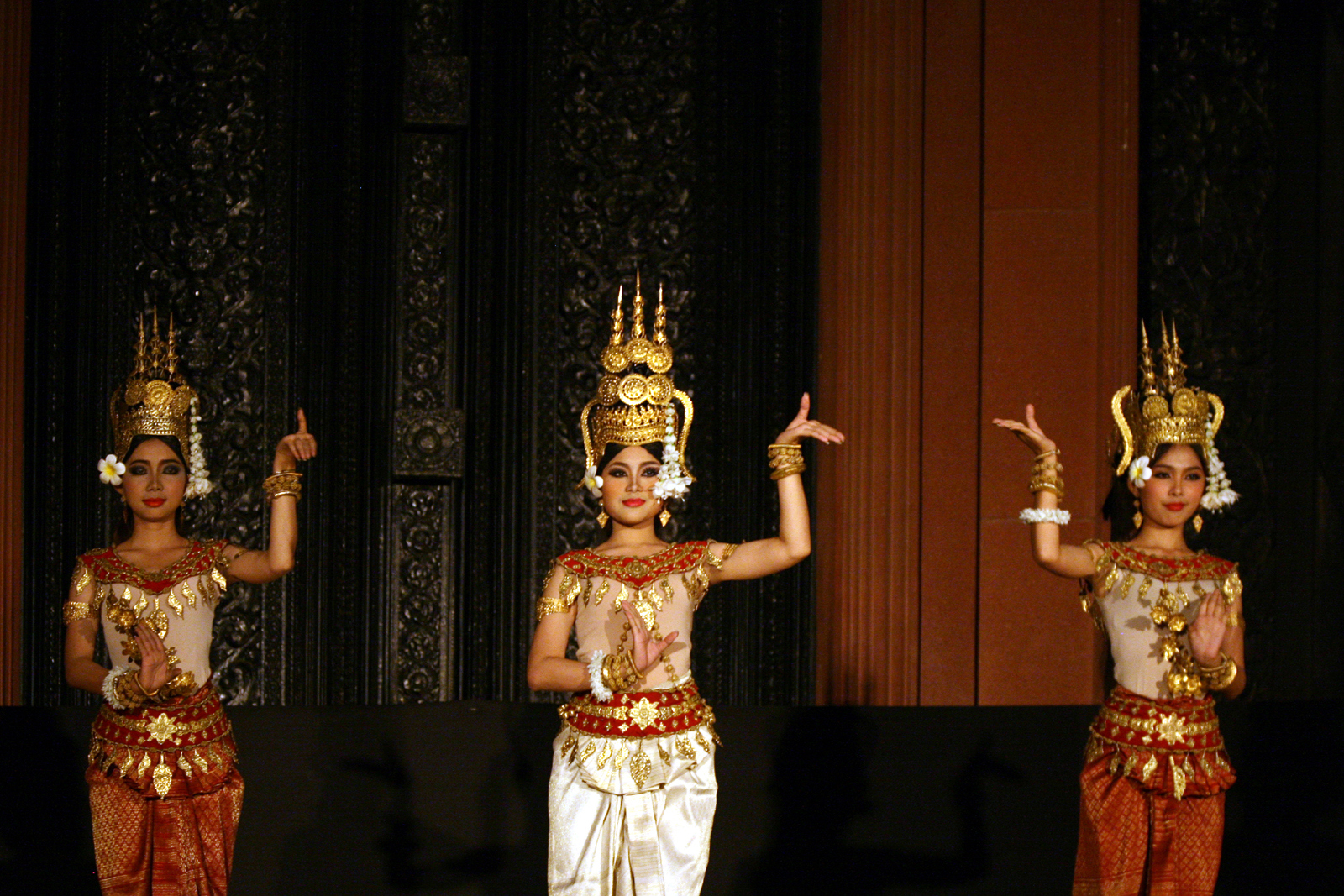
Dansatore Apsara khmeriene

Dansul popular cambodgian, adesea interpretat pe muzica mahori, celebrează diferitele grupuri culturale și etnice ale Cambodgiei. Dansurile populare au apărut în sate și sunt interpretate, în mare parte, de săteni pentru săteni. Mișcările sunt mai puțin stilizate și îmbrăcămintea purtată este cea a oamenilor pe care dansatorii îi reprezintă, cum ar fi triburile montane, Chams sau fermierii. De obicei, sunt mai rapide decât dansurile clasice și afișează teme ale "omului obișnuit" precum dragostea, comedia sau alungarea spiritelor rele.
Dansurile sociale sunt cele efectuate de invitați la banchete, petreceri sau alte adunări sociale informale. Dansurile sociale tradiționale khmer sunt asemănătoare cu cele ale altor națiuni din sud-estul Asiei. Exemple includ dansurile circulare Romvong și Romkbach, precum și Saravan și Lam Leav. Dansurile populare moderne din vest, inclusiv Cha-cha, Bolero și Madison, au influențat de asemenea dansul social cambodgian.

### Biblioteci
Biblioteca Națională a Cambodgiei a fost deschisă în 1924. A suferit multe distrugeri în perioada regimului Khmerului Roșu.

### Muzică
Articol principal: Muzica Cambodgiei
Muzica tradițională cambodgiană datează încă din perioada Imperiului Khmer. Dansurile regale, cum ar fi Dansul Apsara, sunt icoane ale culturii cambodgiene, la fel ca și ansamblurile Mahori care le însoțesc. Formele mai rurale de muzică includ Chapei și Ayai. Prima este populară printre generația mai în vârstă și este adesea o performanță solo a unui bărbat care cântă la o chitară cambodgiană (chapei) între versuri a cappella. Versurile au, de obicei, teme morale sau religioase.

Sinn Sisamouth, un cântăreț cambodgian celebru

Un Yai poate fi interpretat solo sau de un bărbat și o femeie și este adesea de natură comică. Este o formă de poezie lirică, adesea plină de aluzii, care poate fi fie scriptată, fie complet improvizată. Când este cântată de un duo, bărbatul și femeia își fac "răspunsuri" unul altuia sau pun ghicitori pe care ceilalți trebuie să le rezolve, cu pauze instrumentale scurte între versuri. Pleng kaah (literal "muzică de nuntă") este un set de muzică și cântece tradiționale interpretate atât pentru divertisment, cât și ca acompaniament pentru diferitele părți ceremoniale ale unei nunți tradiționale khmere, care durează mai multe zile.
Muzica populară cambodgiană este interpretată cu instrumente de stil occidental sau cu o combinație de instrumente tradiționale și occidentale. Muzica de dans este compusă în stiluri particulare pentru dansuri sociale. Muzica lui Sinn Sisamouth, Ros Sereysothea și Pen Ran din anii 1960 și 1970 este considerată a fi muzica pop clasică a Cambodgiei. În timpul Revoluției Khmerilor roșii, mulți dintre cântăreții clasici și populari din anii 1960 și 1970 au fost uciși, au murit de foame sau au fost munciți până la moarte de către regim. Multe dintre benzile originale de înregistrare din acea perioadă au fost pierdute sau distruse.
În anii 1980, Keo Surath (un refugiat stabilit în Statele Unite) și alții au continuat moștenirea cântăreților clasic, adesea refăcând cântecele lor populare. Anii 1980 și 1990 au adus, de asemenea, popularitatea kantrum, un stil muzical al Khmer Surin, cu instrumentație modernă.
Trupa australiană de hip-hop Astronomy Class a înregistrat cu Kak Channthy, o cântăreață cambodgiană nativă.
Trupa de rock and roll Dengue Fever include o cântăreață cambodgiană și o trupă de susținere din California. Este clasificată ca "muzică mondială" și combină muzica cambodgiană cu rock-ul de stil occidental.

## Patrimoniu mondial UNESCO
Până în anul 2011 pe lista patrimoniului mondial UNESCO au fost incluse 2 obiective din această țară.